# 鹿児島市

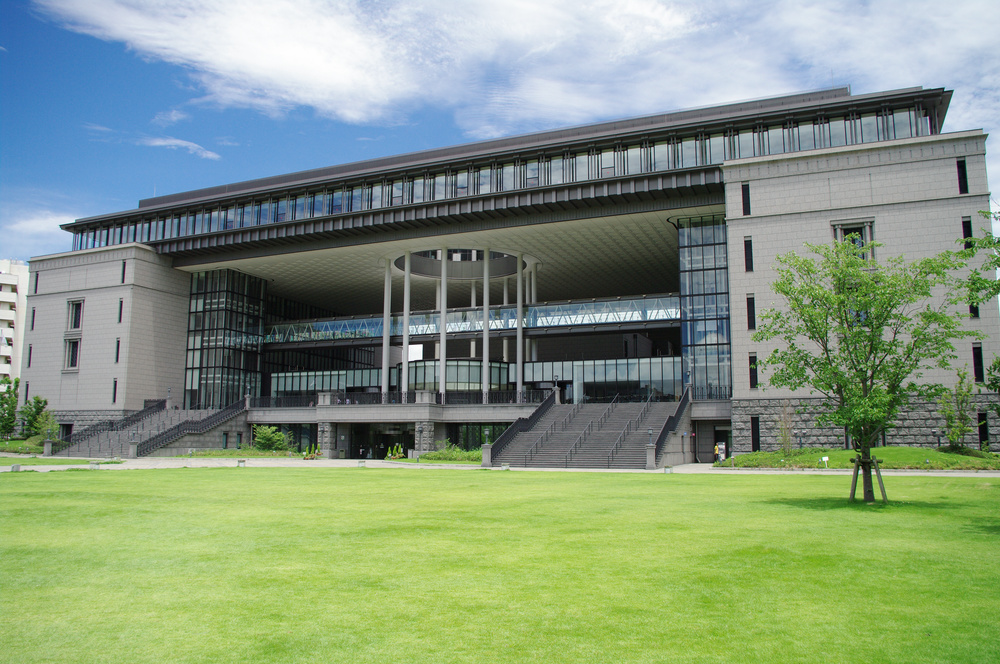
かごしま県民交流センター

鹿児島市（かごしまし）は、鹿児島県の中部に位置する市。鹿児島県の県庁所在地であり、中核市に指定されている。
鹿児島湾西岸の市街地から桜島を望む景観がイタリアのナポリからヴェスヴィオ火山を望む風景に似ていることから、「東洋のナポリ」と称される。

## 概要

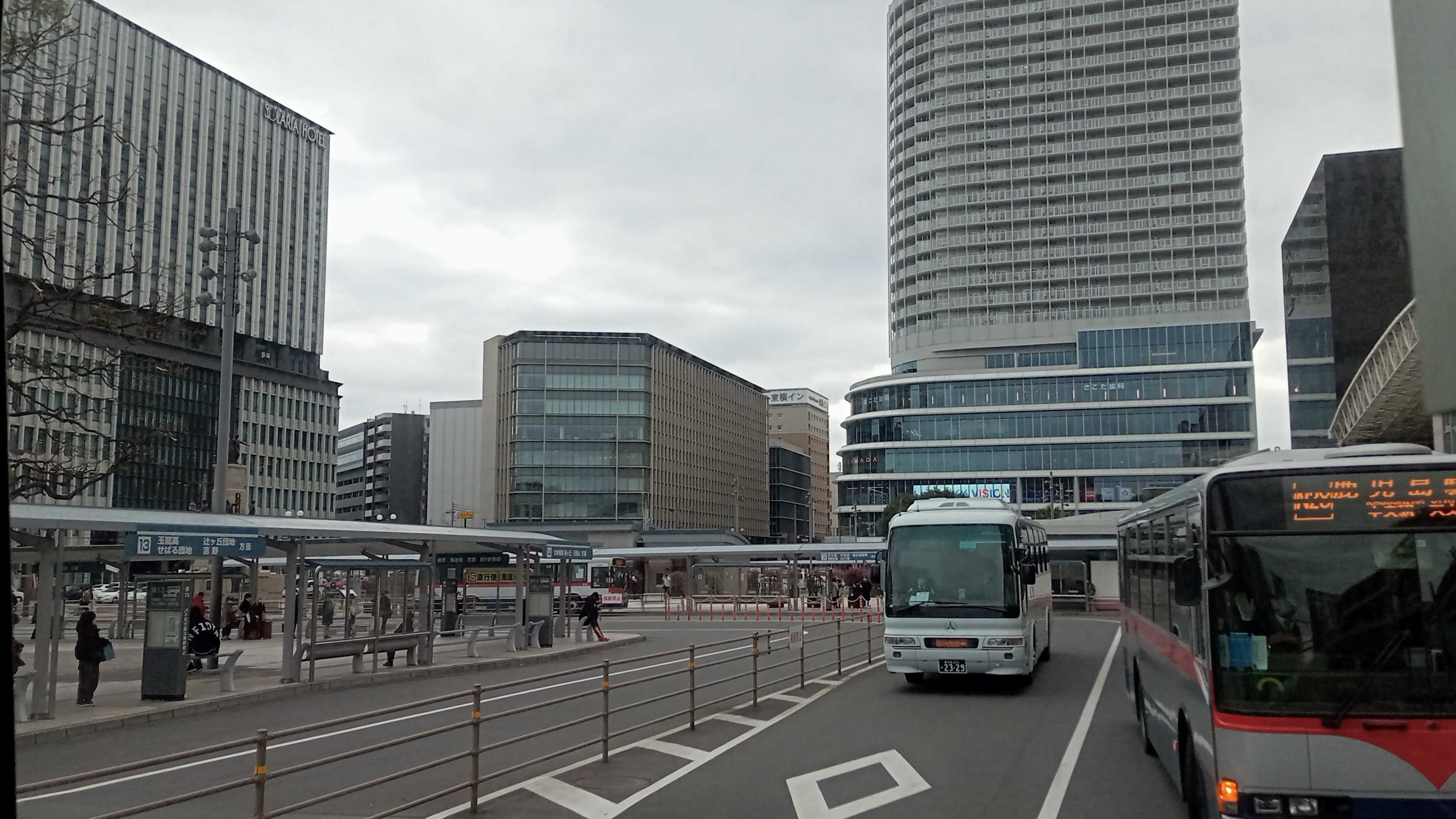
鹿児島中央駅前（2021年）

南九州地域における主要拠点都市の代表格にあたる都市で、政治・経済・文化・交通の中心地でもある。鹿児島県本土中西部に位置し、古くから島津家による薩摩藩、72万石の城下町として栄えてきた。幕末期には山口県の長州藩とともに薩長同盟を組み、明治維新に大きく貢献した西郷隆盛や大久保利通などの政府要人の生誕の地でもある。1889年4月1日に日本で最初に市制を施行した31市の一つで、現在は福岡市、北九州市、熊本市に次ぐ九州第4位の人口を擁する。
1996年に第一期の中核市（1996年度の自治省（現在の総務省）が定めた地方自治法の政令によって）に指定された。2021年4月現在、政令指定都市ではない市及び中核市では船橋市（千葉県）、川口市（埼玉県）に次いで第3位の人口を持ち、政令指定都市ではない県庁所在地では第1位である。人口は鳥取県のそれを上回っており、政令指定都市及び首都圏の市を除けば、県の人口を上回っている唯一の市である。又、国際会議観光都市にも指定されている。本市は、県人口の約三分の一（約35 %）が集中している首位都市でもあり、周辺の自治体と鹿児島都市圏を構成する。中心市街地である天文館地区は南九州最大の繁華街である。アミュプラザ鹿児島や九州新幹線開業以降、鹿児島中央駅周辺も商業地として発展している。
2011年の九州新幹線（博多駅 - 鹿児島中央駅）の全面開業により、福岡市や山陽・関西の各都市からのアクセスが向上し、更なる発展が期待される。一方で元々鹿児島市は地理的要因により地域ブロックの拠点として発展してきた側面もあり、福岡都市圏と短時間で結ばれるようになることで、ストロー効果などのマイナス面も懸念されている。

## 市勢

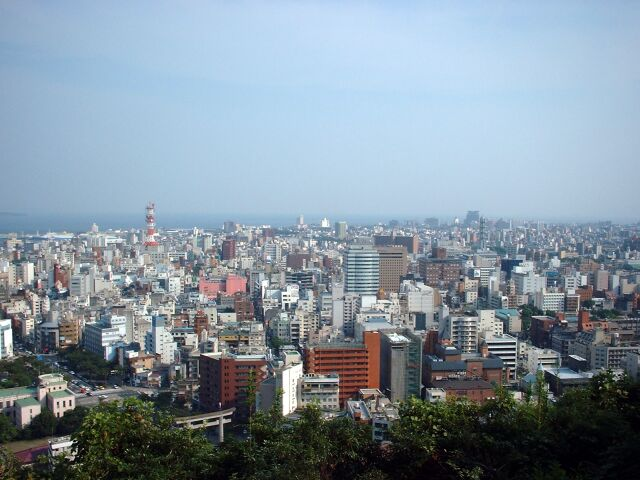
城山から望む市街地

鹿児島市中心部周辺の空中写真。
2010年1月22日撮影の120枚を合成作成。。

- 人口：594,258人（2021年10月現在）
  - 自然動態率－0.23%　社会動態率－0.13%　出生率1.4
- 世帯：296,688世帯
- 登録外国人数：3,193人
- 面積：547.58km2
  - DID面積：74.59km2
  - 可住地面積：249.30km2
  - 本土側可住地面積：214.64km2
- 人口密度：1085人/km2
  - DID面積内人口密度：6469人/km2
  - 可住地面積人口密度：2384人/km2

### 人口
| |                                          |  |
| 鹿児島市と全国の年齢別人口分布（2005年） | 鹿児島市の年齢・男女別人口分布（2005年） |  |
| ■紫色 ― 鹿児島市 ■緑色 ― 日本全国 | ■青色 ― 男性 ■赤色 ― 女性                |  |
| 鹿児島市（に相当する地域）の人口の推移 \| 1970年（昭和45年） \| 444,165人 \| \| \| 1975年（昭和50年） \| 496,802人 \| \| \| 1980年（昭和55年） \| 547,756人 \| \| \| 1985年（昭和60年） \| 574,672人 \| \| \| 1990年（平成2年） \| 582,252人 \| \| \| 1995年（平成7年） \| 594,430人 \| \| \| 2000年（平成12年） \| 601,693人 \| \| \| 2005年（平成17年） \| 604,367人 \| \| \| 2010年（平成22年） \| 605,846人 \| \| \| 2015年（平成27年） \| 599,814人 \| \| \| 2020年（令和2年） \| 593,128人 \| \| |                                          |  |
| 総務省統計局 国勢調査より |                                          |  |
| 1970年（昭和45年） | 444,165人                                |  |
| 1975年（昭和50年） | 496,802人                                |  |
| 1980年（昭和55年） | 547,756人                                |  |
| 1985年（昭和60年） | 574,672人                                |  |
| 1990年（平成2年） | 582,252人                                |  |
| 1995年（平成7年） | 594,430人                                |  |
| 2000年（平成12年） | 601,693人                                |  |
| 2005年（平成17年） | 604,367人                                |  |
| 2010年（平成22年） | 605,846人                                |  |
| 2015年（平成27年） | 599,814人                                |  |
| 2020年（令和2年） | 593,128人                                |  |

### 地域区分
2007年に鹿児島市が定めた"かごしま都市マスタープラン"では以下のような区分により地域・地区を定義している。面積は2011年1月1日現在、人口は2020年4月1日現在である。所管支所は2020年（令和2年）の「鹿児島市役所支所設置条例」改正後のとおりである。
| 地域・地区 | 地域・地区   | 所管本庁・支所 | 人口(人) | 面積(km2) | 人口密度(人/km2) | 市制町村制施行時           | 備考 |
| ---------- | ------------ | -------------- | -------- | --------- | ---------------- | -------------------------- | --- |
| 中央地域   | 中央地区     | 市役所本庁     | 287,222  | 48.2      | 5,959            | 鹿児島市                   | |
| 中央地域   | 上町地区     | 市役所本庁     | 287,222  | 48.2      | 5,959            | 鹿児島市、吉野村（一部）   | 竜ヶ水地区は吉野町の一部                                                                                            |
| 中央地域   | 鴨池地区     | 市役所本庁     | 287,222  | 48.2      | 5,959            | 中郡宇村                   | 1934年、中郡宇村が鹿児島市に編入                                                                                    |
| 中央地域   | 城西地区     | 市役所本庁     | 287,222  | 48.2      | 5,959            | 鹿児島市、伊敷村（一部）   | - 1911年、伊敷村下伊敷（草牟田）が鹿児島市に編入 - 1920年、伊敷村永吉（原良）、伊敷村下伊敷（玉里）が鹿児島市に編入 |
| 中央地域   | 武・田上地区 | 市役所本庁     | 287,222  | 48.2      | 5,959            | 西武田村                   | - 1911年、西武田村武（天保山）が鹿児島市に編入 - 1934年、西武田村が鹿児島市に編入                                   |
| 谷山地域   | 谷山北部地区 | 谷山支所       | 161,140  | 106.8     | 1,509            | 谷山村                     | - 1924年、町制施行、1958年に市制施行 - 1967年、鹿児島市と新設合併し鹿児島市となる                                   |
| 谷山地域   | 谷山地区     | 谷山支所       | 161,140  | 106.8     | 1,509            | 谷山村                     | - 1924年、町制施行、1958年に市制施行 - 1967年、鹿児島市と新設合併し鹿児島市となる                                   |
| 伊敷地域   | 伊敷地域     | 伊敷支所       | 50,055   | 57.1      | 877              | 伊敷村（一部）             | 1950年、伊敷村が鹿児島市に編入                                                                                      |
| 吉野地域   | 吉野地域     | 吉野支所       | 50,015   | 33.2      | 1,506            | 吉野村                     | 1934年、吉野村が鹿児島市に編入                                                                                      |
| 桜島地域   | 東桜島地区   | 桜島支所       | 4,021    | 76.8      | 52               | 東桜島村                   | 1950年、東桜島村が鹿児島市に編入                                                                                    |
| 桜島地域   | 桜島地区     | 桜島支所       | 4,021    | 76.8      | 52               | 西桜島村                   | - 1973年、町制施行・即日改称 - 2004年、桜島町が鹿児島市に編入                                                       |
| 吉田地域   | 吉田地域     | 吉田支所       | 10,095   | 54.8      | 184              | 吉田村                     | - 1972年、町制施行 - 2004年、吉田町が鹿児島市に編入                                                                 |
| 喜入地域   | 喜入地域     | 喜入支所       | 10,990   | 61.2      | 180              | 喜入村                     | - 1956年、町制施行 - 2004年、喜入町が鹿児島市に編入                                                                 |
| 松元地域   | 松元地域     | 松元支所       | 16,938   | 51.1      | 331              | 上伊集院村                 | - 1960年、町制施行・即日改称 - 2004年、松元町が鹿児島市に編入                                                       |
| 郡山地域   | 郡山地域     | 郡山支所       | 7,068    | 57.8      | 122              | 郡山村、下伊集院村（一部） | - 1956年、下伊集院村の一部と郡山村が合併し町制施行 - 2004年、郡山町が鹿児島市に編入                                 |

### 町丁
鹿児島市には2023年（令和5年）現在、町のみが設置されており、「○○町」又は「○○△丁目」と表記される。大字は1911年（明治44年）までは大字として西田、荒田、塩屋が設置されていたが、西田の大半が常盤町、荒田の大半は上荒田町、塩屋は塩屋町（後の甲突町）となり、それ以降は設置されていない。
周辺の町村を編入した際にも合併時に既存の大字の区域を町に置き換えており、2004年（平成16年）の鹿児島郡吉田町・桜島町・日置郡郡山町・松元町・揖宿郡喜入町の編入の際にも既に町として設置されていた牟礼岡一丁目から牟礼岡三丁目を除いた大字は編入時に大字の区域を廃止し、新規に町の区域が設定されている。吉田・松元・郡山地区は旧大字名を町に読み替え、桜島・喜入地区は旧大字名を町に読み替えて旧自治体名を冠するが、一部例外もある。
2015年（平成27年）発刊の『鹿児島市史第5巻』によると2014年（平成26年）現在、鹿児島市で最も人口が多い町丁は3万2691人の吉野町であり、次いで1万人台が上福元町、6千人台が下福元町及び中山町（ちゅうざんちょう）、5千人台が鴨池新町、川上町、春山町となっている。

## 地理

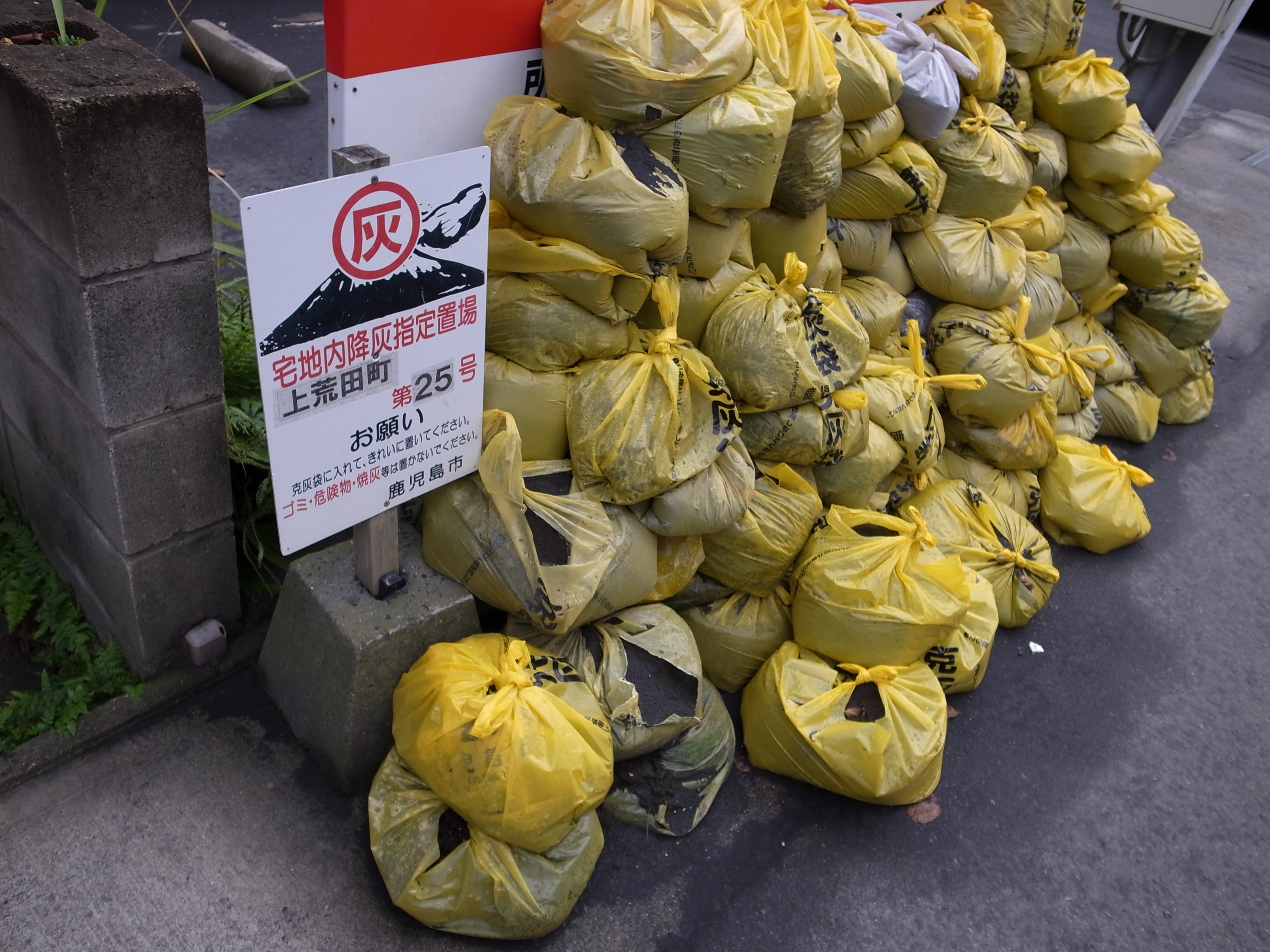
各家庭に配布された「克灰袋」に入れられた火山灰は宅地内降灰指定置場に集積され、鹿児島市によって回収される。

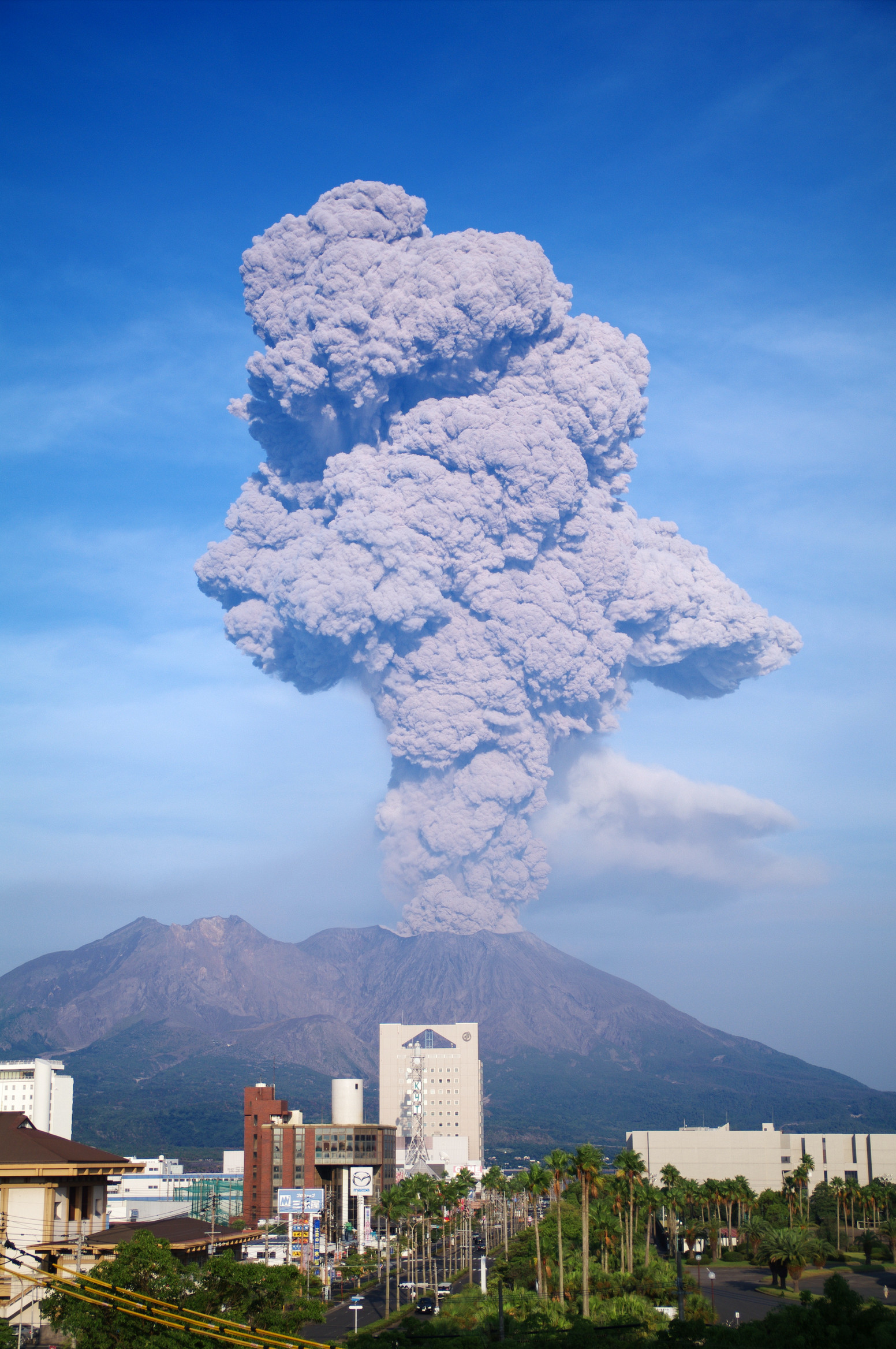
爆発的噴火する桜島

九州の南端部近く、福岡市から南へ約280km、熊本市から南へ約180kmの場所に位置し、鹿児島県内の薩摩半島の北東部および桜島全域を市域とする。鹿児島湾（錦江湾）を望み、桜島などに年間約900万人の観光客が訪れる観光都市でもある。
平野部の大部分が商業地域、住宅地域、工業地域に占められ耕作地域はほとんどない。市街地に近い傾斜地や山間部の多くも宅地開発され団地やニュータウンが数多い。しかし、都市の発展に道路開発が追いついておらず、朝夕はいずれの幹線も渋滞が激しい。市街地が南北に細長いこともあって、とくに谷山地区や吉野方面からの通勤渋滞がひどく、大きな課題となっている。
国道10号線の吉野 - 姶良間沿岸部での総雨量が200mm以上になると通行制限がされる（制限経緯：集中豪雨災害「平成5年8月豪雨」いわゆる「8.6豪雨（8.6水害）」を参照）。そのため、同じく平行して通るJR九州の日豊本線も独自の規定雨量近くに達した場合、運転を見合わせる時がある。
市域中心部の対岸（直線距離約4km）に位置する桜島は、1980 - 90年代に比べればかなり沈静化しているが、2000年以降もなお活発な火山活動を続けており、市中心部にもしばしば降灰する。活火山を抱えながら、これだけの人口規模を有する都市は世界的にも稀である。
火山に近く泉源数が多いため、市内の入浴施設のほとんどが温泉である。詳細については「鹿児島市街地の温泉」を参照。

### 山岳
桜島（活火山）、城山、多賀山、八重山、花尾山、上宮岳、三重岳、三方塚山、雄岳

### 河川
甲突川、稲荷川、脇田川、新川、清滝川、永田川、神之川、川田川、思川

### 島嶼
- 新島
桜島の北東部約1.5kmにあり、2004年11月1日に鹿児島郡桜島町が鹿児島市へ編入されて以来、市内で唯一の有人離島であったが、2013年8月までに全住民が島外へ移住したことにより、新島の定住者は一時ゼロとなった[16]（※住民基本台帳人口がゼロとなったのは2014年12月以降[17]である）。その後、2019年に移住者が出たことにより再び有人島となった[18]。島へのアクセスとして鹿児島市高免町の浦之前港からの行政連絡船があり、2019年現在でも運航されている[19]。
面積：0.13km2 周囲約2km 人口：0人 住所：鹿児島市新島町

### 緯度・経度
鹿児島市の東西南北それぞれの端は以下の位置となっている。
|                                                                           | 北端 北緯31度45分09秒 東経130度32分12秒 / 北緯31.75250度 東経130.53667度 ↑ |                                                                           |
| 西端 北緯31度34分48秒 東経130度23分12秒 / 北緯31.58000度 東経130.38667度← | 市役所 北緯31度35分49秒 東経130度33分26秒 / 北緯31.59694度 東経130.55722度 | 東端 →北緯31度38分00秒 東経130度43分47秒 / 北緯31.63333度 東経130.72972度 |
|                                                                           | ↓ 南端 北緯31度17分36秒 東経130度32分44秒 / 北緯31.29333度 東経130.54556度 |                                                                           |

### 隣接自治体
- 北：薩摩川内市 - 姶良市
- 東：垂水市
- 西：日置市
- 南：指宿市 - 南さつま市 - 南九州市

### 気候
温暖で多雨の太平洋側気候を呈する。年平均気温は19℃前後で、真夏日が年間80日前後、夏日は年間160日前後あるのに対して、冬日は年間数日程度であるが、郊外の丘陵地や山間部では明け方に0度を下回る事も少なくない。強い冬型の気圧配置となり西回りで寒気が流れ込む時には東シナ海からの雪雲が入りやすく、雪が降る。積雪は無い年が多いが、2011年1月1日には過去2番目となる積雪25cmを記録するなど、九州の県庁所在地の中で最南端ながら一度に積もる量は多い。しかし、南岸低気圧による降雪はまず無く、暖かい雨となる。大陸からの寒気の影響を受けやすいために、一時的に平年を5度以上も下回る寒さとなることもある。年間降水量は概ね2000 - 2500mm前後と多雨。年間日照時間は約1800 - 2100時間である。
なお、鹿児島地方気象台は1994年2月に荒田一丁目から東郡元町へ移転している。近年は温暖化に加え、都市化によるヒートアイランド現象の影響を強く受け、最低気温が急速に上がっている。平年値の上昇率は全国官署地点のなかでもトップクラスである。
- 気温 - 最高37.4℃（2016年（平成28年）8月22日）、最低-6.7℃（1923年（大正12年）2月28日）
- 最大日降水量 - 375.0ミリ（2019年（令和元年）7月3日）
- 最大瞬間風速 - 58.5m/s（1996年（平成8年）8月14日）
- 最深積雪 - 29cm（1959年（昭和34年）1月17日）
- 夏日最多日数 - 190日（2024年（令和6年））
- 真夏日最多日数 - 98日（2013年（平成25年））
- 猛暑日最多日数 - 40日（2024年（令和6年））
- 熱帯夜最多日数 - 80日（2023年（令和5年）、2024年（令和6年））
- 冬日最多日数 - 62日（1918年（大正7年））

| 鹿児島地方気象台（鹿児島市東郡元町、標高4m）の気候           | 鹿児島地方気象台（鹿児島市東郡元町、標高4m）の気候 | 鹿児島地方気象台（鹿児島市東郡元町、標高4m）の気候 | 鹿児島地方気象台（鹿児島市東郡元町、標高4m）の気候 | 鹿児島地方気象台（鹿児島市東郡元町、標高4m）の気候 | 鹿児島地方気象台（鹿児島市東郡元町、標高4m）の気候 | 鹿児島地方気象台（鹿児島市東郡元町、標高4m）の気候 | 鹿児島地方気象台（鹿児島市東郡元町、標高4m）の気候 | 鹿児島地方気象台（鹿児島市東郡元町、標高4m）の気候 | 鹿児島地方気象台（鹿児島市東郡元町、標高4m）の気候 | 鹿児島地方気象台（鹿児島市東郡元町、標高4m）の気候 | 鹿児島地方気象台（鹿児島市東郡元町、標高4m）の気候 | 鹿児島地方気象台（鹿児島市東郡元町、標高4m）の気候 | 鹿児島地方気象台（鹿児島市東郡元町、標高4m）の気候 |
| 月                                                           | 1月                                                | 2月                                                | 3月                                                | 4月                                                | 5月                                                | 6月                                                | 7月                                                | 8月                                                | 9月                                                | 10月                                               | 11月                                               | 12月                                               | 年                                                 |
| ------------------------------------------------------------ | -------------------------------------------------- | -------------------------------------------------- | -------------------------------------------------- | -------------------------------------------------- | -------------------------------------------------- | -------------------------------------------------- | -------------------------------------------------- | -------------------------------------------------- | -------------------------------------------------- | -------------------------------------------------- | -------------------------------------------------- | -------------------------------------------------- | -------------------------------------------------- |
| 最高気温記録 °C （°F）                                       | 23.9 (75)                                          | 24.3 (75.7)                                        | 28.6 (83.5)                                        | 30.2 (86.4)                                        | 31.7 (89.1)                                        | 34.5 (94.1)                                        | 37.2 (99)                                          | 37.4 (99.3)                                        | 35.7 (96.3)                                        | 33.5 (92.3)                                        | 29.5 (85.1)                                        | 24.7 (76.5)                                        | 37.4 (99.3)                                        |
| 平均最高気温 °C （°F）                                       | 13.1 (55.6)                                        | 14.6 (58.3)                                        | 17.5 (63.5)                                        | 21.8 (71.2)                                        | 25.5 (77.9)                                        | 27.5 (81.5)                                        | 31.9 (89.4)                                        | 32.7 (90.9)                                        | 30.2 (86.4)                                        | 25.8 (78.4)                                        | 20.6 (69.1)                                        | 15.3 (59.5)                                        | 23.1 (73.6)                                        |
| 日平均気温 °C （°F）                                         | 8.7 (47.7)                                         | 9.9 (49.8)                                         | 12.8 (55)                                          | 17.1 (62.8)                                        | 21.0 (69.8)                                        | 24.0 (75.2)                                        | 28.1 (82.6)                                        | 28.8 (83.8)                                        | 26.3 (79.3)                                        | 21.6 (70.9)                                        | 16.2 (61.2)                                        | 10.9 (51.6)                                        | 18.8 (65.8)                                        |
| 平均最低気温 °C （°F）                                       | 4.9 (40.8)                                         | 5.8 (42.4)                                         | 8.7 (47.7)                                         | 12.9 (55.2)                                        | 17.3 (63.1)                                        | 21.3 (70.3)                                        | 25.3 (77.5)                                        | 26.0 (78.8)                                        | 23.2 (73.8)                                        | 18.0 (64.4)                                        | 12.2 (54)                                          | 6.9 (44.4)                                         | 15.2 (59.4)                                        |
| 最低気温記録 °C （°F）                                       | −5.7 (21.7)                                        | −6.7 (19.9)                                        | −3.9 (25)                                          | −1.0 (30.2)                                        | 3.9 (39)                                           | 9.0 (48.2)                                         | 15.9 (60.6)                                        | 16.5 (61.7)                                        | 9.3 (48.7)                                         | 2.6 (36.7)                                         | −1.5 (29.3)                                        | −5.5 (22.1)                                        | −6.7 (19.9)                                        |
| 降水量 mm （inch）                                           | 78.3 (3.083)                                       | 112.7 (4.437)                                      | 161.0 (6.339)                                      | 194.9 (7.673)                                      | 205.2 (8.079)                                      | 570.0 (22.441)                                     | 365.1 (14.374)                                     | 224.3 (8.831)                                      | 222.9 (8.776)                                      | 104.6 (4.118)                                      | 102.5 (4.035)                                      | 93.2 (3.669)                                       | 2,434.7 (95.854)                                   |
| 降雪量 cm （inch）                                           | 1 (0.4)                                            | 0 (0)                                              | 0 (0)                                              | 0 (0)                                              | 0 (0)                                              | 0 (0)                                              | 0 (0)                                              | 0 (0)                                              | 0 (0)                                              | 0 (0)                                              | 0 (0)                                              | 1 (0.4)                                            | 2 (0.8)                                            |
| 平均降水日数 （≥0.5 mm）                                     | 10.2                                               | 10.2                                               | 13.2                                               | 11.1                                               | 10.7                                               | 16.9                                               | 12.8                                               | 12.2                                               | 11.3                                               | 8.0                                                | 8.9                                                | 9.9                                                | 135.4                                              |
| 平均降雪日数                                                 | 2.1                                                | 1.6                                                | 0.4                                                | 0.0                                                | 0.0                                                | 0.0                                                | 0.0                                                | 0.0                                                | 0.0                                                | 0.0                                                | 0.0                                                | 0.8                                                | 4.9                                                |
| % 湿度                                                       | 66                                                 | 65                                                 | 66                                                 | 68                                                 | 71                                                 | 78                                                 | 76                                                 | 74                                                 | 72                                                 | 67                                                 | 68                                                 | 67                                                 | 70                                                 |
| 平均月間日照時間                                             | 132.6                                              | 139.3                                              | 163.2                                              | 175.6                                              | 178.2                                              | 109.3                                              | 185.5                                              | 206.9                                              | 176.4                                              | 184.0                                              | 157.7                                              | 143.2                                              | 1,942.1                                            |
| 出典：気象庁（平均値：1991年 - 2020年、極値：1883年 - 現在） |                                                    |                                                    |                                                    |                                                    |                                                    |                                                    |                                                    |                                                    |                                                    |                                                    |                                                    |                                                    |                                                    |

| 旧鹿児島地方気象台（荒田一丁目）・1961 - 1990年平均の気候 | 旧鹿児島地方気象台（荒田一丁目）・1961 - 1990年平均の気候 | 旧鹿児島地方気象台（荒田一丁目）・1961 - 1990年平均の気候 | 旧鹿児島地方気象台（荒田一丁目）・1961 - 1990年平均の気候 | 旧鹿児島地方気象台（荒田一丁目）・1961 - 1990年平均の気候 | 旧鹿児島地方気象台（荒田一丁目）・1961 - 1990年平均の気候 | 旧鹿児島地方気象台（荒田一丁目）・1961 - 1990年平均の気候 | 旧鹿児島地方気象台（荒田一丁目）・1961 - 1990年平均の気候 | 旧鹿児島地方気象台（荒田一丁目）・1961 - 1990年平均の気候 | 旧鹿児島地方気象台（荒田一丁目）・1961 - 1990年平均の気候 | 旧鹿児島地方気象台（荒田一丁目）・1961 - 1990年平均の気候 | 旧鹿児島地方気象台（荒田一丁目）・1961 - 1990年平均の気候 | 旧鹿児島地方気象台（荒田一丁目）・1961 - 1990年平均の気候 | 旧鹿児島地方気象台（荒田一丁目）・1961 - 1990年平均の気候 |
| 月                                                        | 1月                                                       | 2月                                                       | 3月                                                       | 4月                                                       | 5月                                                       | 6月                                                       | 7月                                                       | 8月                                                       | 9月                                                       | 10月                                                      | 11月                                                      | 12月                                                      | 年                                                        |
| --------------------------------------------------------- | --------------------------------------------------------- | --------------------------------------------------------- | --------------------------------------------------------- | --------------------------------------------------------- | --------------------------------------------------------- | --------------------------------------------------------- | --------------------------------------------------------- | --------------------------------------------------------- | --------------------------------------------------------- | --------------------------------------------------------- | --------------------------------------------------------- | --------------------------------------------------------- | --------------------------------------------------------- |
| 平均最高気温 °C （°F）                                    | 12.2 (54)                                                 | 13.1 (55.6)                                               | 16.5 (61.7)                                               | 21.3 (70.3)                                               | 24.7 (76.5)                                               | 27.3 (81.1)                                               | 31.4 (88.5)                                               | 32.2 (90)                                                 | 29.5 (85.1)                                               | 25.1 (77.2)                                               | 19.8 (67.6)                                               | 14.6 (58.3)                                               | 22.3 (72.1)                                               |
| 日平均気温 °C （°F）                                      | 7.2 (45)                                                  | 8.3 (46.9)                                                | 11.4 (52.5)                                               | 16.4 (61.5)                                               | 20.1 (68.2)                                               | 23.4 (74.1)                                               | 27.4 (81.3)                                               | 27.9 (82.2)                                               | 25.1 (77.2)                                               | 20.0 (68)                                                 | 14.5 (58.1)                                               | 9.2 (48.6)                                                | 17.6 (63.7)                                               |
| 平均最低気温 °C （°F）                                    | 2.6 (36.7)                                                | 3.7 (38.7)                                                | 6.5 (43.7)                                                | 11.8 (53.2)                                               | 15.9 (60.6)                                               | 20.0 (68)                                                 | 24.2 (75.6)                                               | 24.5 (76.1)                                               | 21.4 (70.5)                                               | 15.3 (59.5)                                               | 9.6 (49.3)                                                | 4.4 (39.9)                                                | 13.3 (55.9)                                               |
| 出典：理科年表                                            |                                                           |                                                           |                                                           |                                                           |                                                           |                                                           |                                                           |                                                           |                                                           |                                                           |                                                           |                                                           |                                                           |

| 喜入（1991年 - 2020年）の気候      | 喜入（1991年 - 2020年）の気候 | 喜入（1991年 - 2020年）の気候 | 喜入（1991年 - 2020年）の気候 | 喜入（1991年 - 2020年）の気候 | 喜入（1991年 - 2020年）の気候 | 喜入（1991年 - 2020年）の気候 | 喜入（1991年 - 2020年）の気候 | 喜入（1991年 - 2020年）の気候 | 喜入（1991年 - 2020年）の気候 | 喜入（1991年 - 2020年）の気候 | 喜入（1991年 - 2020年）の気候 | 喜入（1991年 - 2020年）の気候 | 喜入（1991年 - 2020年）の気候 |
| 月                                 | 1月                           | 2月                           | 3月                           | 4月                           | 5月                           | 6月                           | 7月                           | 8月                           | 9月                           | 10月                          | 11月                          | 12月                          | 年                            |
| ---------------------------------- | ----------------------------- | ----------------------------- | ----------------------------- | ----------------------------- | ----------------------------- | ----------------------------- | ----------------------------- | ----------------------------- | ----------------------------- | ----------------------------- | ----------------------------- | ----------------------------- | ----------------------------- |
| 最高気温記録 °C （°F）             | 23.6 (74.5)                   | 23.7 (74.7)                   | 28.2 (82.8)                   | 29.2 (84.6)                   | 32.9 (91.2)                   | 34.5 (94.1)                   | 36.4 (97.5)                   | 37.4 (99.3)                   | 36.5 (97.7)                   | 33.1 (91.6)                   | 28.7 (83.7)                   | 25.5 (77.9)                   | 37.4 (99.3)                   |
| 平均最高気温 °C （°F）             | 13.1 (55.6)                   | 14.5 (58.1)                   | 17.6 (63.7)                   | 22.0 (71.6)                   | 25.7 (78.3)                   | 27.7 (81.9)                   | 32.1 (89.8)                   | 32.9 (91.2)                   | 30.3 (86.5)                   | 25.8 (78.4)                   | 20.5 (68.9)                   | 15.3 (59.5)                   | 23.1 (73.6)                   |
| 日平均気温 °C （°F）               | 8.6 (47.5)                    | 9.6 (49.3)                    | 12.5 (54.5)                   | 16.5 (61.7)                   | 20.4 (68.7)                   | 23.6 (74.5)                   | 27.6 (81.7)                   | 28.2 (82.8)                   | 25.5 (77.9)                   | 20.8 (69.4)                   | 15.5 (59.9)                   | 10.5 (50.9)                   | 18.3 (64.9)                   |
| 平均最低気温 °C （°F）             | 4.1 (39.4)                    | 4.9 (40.8)                    | 7.6 (45.7)                    | 11.4 (52.5)                   | 15.6 (60.1)                   | 20.2 (68.4)                   | 24.1 (75.4)                   | 24.6 (76.3)                   | 21.7 (71.1)                   | 16.4 (61.5)                   | 10.8 (51.4)                   | 6.0 (42.8)                    | 13.9 (57)                     |
| 最低気温記録 °C （°F）             | −6.3 (20.7)                   | −3.6 (25.5)                   | −1.4 (29.5)                   | 2.1 (35.8)                    | 6.0 (42.8)                    | 12.1 (53.8)                   | 17.2 (63)                     | 18.2 (64.8)                   | 11.5 (52.7)                   | 5.8 (42.4)                    | 0.7 (33.3)                    | −2.6 (27.3)                   | −6.3 (20.7)                   |
| 降水量 mm （inch）                 | 98.9 (3.894)                  | 136.8 (5.386)                 | 193.2 (7.606)                 | 229.9 (9.051)                 | 231.2 (9.102)                 | 634.5 (24.98)                 | 385.2 (15.165)                | 228.2 (8.984)                 | 249.8 (9.835)                 | 115.0 (4.528)                 | 126.4 (4.976)                 | 107.5 (4.232)                 | 2,765.7 (108.886)             |
| 平均降水日数 （≥1.0 mm）           | 10.2                          | 10.2                          | 12.9                          | 10.7                          | 10.5                          | 16.8                          | 12.6                          | 11.6                          | 11.0                          | 7.9                           | 8.5                           | 9.5                           | 133.0                         |
| 平均月間日照時間                   | 123.8                         | 133.1                         | 161.7                         | 183.1                         | 182.1                         | 107.3                         | 192.4                         | 220.1                         | 173.9                         | 181.1                         | 151.8                         | 132.7                         | 1,938.2                       |
| 出典1：Japan Meteorological Agency |                               |                               |                               |                               |                               |                               |                               |                               |                               |                               |                               |                               |                               |
| 出典2：気象庁                      |                               |                               |                               |                               |                               |                               |                               |                               |                               |                               |                               |                               |                               |

## 歴史

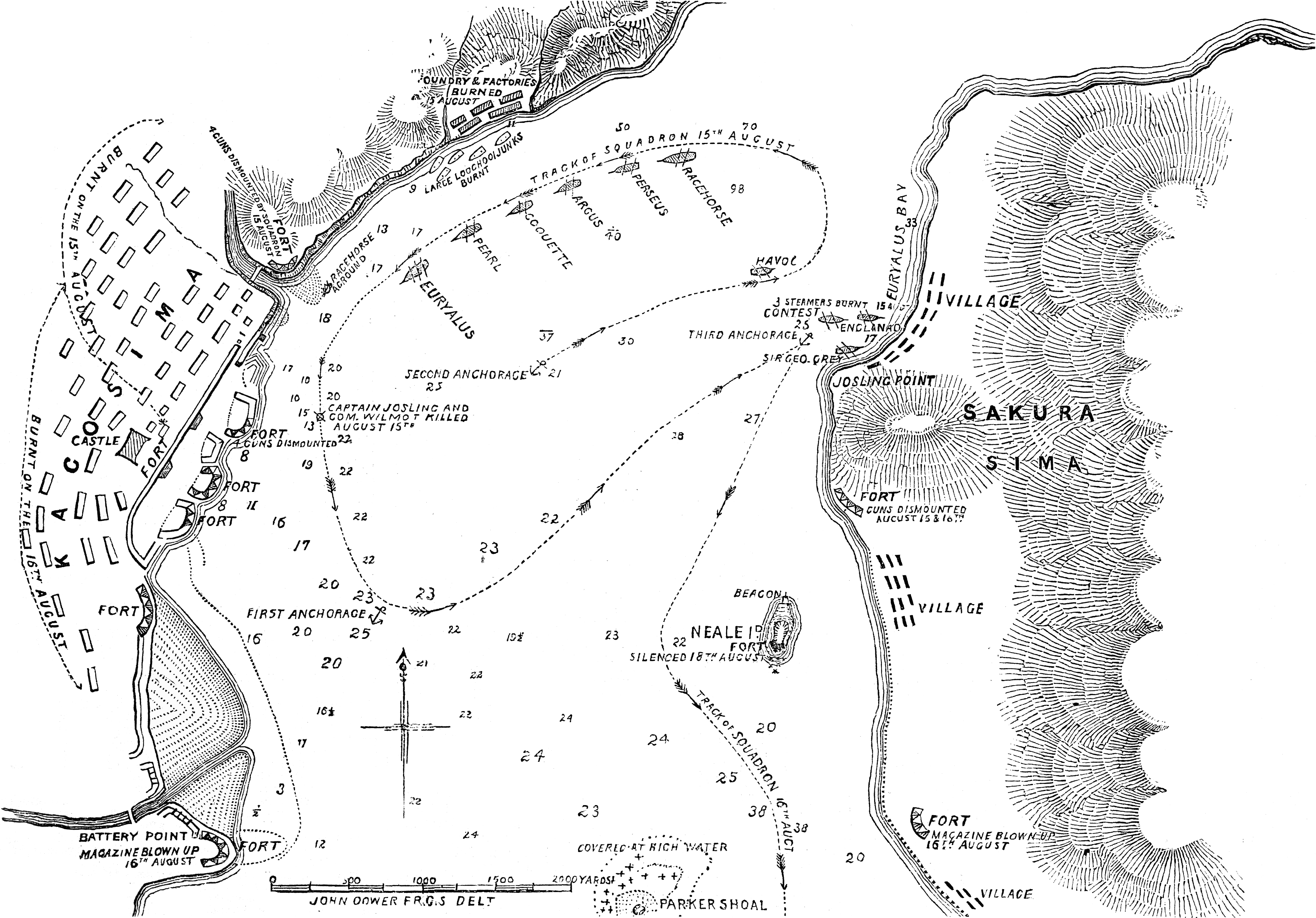
1863年に勃発した薩英戦争の当時の新聞による戦況図

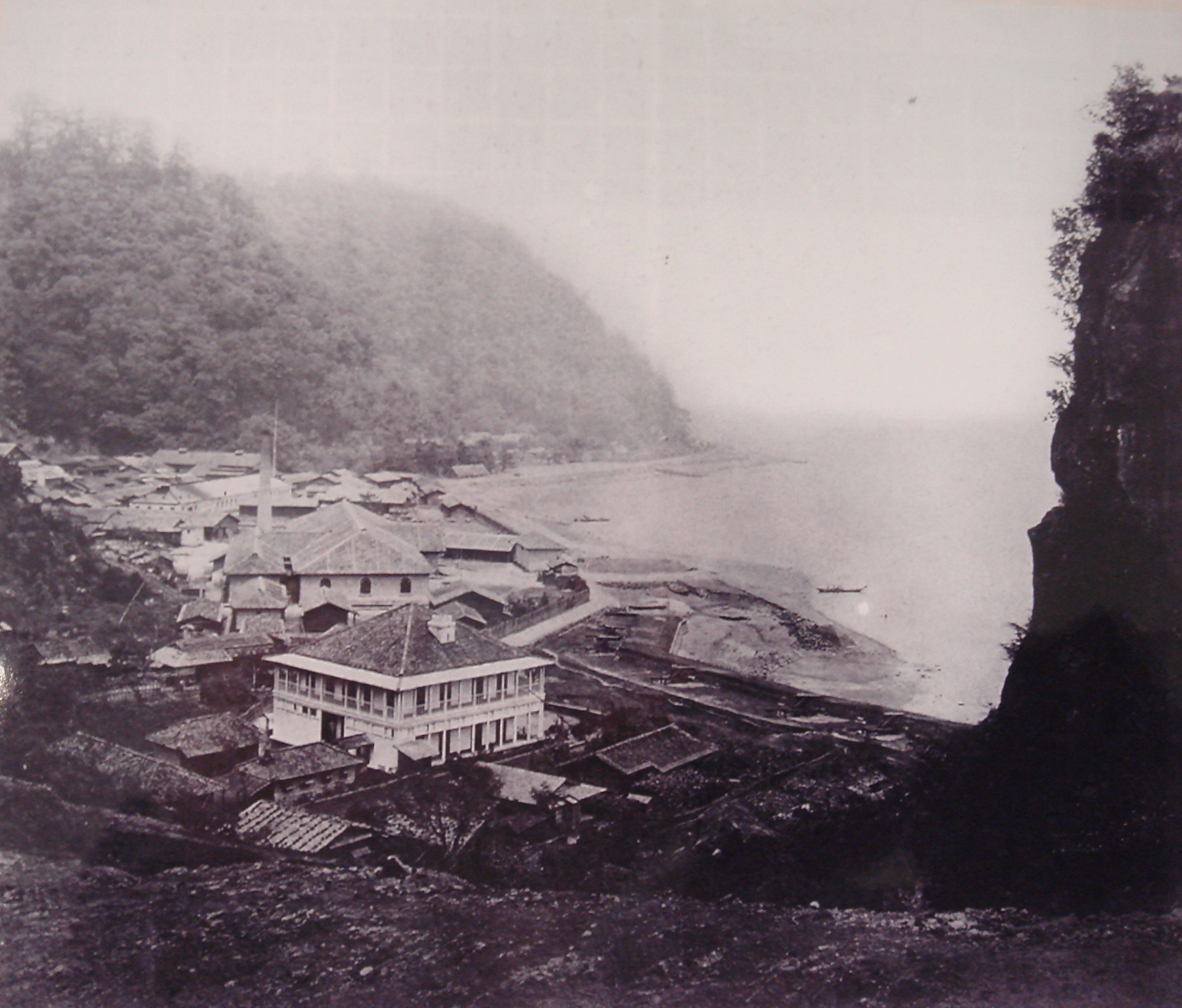
1872年ごろの吉野村磯地区（内田九一撮影）。集成館事業に関連する建物が多く見える

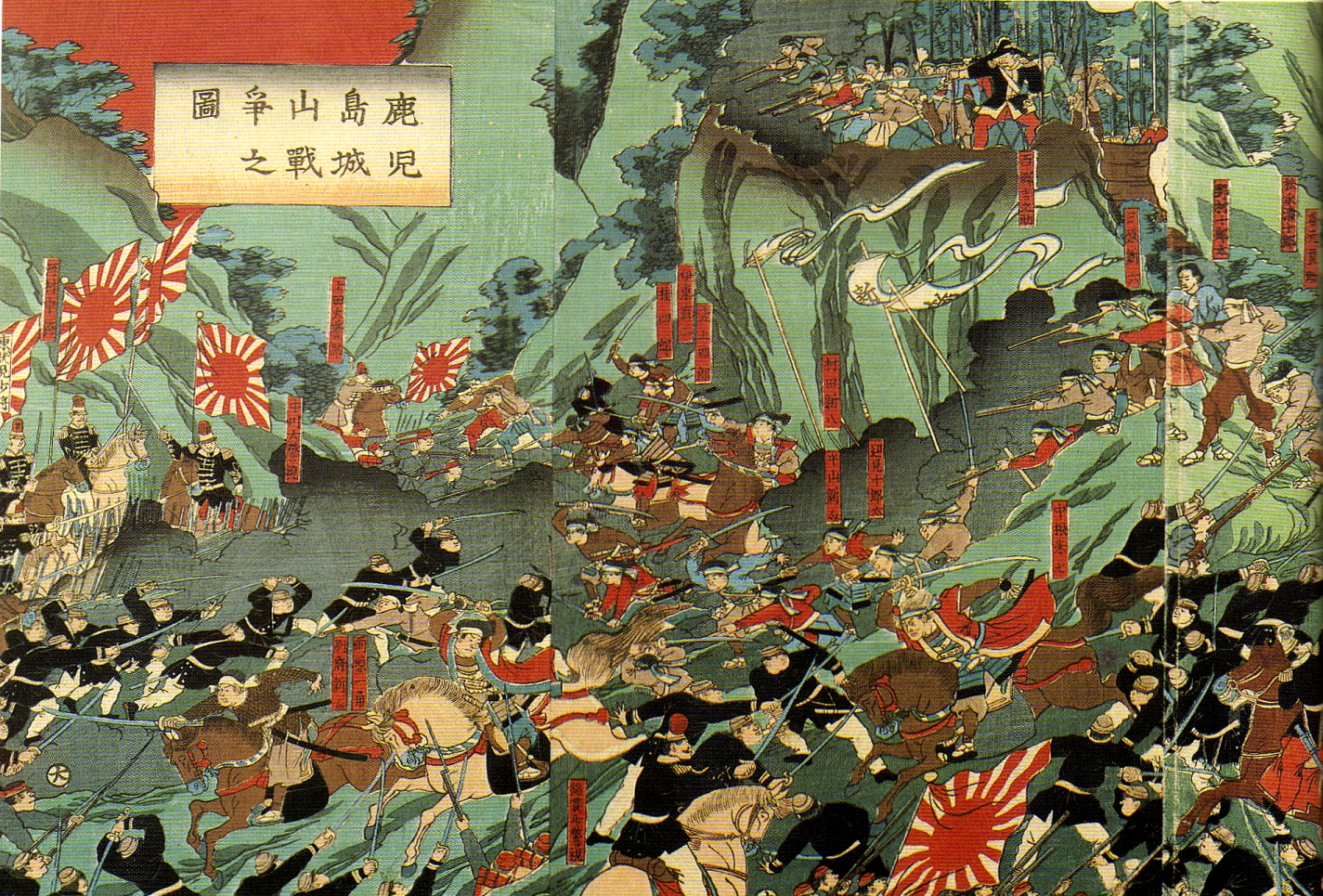
西南戦争における城山の戦い

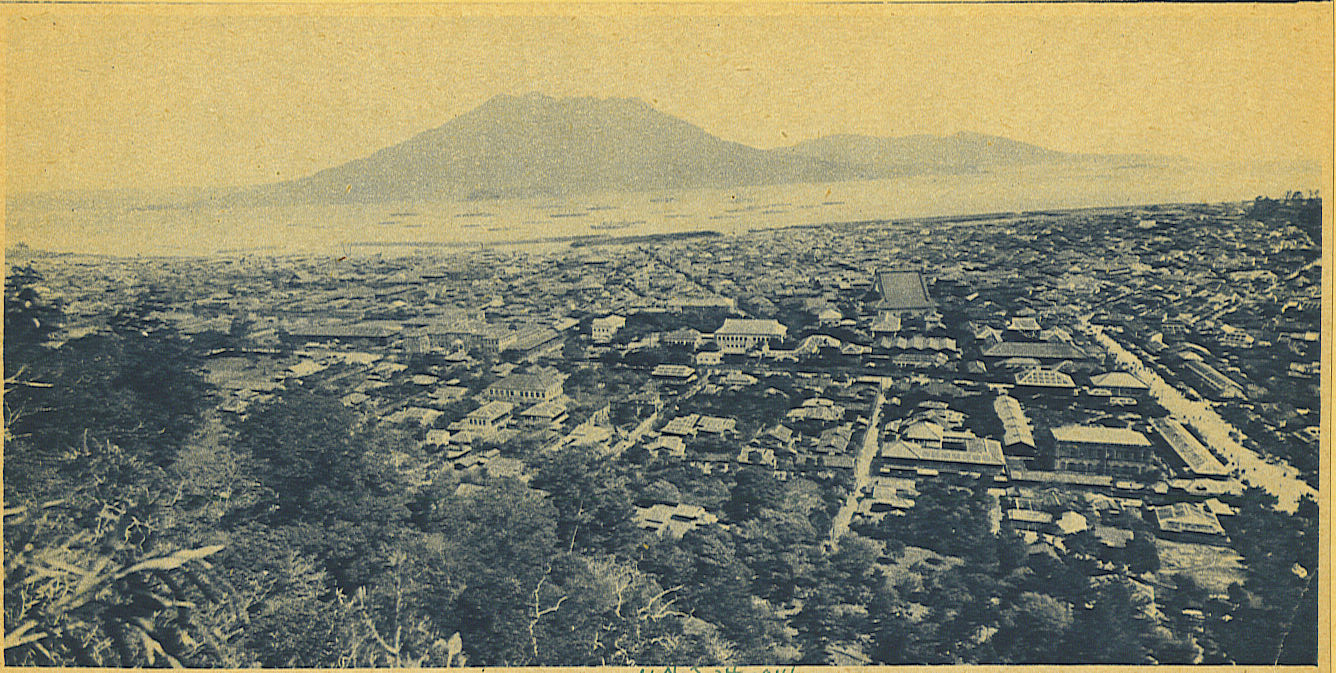
桜島の大正大噴火で火山灰に覆われた鹿児島市街

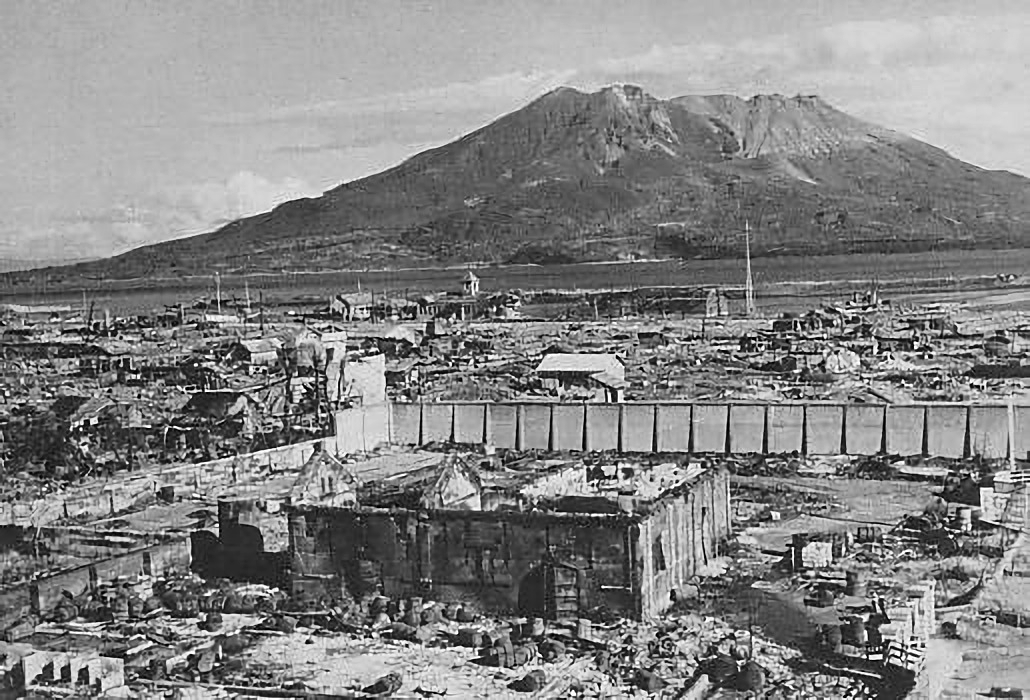
鹿児島大空襲後の鹿児島市街地

「鹿児島」という名の由来は、野生の鹿の子（鹿児）が多く生息していたからとか、多くの水夫（かこ）が住んでいたから、火山を意味するカグという言葉から由来したなど諸説ある。さらに、神話から来たという説もあり現在でもどれが正しいか確定していない。しかし、「カゴ」は崖という意味の古語であり、桜島の四方が崖になっていたので島名を鹿児島（麑嶋）と称する様になり、それが対岸の神社名（鹿児島神宮）として定着し、更には鹿児島郡として郡名に拡大したという説が有力である。
都市としての始まりは、島津家第6代当主島津氏久が東福寺城（鹿児島市清水町）を居城にしたとき（1340年ごろ）とみられる。1549年（天文18年）、フランシスコ・ザビエルが現在の市域に当たる場所（祇園之洲町付近）に上陸し、日本初のキリスト教伝来の地となる。
19世紀の中ごろにはヨーロッパの機械文明を取り入れた研究が進み、第28代当主島津斉彬のもと集成館（現・尚古集成館）事業として反射炉や溶鉱炉が造られ、日本における近代工業化の発祥の地となり、近代日本の黎明期、明治維新において政治家、官僚、軍人など数多くの人物を輩出し、近代日本建設の礎となる。
中心市街地は、薩英戦争による砲撃、西南戦争による戦火、第二次世界大戦の鹿児島大空襲と三度も壊滅的打撃を蒙ったため、城下町としての面影は殆ど残っていない。

### 発祥
- 1549年（天文18年） - キリスト教日本初伝来の地（フランシスコ・ザビエルの上陸により）。
- 1853年（嘉永6年） - 日の丸発祥の地（第28代当主島津斉彬の幕府への提案により）。
- 1854年（安政元年） - 国産第1号軍艦昇平丸竣工。
- 1857年（安政4年） - 島津家の磯別邸（現・仙巌園）にて日本初のガス灯が灯る。
- 1865年（慶応元年） - 日本初の活版印刷による英和辞書を著す。

### 中近世
- 1341年（暦応4年） - 島津貞久が東福寺城を奪取し、鹿児島に拠点を獲得する。
- 1387年（嘉慶元年） - 島津氏久が清水城を築城し、守護所とする（城下町としての鹿児島開府）。
- 1394年（応永元年） - 島津元久が福昌寺を建立し、同氏の菩提寺とする。
- 1549年（天文18年） - フランシスコ・ザビエルによりキリスト教が伝えられる。
- 1550年（天文19年） - 島津貴久が御内館（内城）を築城し、清水城より守護所を移転する。
- 1601年（慶長6年） - 島津家久が鹿児島城を築城し、鹿児島藩庁を置く。
- 1658年（万治元年） - 島津光久が仙厳園を造園する。

### 近現代
- 1871年（明治4年）8月29日 - 廃藩置県により鹿児島府下山下町（現在の鹿児島市山下町）に県庁が設置される。
- 1889年（明治22年）4月1日 - 市制が施行されたのに伴い、旧鹿児島城下46町及び旧近在の内1町3村の区域を以て鹿児島市が成立[26]。当時は九州一の人口だった[27]。
- 1901年（明治34年）6月10日 - 市内初の鉄道路線となる鹿児島本線（現・日豊本線）国分-鹿児島間が開業。
- 1913年（大正2年）10月11日 - 川内線（現・鹿児島本線）が開業。
- 1914年（大正3年）1月12日 - 桜島が大噴火し、同時にマグニチュード7級の桜島地震が発生[28]。死者58名。これにより桜島は大隅半島と地続きになった（桜島の大正大噴火）。
- 1916年（大正5年）10月14日 - 鹿児島電気軌道により日本で四番目である鴨池動物園（現・平川動物公園）が現在のイオン鹿児島鴨池店（旧ダイエー鹿児島店）敷地に開園[29]。
- 1926年（大正15年）11月24日 - 市章を制定。
- 1928年（昭和3年）7月1日 - 市内の路面電車路線を市営に移管し、鹿児島市電気局（現・鹿児島市交通局）が発足。
- 1934年（昭和10年）11月3日 - 全国で七番目、九州で最初に青果・水産を併せ持った鹿児島中央卸売市場が住吉町に完成。
- 1945年（昭和20年）6月17日 - 鹿児島大空襲。死者約2,300名[30]。
- 1950年（昭和25年）12月3日 - 小川町から出火して延焼。死傷者はないもののバラックなど約300戸が全焼[31]。
- 1955年（昭和30年） - 山之口町などで公共下水道の供用開始。終末処理場を持つ公共下水道としては大阪市以西では最初で、同時に全国でも戦後最も早く工事に着手・完工し、戦中・戦後を含めて全国で7番目の公共下水道となる。
- 1967年（昭和42年）4月29日 - 南側に隣接する谷山市と新設合併し新制の鹿児島市となる。
- 1972年（昭和47年）6月15日 - 第27回太陽国体開催を記念し「鹿児島市民歌」を制定。
- 1980年（昭和55年）7月10日 - 人口50万人を突破[32]。
- 1989年（平成元年） - 市制施行100周年。
- 1993年（平成5年）6月12日より長期的な異常多雨。8月6日、甲突川が氾濫。死者・行方不明者81名。平成5年鹿児島大水害（いわゆる8.6水害）と呼ばれる。甲突川に架かる五石橋のうち、新上橋と武之橋が流出する。この年、鹿児島市では年降水量4,022mmを記録。
- 1996年（平成8年）
  - 4月1日 - 第一期の中核市に指定される。
  - 11月 - それまで山下町にあった鹿児島県庁が鴨池新町に移転。
- 2003年（平成15年）1月24日 - 鹿児島郡吉田町、桜島町、日置郡松元町、郡山町、揖宿郡喜入町とともに鹿児島地区合併協議会を設置。
- 2004年（平成16年）3月13日 - 九州新幹線が部分開業し、西鹿児島駅の名称が鹿児島中央駅に変更。
- 2004年（平成16年）11月1日 - 上記合併協議会の各町を編入。人口60万人を突破。
- 2011年（平成23年）3月12日 - 九州新幹線が全線開通。

### 沿革

#### 行政区域の変遷
- 1889年4月1日 市制町村制施行に伴い、旧鹿児島城下46町及び鹿児島近在1町3村の区域より鹿児島市が発足。
  - 同時に、現在の市域に相当する以下の各村が発足。カッコ内は郡制施行に伴う郡統廃合後の所属郡。
    - 鹿児島郡：吉野村・中郡宇村・西武田村・伊敷村・吉田村
    - 北大隅郡（鹿児島郡）：西桜島村・東桜島村
    - 谿山郡（鹿児島郡）：谷山村
    - 日置郡：上伊集院村・下伊集院村・郡山村
    - 給黎郡（揖宿郡）：喜入村
- 1897年04月01日【郡区画改正】郡の統廃合が行われる。
- 1911年09月30日 【編入】伊敷村大字下伊敷字草牟田（草牟田）および西武田村大字武の一部（武、天保山）⇒鹿児島市[33]
- 1920年10月01日 【編入】伊敷村大字下伊敷字紙屋谷（玉里）および伊敷村大字永吉（永吉、原良）⇒鹿児島市[33]
- 1924年09月01日 【町制施行】谷山村⇒谷山町
- 1934年08月01日 【編入】吉野村・中郡宇村・西武田村⇒鹿児島市
- 1950年10月01日 【編入】伊敷村・東桜島村⇒鹿児島市
- 1956年09月30日 【分割編入・町制施行】郡山村・下伊集院村大字有屋田および大字嶽⇒郡山町（下伊集院村の残りの区域は伊集院町・東市来町および日吉町に編入）
- 1956年10月15日 【町制施行】喜入村⇒喜入町
- 1958年10月01日 【市制施行】谷山町⇒谷山市
- 1960年04月01日 【町制施行・改称】上伊集院村⇒松元町
- 1967年04月29日 【新設合併】鹿児島市・谷山市⇒鹿児島市
- 1972年11月01日 【町制施行】吉田村⇒吉田町
- 1973年05月01日 【町制施行・改称】西桜島村⇒桜島町
- 2004年11月01日 【編入】吉田町・桜島町・松元町・郡山町・喜入町⇒鹿児島市

変遷表
表中の■は鹿児島市、■は鹿児島市を除く市、■は町を示す。その他の色は村である。
| 1889年4月1日             | 1889年 - 1910年               | 1910年 - 1930年               | 1930年 - 1950年               | 1950年 - 1970年               | 1970年 - 1990年                | 1990年 - 現在                  | 現在     |
| ------------------------ | ----------------------------- | ----------------------------- | ----------------------------- | ----------------------------- | ------------------------------ | ------------------------------ | -------- |
| 鹿児島市                 | 鹿児島市                      | 鹿児島市                      | 鹿児島市                      | 鹿児島市                      | 1967年4月29日 鹿児島市（新設） | 1967年4月29日 鹿児島市（新設） | 鹿児島市 |
| 鹿児島郡中郡宇村         | 鹿児島郡中郡宇村              | 鹿児島郡中郡宇村              | 1934年8月1日 鹿児島市         | 鹿児島市                      | 1967年4月29日 鹿児島市（新設） | 1967年4月29日 鹿児島市（新設） | 鹿児島市 |
| 鹿児島郡西武田村         |                               |                               | 1934年8月1日 鹿児島市         | 鹿児島市                      | 1967年4月29日 鹿児島市（新設） | 1967年4月29日 鹿児島市（新設） | 鹿児島市 |
| 鹿児島郡吉野村           |                               |                               | 1934年8月1日 鹿児島市         | 鹿児島市                      | 1967年4月29日 鹿児島市（新設） | 1967年4月29日 鹿児島市（新設） | 鹿児島市 |
| 鹿児島郡伊敷村           | 鹿児島郡伊敷村                | 鹿児島郡伊敷村                | 鹿児島郡伊敷村                | 1950年10月1日 鹿児島市        | 1967年4月29日 鹿児島市（新設） | 1967年4月29日 鹿児島市（新設） | 鹿児島市 |
| 北大隅郡東桜島村         | 1897年4月1日 鹿児島郡東桜島村 | 1897年4月1日 鹿児島郡東桜島村 | 1897年4月1日 鹿児島郡東桜島村 | 1950年10月1日 鹿児島市        | 1967年4月29日 鹿児島市（新設） | 1967年4月29日 鹿児島市（新設） | 鹿児島市 |
| 谿山郡谷山村             | 1897年4月1日 鹿児島郡谷山村   | 1924年9月1日 鹿児島郡谷山町   | 1924年9月1日 鹿児島郡谷山町   | 1958年10月1日 谷山市          | 1967年4月29日 鹿児島市（新設） | 1967年4月29日 鹿児島市（新設） | 鹿児島市 |
| 鹿児島郡吉田村           | 鹿児島郡吉田村                | 鹿児島郡吉田村                | 鹿児島郡吉田村                | 鹿児島郡吉田村                | 1972年11月1日 鹿児島郡吉田町   | 2004年11月1日 鹿児島市         | 鹿児島市 |
| 北大隅郡西桜島村         | 1897年4月1日 鹿児島郡西桜島村 | 1897年4月1日 鹿児島郡西桜島村 | 1897年4月1日 鹿児島郡西桜島村 | 1897年4月1日 鹿児島郡西桜島村 | 1973年5月1日 鹿児島郡桜島町    | 2004年11月1日 鹿児島市         | 鹿児島市 |
| 日置郡上伊集院村         | 日置郡上伊集院村              | 日置郡上伊集院村              | 日置郡上伊集院村              | 日置郡上伊集院村              | 1960年4月1日 日置郡松元町      | 2004年11月1日 鹿児島市         | 鹿児島市 |
| 日置郡郡山村             | 日置郡郡山村                  | 日置郡郡山村                  | 日置郡郡山村                  | 1956年9月30日 郡山町          | 1956年9月30日 郡山町           | 2004年11月1日 鹿児島市         | 鹿児島市 |
| 日置郡下伊集院村（一部） |                               |                               |                               | 1956年9月30日 郡山町          | 1956年9月30日 郡山町           | 2004年11月1日 鹿児島市         | 鹿児島市 |
| 給黎郡喜入村             | 1897年4月1日 揖宿郡喜入村     | 1897年4月1日 揖宿郡喜入村     | 1897年4月1日 揖宿郡喜入村     | 1956年10月15日 揖宿郡喜入町   | 1956年10月15日 揖宿郡喜入町    | 2004年11月1日 鹿児島市         | 鹿児島市 |

現在の市域における自治体の変遷図（鹿児島市は紫色）

市制町村制施行時（1889年）
吉野村・中郡宇村・西武田村編入後（1934年時点）
伊敷村・東桜島村編入後（1950年時点）
谷山市新設合併後（2003年時点）

#### 市域面積及び人口の変遷
| 年月日                     | 区分       | 面積（km2） | 人口（人） | 町数      |
| -------------------------- | ---------- | ----------- | ---------- | --------- |
| 1889年（明治22年）04月01日 | 市制施行   | 14.03       | 57,822     | 47町3大字 |
| 1911年（明治44年）09月30日 | 第一次編入 | 15.91       | 73,085     | 53町      |
| 1920年（大正09年）10月01日 | 第二次編入 | 16.73       | 103,180    | 56町      |
| 1934年（昭和09年）08月01日 | 第三次編入 | 78.25       | 176,900    | 68町      |
| 1950年（昭和25年）10月01日 | 第四次編入 | 181.54      | 229,462    | 81町      |
| 1967年（昭和42年）04月29日 | 新設合併   | 279.15      | 385,866    | 91町      |
| 1970年（昭和45年）10月01日 | 第一次埋立 | 280.72      | 403,340    | 101町     |
| 1975年（昭和50年）10月01日 | 第二次埋立 | 284.04      | 456,827    | 130町     |
| 1980年（昭和55年）10月01日 | 第三次埋立 | 288.29      | 503,360    | 185町     |
| 1985年（昭和60年）10月01日 | 第四次埋立 | 289.07      | 530,502    | 195町     |
| 1990年（平成02年）10月01日 | 第五次埋立 | 289.44      | 536,752    | 229町     |
| 1995年（平成07年）10月01日 | 第六次埋立 | 289.60      | 546,282    | 248町     |
| 2000年（平成12年）10月01日 | 第七次埋立 | 289.79      | 552,098    | 263町     |
| 2004年（平成16年）11月01日 | 第五次編入 | 546.80      | 605,308    | 322町     |

## 行政

### 市長
- 下鶴隆央（2020年12月23日就任、2期目[34]）

### 歴代市長
この節では1889年（明治22年）の市制施行以後の鹿児島市の歴代市長を列記する。鹿児島市と対等合併又は編入合併した市町村の市町村長については当該市町村の記事を参照。
| 代 |  | 氏名         | 就任期間                                               | 備考                           |
| -- |  | ------------ | ------------------------------------------------------ | ------------------------------ |
| 1  |  | 上村行徴     | 1889年（明治22年）5月31日 - 1891年（明治24年）3月31日  |                                |
| 2  |  | 上村慶吉     | 1891年（明治24年）4月13日 - 1907年（明治40年）6月30日  |                                |
| 3  |  | 有川貞壽     | 1907年（明治40年）8月16日 - 1913年（大正2年）11月12日  | 死去                           |
| 4  |  | 兒玉利實     | 1914年（大正3年）4月4日 - 1914年（大正3年）4月30日     |                                |
| 5  |  | 山本德次郎   | 1914年（大正3年）7月21日 - 1922年（大正11年）8月15日   |                                |
| 6  |  | 伊集院俊     | 1923年（大正12年）4月27日 - 1925年（大正14年）2月3日   | 死去                           |
| 7  |  | 上野篤       | 1925年（大正14年）5月28日 - 1926年（大正15年）9月23日  | 山陽本線特急列車脱線事故で死去 |
| 8  |  | 白男川讓介   | 1926年（大正15年）10月30日 - 1928年（昭和3年）11月24日 |                                |
| 9  |  | 樺山可也     | 1929年（昭和4年）6月17日 - 1932年（昭和7年）10月27日   |                                |
| 10 |  | 岩元禧       | 1933年（昭和8年）6月13日 - 1936年（昭和11年）1月27日   |                                |
| 11 |  | 伊地知四郎   | 1936年（昭和11年）7月12日 - 1940年（昭和15年）7月11日  |                                |
| 12 |  | 久米成夫     | 1940年（昭和15年）7月19日 - 1944年（昭和19年）7月18日  |                                |
| 13 |  | 岩切重雄     | 1944年（昭和19年）8月17日 - 1945年（昭和20年）12月15日 |                                |
| 14 |  | 勝目清       | 1946年（昭和21年）6月21日 - 1959年（昭和34年）4月29日  | 初の公選市長                   |
| 15 |  | 平瀨實武     | 1959年（昭和34年）5月1日 - 1963年（昭和38年）4月29日   |                                |
| 16 |  | 三ッ井卯三男 | 1963年（昭和38年）5月1日 - 1967年（昭和42年）4月28日   |                                |

| 代 |  | 氏名       | 就任期間                                                | 備考 |
| -- |  | ---------- | ------------------------------------------------------- | ---- |
| 17 |  | 末吉利雄   | 1967年（昭和42年）5月21日 - 1975年（昭和50年）5月20日   |      |
| 18 |  | 山之口安秀 | 1975年（昭和50年）5月21日 - 1984年（昭和59年）12月3日   |      |
| 19 |  | 赤崎義則   | 1984年（昭和59年）12月24日 - 2004年（平成16年）12月22日 |      |
| 20 |  | 森博幸     | 2004年（平成16年）12月23日 - 2020年（令和2年）12月22日  |      |
| 21 |  | 下鶴隆央   | 2020年（令和2年）12月23日 -                             |      |

### 市の行政機関
地域区分と市役所支所
- 北部

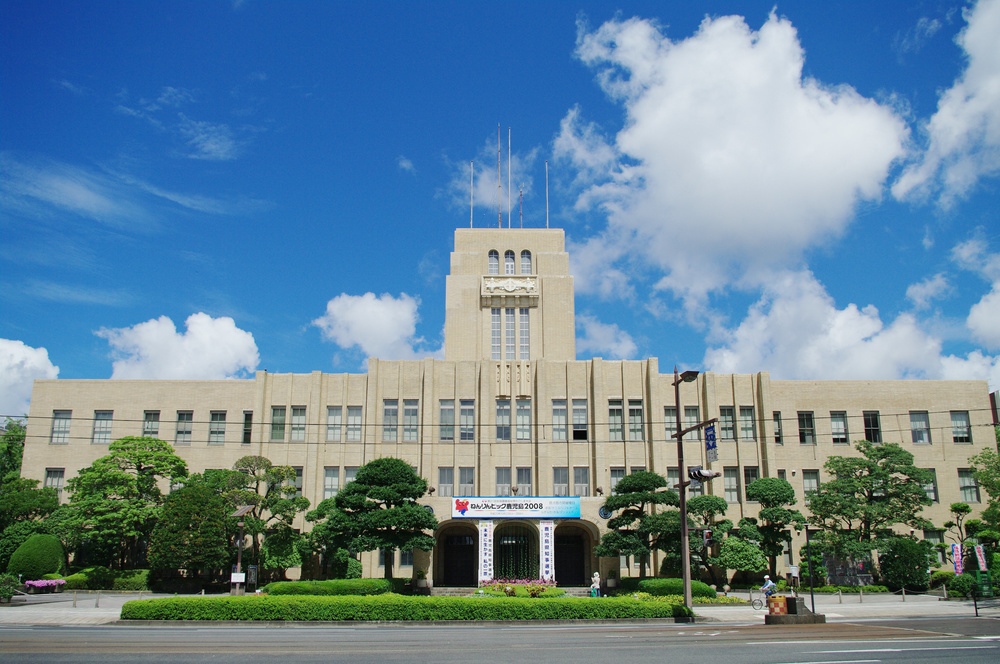
鹿児島市役所 本館

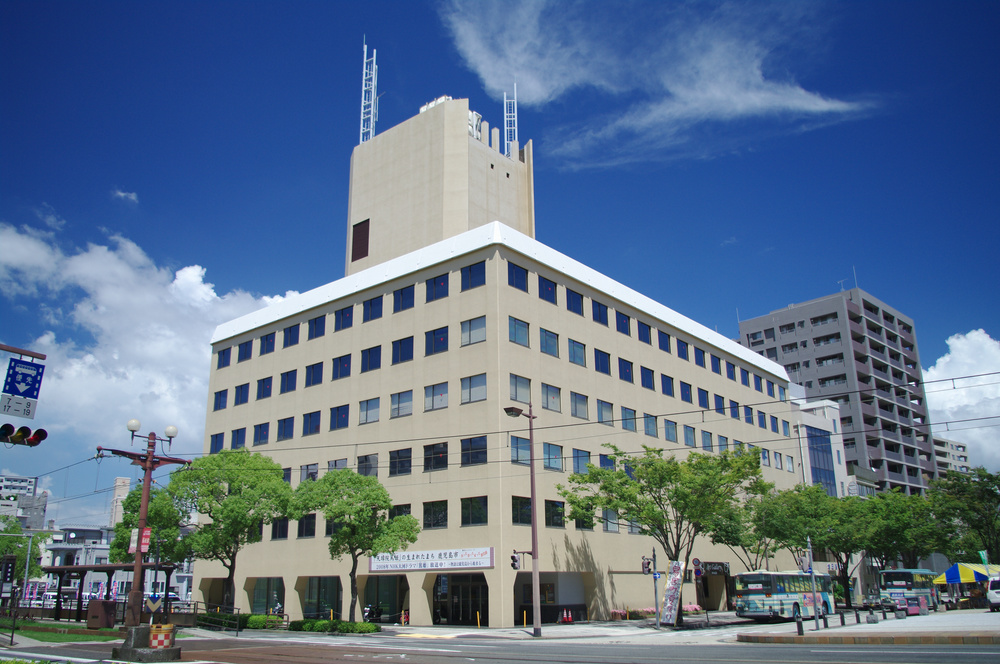
鹿児島市役所 みなと大通り別館

  - 吉田支所：〒891-1392 鹿児島市本城町1696番地
  - 郡山支所：〒891-1192 鹿児島市郡山町141番地
  - 伊敷支所：〒890-0008 鹿児島市伊敷五丁目15番1号
  - 吉野支所：〒892-0871 鹿児島市吉野町3256番地3
- 東部
  - 桜島支所：〒891-1415 鹿児島市桜島藤野町1439番地
  - 東桜島合同庁舎：〒891-1543 鹿児島市東桜島町863番地1
- 中部
  - 本庁（本館・別館・東別館・みなと大通り別館）：〒892-8677 鹿児島市山下町11番1号
    - 鹿児島中央駅市民サービスステーション：〒890-0053 鹿児島市中央町1番1号鹿児島中央駅西口1階（出逢い杉前）
    - 鴨池市民サービスステーション：〒890-0063 鹿児島市鴨池二丁目26番30号 イオン鹿児島鴨池店2階

  - 鹿児島市教育総合センター（鹿児島市教育委員会本庁舎）：〒892-0816 鹿児島市山下町6番1号
- 西部
  - 松元支所：〒899-2792 鹿児島市上谷口町2883番地
- 南部
  - 谷山支所：〒891-0194 鹿児島市谷山中央四丁目4927番地
  - 喜入支所：〒891-0203 鹿児島市喜入町7000番地

消防
- 鹿児島市消防局：〒892-0816 鹿児島市山下町15番1号
- 鹿児島市消防団 （本部）：〒892-0816 鹿児島市山下町15番1号　※事務所管は鹿児島市消防局
  - 第一方面隊
    - 川内地区：川上分団・吉野分団・吉野東分団・坂元分団・竜水分団・清水分団・大竜分団・名山分団・中央分団・山下分団・城南分団・草牟田分団
    - 吉田地区：佐多浦分団・本城分団・本名分団・宮分団・牟礼岡分団

  - 第二方面隊
    - 川外地区：城西分団・武分団・荒田分団・八幡分団・中郡分団・真砂分団・南分団・紫原分団・宇宿分団・田上分団・西別府分団
    - 松元地区：松元分団・石谷分団・東昌分団・春山分団

  - 第三方面隊
    - 伊敷地区：伊敷分団・西伊敷分団・下伊敷分団・小野分団・武岡分団・犬迫分団・小山田分団・比志島分団・皆房分団
    - 郡山地区：郡山中央分団・南方分団・花尾分団・八重分団・西有里分団・郡山岳町分団

  - 第四方面隊
    - 桜島東地区：湯之分団・桜塚分団・改新分団・黒神分団・高免分団
    - 桜島西地区：桜洲分団・桜島中央分団・桜峰分団・赤生原分団・二俣分団

  - 第五方面隊
    - 谷山地区：谷山分団・宮川分団・山田分団・中山分団・和田分団・平川分団・福平分団・錫山分団
    - 喜入地区：瀬々串分団・中名分団・喜入分団・一倉分団・前之浜分団・生見分団

病院
- 鹿児島市立病院：〒892-8580 鹿児島市上荒田町37番1号

水道
- 鹿児島市水道局（本局）：〒890-0064 鹿児島市鴨池新町1番10号

交通（市電・市バス）
- 鹿児島市交通局（本局）：〒890-0051 鹿児島市上荒田町37番20号

交通（フェリー）
- 鹿児島市船舶局（本局）：〒891-1419 鹿児島市桜島横山町61-4

#### 財政
- 当初予算規模（2009年度[36]）
2045億0600万円（一般会計）
1008億0200万円（特別会計）

### 県の行政機関
行政
- 鹿児島県議会
- 鹿児島県庁
  - 鹿児島地域振興局
  - かごしま県民交流センター
- 鹿児島県教育委員会

警察
- 鹿児島県警察
  - 鹿児島中央警察署（中央本庁、桜島支所、吉野支所、吉田支所（一部）、伊敷支所（一部）管内）
  - 鹿児島西警察署（伊敷支所、吉田支所、郡山支所、松元支所管内）
  - 鹿児島南警察署（谷山支所、喜入支所管内）
  - 南九州警察署（谷山支所（一部）管内）

### 国の行政機関
- 総務省
  - 鹿児島行政評価事務所
- 法務省
  - 鹿児島地方検察庁
  - 鹿児島地方法務局
  - 福岡出入国在留管理局 鹿児島出張所
  - 鹿児島刑務所 鹿児島拘置支所
- 財務省
  - 九州財務局 鹿児島財務事務所
  - 熊本国税局 鹿児島税務署
- 厚生労働省
  - 鹿児島労働局
- 農林水産省
  - 九州農政局 鹿児島農政事務所
  - 九州森林管理局 鹿児島森林管理署
- 国土交通省

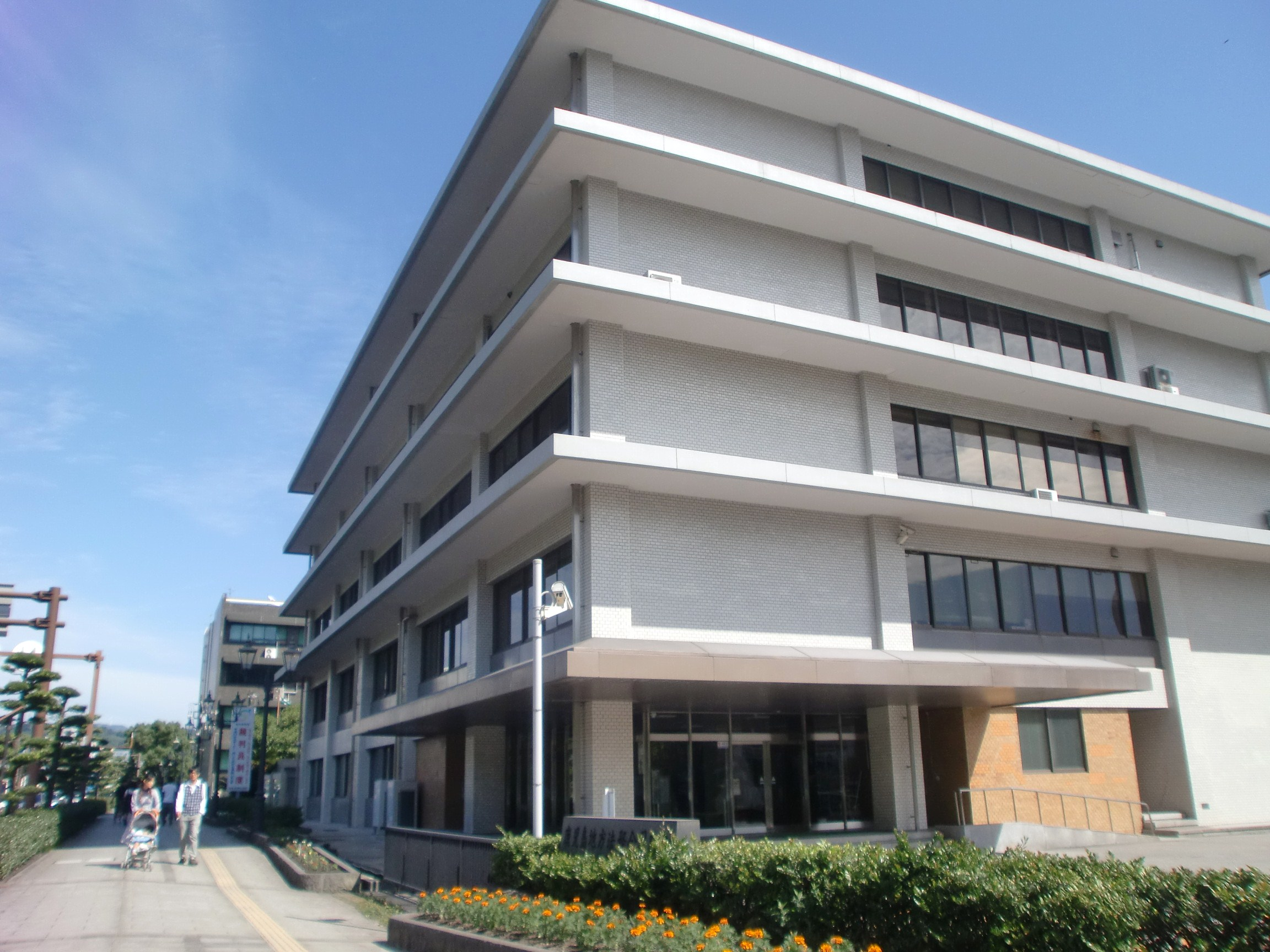
鹿児島地方検察庁

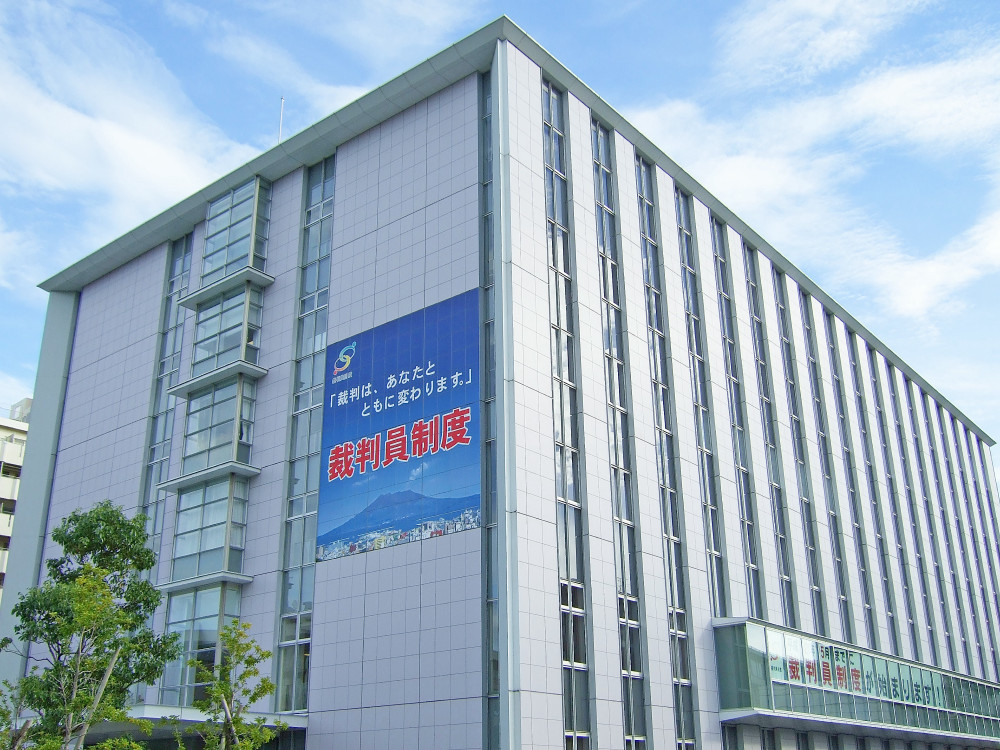
鹿児島地方裁判所・家庭裁判所・簡易裁判所

  - 九州地方整備局 鹿児島国道事務所、鹿児島営繕事務所、鹿児島港湾・空港整備事務所
  - 九州運輸局 鹿児島運輸支局
  - 海上保安庁 第十管区海上保安本部：鹿児島、宮崎、熊本の南九州3県を管轄
- 防衛省
  - 九州防衛局 熊本防衛支局 鹿児島防衛事務所
  - 自衛隊鹿児島地方協力本部

#### 裁判所
- 鹿児島地方裁判所
- 鹿児島家庭裁判所
- 鹿児島簡易裁判所

### 独立行政法人
- 国立研究開発法人農業・食品産業技術総合研究機構動物衛生研究部門九州研究拠点

### 市内に本庁を設置する他の地方公共団体
- 十島村役場
- 三島村役場

## 議会

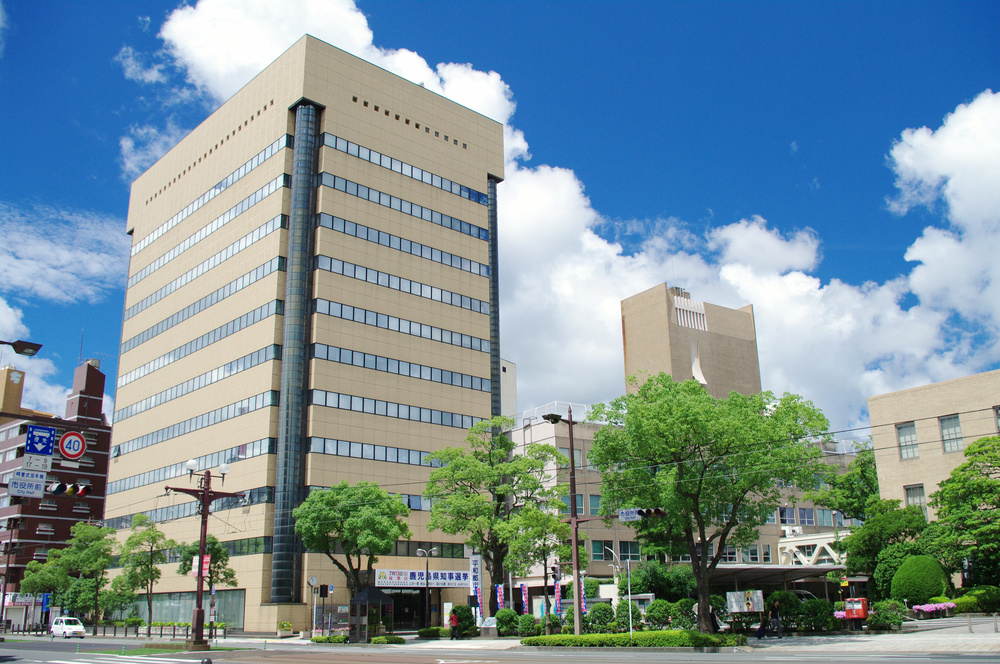
鹿児島市役所東別館（左前）及び別館（右奥）、別館には市議会議場が所在している

### 県議会
- 選挙区：鹿児島市・鹿児島郡選挙区
- 定数：17人
- 任期：2023年4月30日 - 2027年4月29日
- 投票日：2023年4月9日
- 当日有権者数：488,084 人
- 投票率：37.31％

| 候補者名   | 当落 | 年齢 | 党派名       | 新旧別 | 得票数   |
| ---------- | ---- | ---- | ------------ | ------ | -------- |
| 柳誠子     | 当   | 62   | 立憲民主党   | 元     | 13,960票 |
| 藤崎剛     | 当   | 49   | 自由民主党   | 現     | 12,007票 |
| 宇都恵子   | 当   | 40   | 立憲民主党   | 新     | 11,259票 |
| 柴立鉄平   | 当   | 43   | 自由民主党   | 現     | 11,129票 |
| 岩重礼     | 当   | 44   | 自由民主党   | 現     | 9,780票  |
| 長田康秀   | 当   | 45   | 自由民主党   | 現     | 9,604票  |
| 松田浩孝   | 当   | 58   | 公明党       | 現     | 8,165票  |
| 福司山宣介 | 当   | 64   | 無所属       | 現     | 7,978票  |
| 寺田洋一   | 当   | 69   | 自由民主党   | 現     | 7,731票  |
| 宝来良治   | 当   | 54   | 自由民主党   | 現     | 7,666票  |
| 森昭男     | 当   | 50   | 公明党       | 現     | 7,657票  |
| 村野俊作   | 当   | 46   | 公明党       | 新     | 7,278票  |
| 本田静     | 当   | 41   | 自由民主党   | 新     | 6,879票  |
| 小川美沙子 | 当   | 70   | 無所属       | 新     | 6,871票  |
| 上山貞茂   | 当   | 60   | 無所属       | 現     | 6,849票  |
| 平良行雄   | 当   | 63   | 日本共産党   | 現     | 6,819票  |
| 岩重仁子   | 当   | 49   | 無所属       | 現     | 6,627票  |
| 森山博行   | 落   | 58   | 国民民主党   | 新     | 4,915票  |
| 田代芳樹   | 落   | 49   | 日本維新の会 | 新     | 4,875票  |
| 吉田浩司   | 落   | 40   | 参政党       | 新     | 4,739票  |
| 外城戸昭一 | 落   | 61   | 自由民主党   | 現     | 4,389票  |
| 有川博幸   | 落   | 64   | 自由民主党   | 新     | 3,988票  |
| 安楽英美   | 落   | 53   | 無所属       | 現     | 3,867票  |
| 山崎太郎   | 落   | 53   | 無所属       | 新     | 2,433票  |
| 原口武義   | 落   | 47   | 無所属       | 新     | 1,766票  |
| 大門五郎   | 落   | 70   | 無所属       | 新     | 826票    |

#### 不祥事
投票用紙持ち込み事件
2019年4月7日に行われた、鹿児島県議会議員選挙の鹿児島市の開票所で、投票総数が投票者数を10票上回った持ち込み事件が発覚した。

### 衆議院
第50回衆議院議員総選挙
- 鹿児島県第1区
  - 選挙区：鹿児島1区（鹿児島市（本庁管内、伊敷・吉野・吉田・桜島・松元・郡山の各支所管内）、鹿児島郡）
  - 任期：2024年10月27日 - 2028年10月26日
  - 当日有権者数：353,174人
  - 投票率： 50.65％

| 当落 | 候補者名 | 年齢 | 所属党派   | 新旧別 | 得票数   | 重複 |
| ---- | -------- | ---- | ---------- | ------ | -------- | ---- |
| 当   | 川内博史 | 62   | 立憲民主党 | 前     | 80,918票 | ○    |
| 比当 | 宮路拓馬 | 44   | 自由民主党 | 前     | 78,221票 | ○    |
|      | 昇拓真   | 34   | 参政党     | 新     | 16,607票 |      |

- 鹿児島県第2区
  - 選挙区：鹿児島2区（鹿児島市（谷山・喜入の各支所管内）、枕崎市、指宿市、南さつま市、奄美市、南九州市、大島郡）
  - 任期：2024年10月27日 - 2028年10月26日
  - 当日有権者数：326,604人
  - 投票率：54.56％

| 当落 | 候補者名   | 年齢 | 所属党派     | 新旧別 | 得票数   | 重複 |
| ---- | ---------- | ---- | ------------ | ------ | -------- | ---- |
| 当   | 三反園訓   | 66   | 無所属       | 前     | 80,397票 |      |
|      | 保岡宏武   | 51   | 自由民主党   | 前     | 54,847票 | ○    |
|      | 辻健太郎   | 38   | 日本維新の会 | 新     | 19,649票 | ○    |
|      | 松崎真琴   | 66   | 日本共産党   | 新     | 12,255票 | ○    |
|      | 矢竹ゆかり | 61   | 参政党       | 新     | 7,982票  |      |

第49回衆議院議員総選挙
- 鹿児島県第1区
  - 選挙区：鹿児島1区（鹿児島市（本庁管内、伊敷・吉野・吉田・桜島・松元・郡山の各支所管内）、鹿児島郡）
  - 任期：2021年10月31日 - 2025年10月30日
  - 当日有権者数：358,070人
  - 投票率：54.10％

| 当落 | 候補者名 | 年齢 | 所属党派   | 新旧別 | 得票数    | 重複 |
| ---- | -------- | ---- | ---------- | ------ | --------- | ---- |
| 当   | 宮路拓馬 | 41   | 自由民主党 | 前     | 101,251票 | ○    |
|      | 川内博史 | 59   | 立憲民主党 | 前     | 89,232票  | ○    |

- 鹿児島県第2区
  - 選挙区：鹿児島2区（鹿児島市（谷山・喜入の各支所管内）、枕崎市、指宿市、南さつま市、奄美市、南九州市、大島郡）
  - 任期：2021年10月31日 - 2025年10月30日
  - 当日有権者数：337,186人
  - 投票率：58.58％

| 当落 | 候補者名   | 年齢 | 所属党派   | 新旧別 | 得票数   | 重複 |
| ---- | ---------- | ---- | ---------- | ------ | -------- | ---- |
| 当   | 三反園訓   | 63   | 無所属     | 新     | 92,614票 |      |
|      | 金子万寿夫 | 74   | 自由民主党 | 前     | 80,469票 |      |
|      | 松崎真琴   | 63   | 日本共産党 | 新     | 21,084票 | ○    |

## 経済

### 繁華街・商業地区
2004年頃まで、鹿児島市やその周辺で「街」と言えば「天文館」と通じる程、市内中心部の天文館地区が絶対的な繁華街であった。これは、鹿児島市がその時間距離のために北部九州の影響を受けにくかったこと、また平地が極端に少なく、地価も同規模の都市と比較して割高で中央資本や大型ロードサイド店舗の進出が遅かったことなどの理由による。
しかし、九州新幹線の一部開業を契機とした鹿児島中央駅周辺地区の一体的大規模開発や都市計画用途指定の緩和に伴う郊外型大型店舗の増加によって、天文館地区以外の商業地も発展してきた。九州新幹線開業による北部九州へのストロー効果は限定的であるが、商圏内における鹿児島中央駅周辺地区や郊外大型店舗とのエリア間競争は激化している。

#### 天文館地区

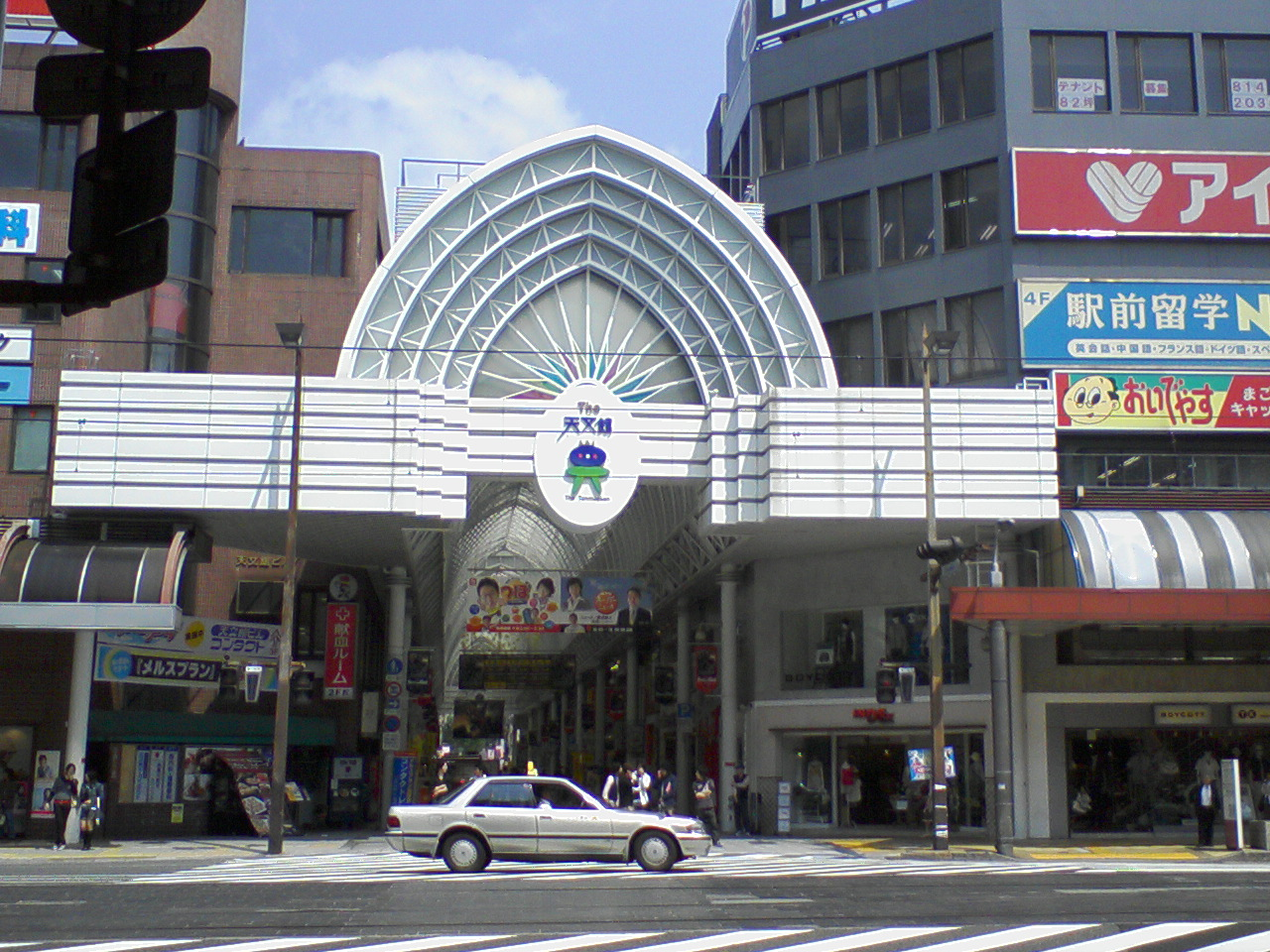
天文館本通アーケード

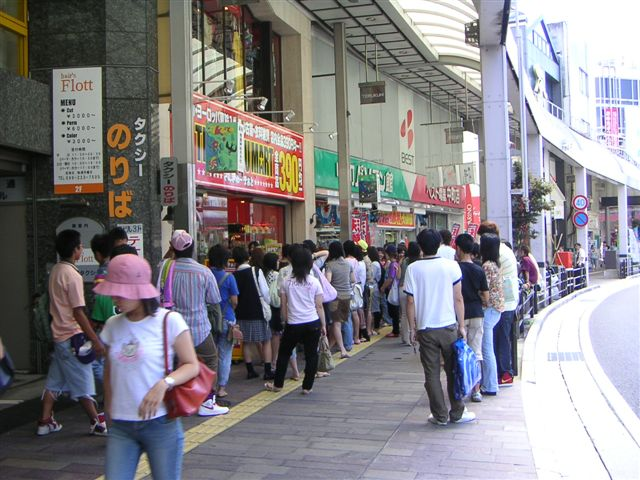
天文館　照国表参道通り

南九州最大の繁華街。天文館地域（その周辺も含む）には南九州地域を管轄する支社を各企業が設置しており、南九州地域の中心地的機能も有する。特に飲食エリアの千日町・山之口町は同規模の人口の街では最大級であり、全国でも屈指の夜の街である。
「天文館」という地名はエリア全体を指す通称で、島津家25代当主島津重豪がこの地に建てた天体観測所「明時館」の別名に由来する。
まちの輪郭と特長は、片屋根式アーケードが設置されているメインストリートの「天文館電車通り」を中心に、比較的道幅の狭い全冠式アーケードが迷路のように交わり、細い路地に至るまでカラー舗装され、エリア内は間口の狭い中小規模の雑居ビルがひしめきあい、散策には適した繁華街である。課題としては、同規模の都市に比べ大型複合商業施設が少なく、テナントビルの時代対応も遅れがちであるため、高級ブランド正規直営店などの進出もやや遅れがちであることや、電車通りなどのメインストリートは電線地中化・街灯敷設などの街路整備がほぼ完了しているが、これらに接する文化通りなどの街路や路地では整備途上であることが挙げられる。今後これらの課題を着実に改善すれば、繁華街としての魅力が更に高まることが期待できる。
近況としては、前述の商圏内におけるエリア間競争の激化の影響を受け、天文館・いづろ地区の歩行者通行量が1998年から2006年の8年間でマイナス45.1%という大幅な減少となり、2006年末には映画の灯が消え（2010年4月に復活）、街の中核となっていた老舗ホテル（いわさきホテルザビエル450）の解体更地化や、核店舗の一つであった三越鹿児島店が撤退するという事態となった。三越鹿児島店の後継店舗として2010年4月に複合商業施設マルヤガーデンズが、タカプラ跡には2022年4月にセンテラス天文館が開業するなど天文館復活に向けた取り組みも進められている。なお空き店舗率は、2011年に9.9%に上ったが、2012年には6.6%に改善している。
なお、国土交通省の都市・地域整備局が2005年（平成17年）にまとめた報告書、中心市街地再生のためのまちづくりのあり方に関する研究では、鹿児島市と旧静岡市が良い例として掲載されている。
- 主な商業施設
山形屋・三越鹿児島店→マルヤガーデンズ・タカプラ（2018年閉館）→センテラス天文館・カリーノ天文館・よかど鹿児島・さつま屋・キャパルボホール・NCサンプラザ・ヴィストラルビル（丸善天文館店）・LAZO表参道（核テナント：天文館シネマパラダイス）・城山VIPプラザ
- アーケードおよび通りの総称
  - アーケード
いづろ通り・照国表参道通り・天文館通り・天文館本通り・天文館電車通・天文館G3（千日通り）・にぎわい通り・はいから通り・中町コアモール・中町本通り・中町ベルク・ぴらもーる（天神おつきや商店街）・金生通り・納屋通り
  - モール
テンパーク通り・ゴンザ通り・七味小路通り・セピア通り・グルメ通り・おつきや東通り・天文館一丁目商店街・呉服町通り
  - 歓楽街
文化通り・中町別院通り・中町中通り・中町御堂筋通・銀座通り・プリンス松山通り・船津町通り・松原本通り・天文館文化通り・萩原通り・二本松馬場通り・山之口町中通り（別名・猫のくそ小路）・山之口本通り・二官橋通り・樋之口本通り・山之口電車通り・高見馬場通り・山之口本通り・二官通り

#### 鹿児島中央駅地区

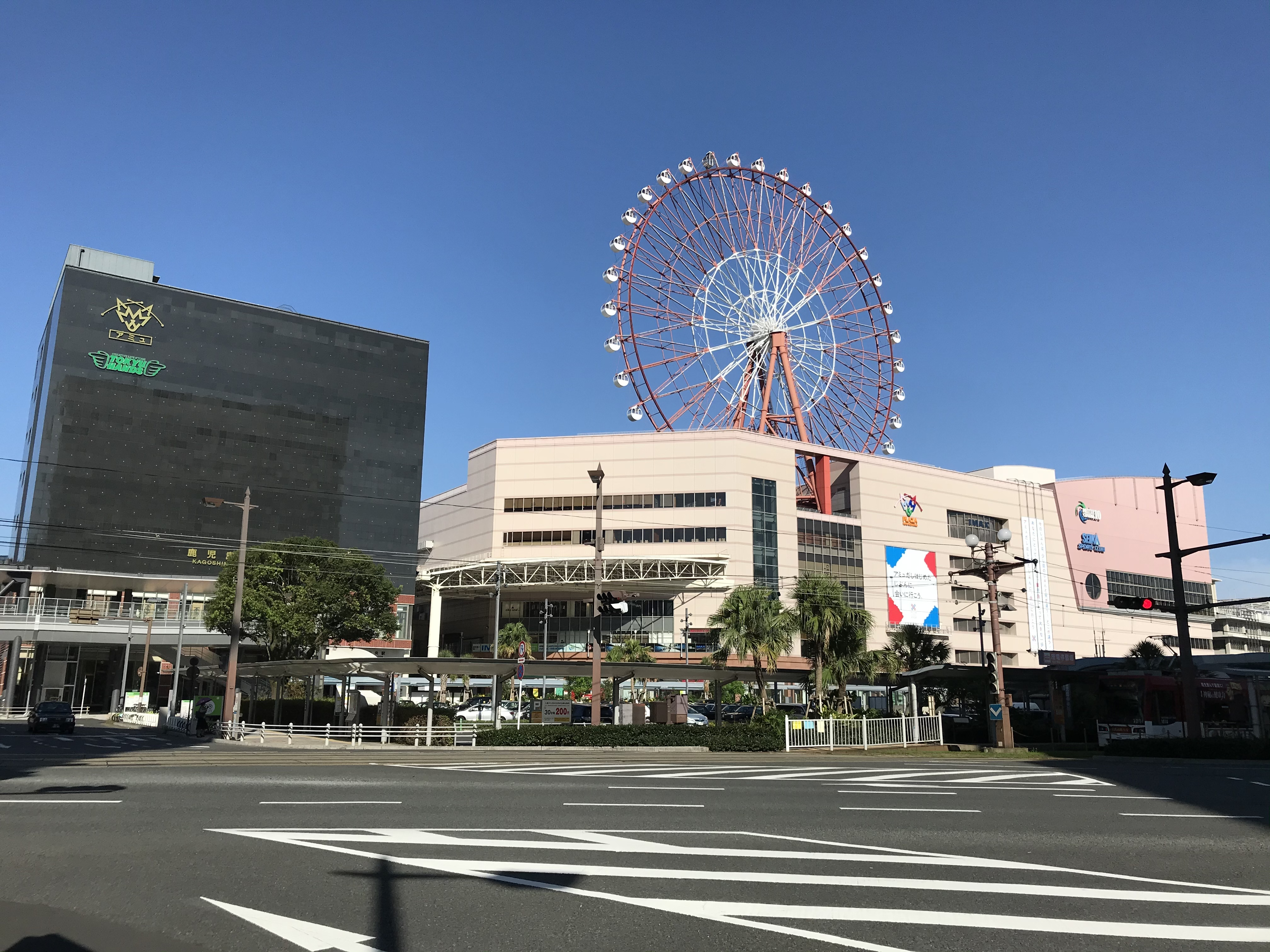
鹿児島中央駅及びアミュプラザ鹿児島（2020年）

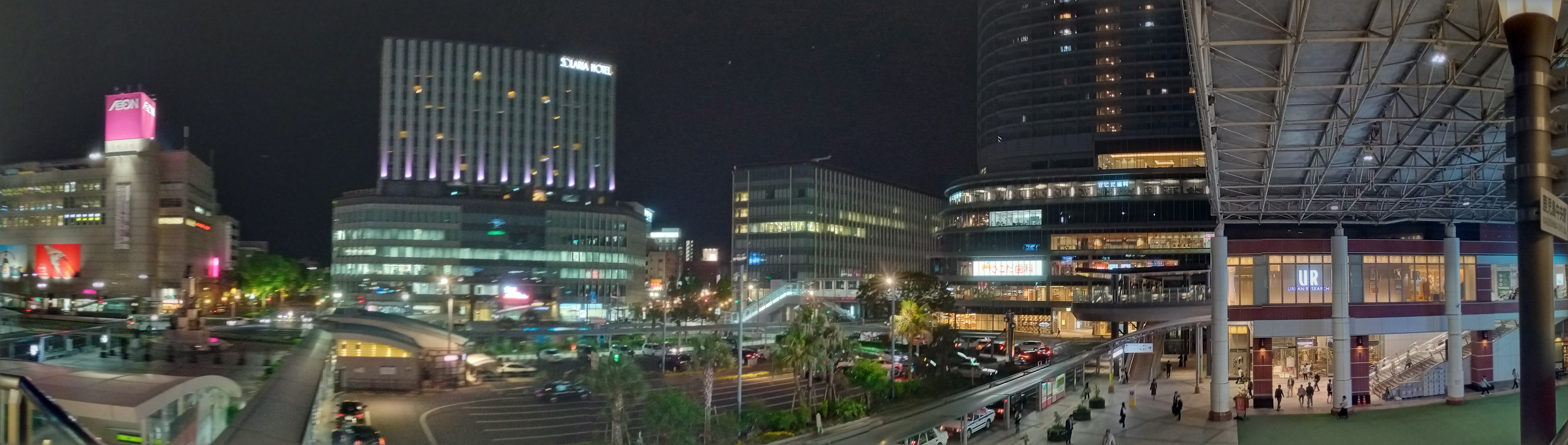
夜の鹿児島中央駅前（2023年）

鹿児島中央駅を中心に、放射状に広がる商業地区。その多くは駅前の青空マーケットや神社の参道の商店街から発展したもので、庶民的な商品や衣料品に強い商店が多い。しかし九州新幹線の開業を契機とした駅施設や県内最大級の大規模商業施設を含めたインフラ・アクセスなどの一体整備により大きく変貌を遂げ、周辺地域の各種再開発構想に大きな影響を与えつつある。以下の商店街や施設および通りから成る。
- 主な商店街
中央駅一番街アーケード（IっDO）・ベル通り・文化通り・都通り・宮田通り・西田一丁目黄金通り・黄金通り・西銀座通り・一條通り・中央駅前本通り・西田通り・中央町本通り・あけぼの通り・甲南本通り・ゾウさんのはな通り・中央駅前朝市通り
- 主な商業施設 - 鹿児島中央駅を軸として、全て連絡の公共地下通路（つばめロード）で連結されている。
アミュプラザ鹿児島（核店舗：SHIBUYA109、鹿児島ミッテ10）・アミュプラザ鹿児島プレミアム館（各テナント：ハンズ）・AMUWE（核テナント：山形屋ストア）・えきマチ1丁目鹿児島（核店舗：ビックカメラ）・キャンセビル（イオン鹿児島中央店）・アエールプラザ・鹿児島中央ターミナルビル（2012年4月開業）・かごっまふるさと屋台村（2012年4月開業）・鹿児島中央タワー（2021年4月開業）

#### 上町地区
JR鹿児島駅の北東方向周辺などを、地元では上町（かんまち）と呼ぶ。500年以上の歴史を誇る古くからの商業地である竪馬場（たてばば）、離島や大隅半島への卸問屋街から派生した小川町・易居町（やすいちょう）などの商店街から成る。大型商業施設では、再開発により1990年代前半に完成したアーバンポート21がある。近隣にある通称「名山堀」といった市役所周辺の飲食店街も同エリアに含まれると解釈される場合もある。鹿児島本港の臨港再開発エリアにドルフィンポート（2005年竣工）やNHK鹿児島放送局の新会館（2006年12月竣工）が完成し賑わいを形成していたが、ドルフィンポートが2020年3月に閉業したため跡地開発について市や県で議論が続いている。
- 主な商業施設・商店街
ドルフィンポート、竪馬場通り商店街・小川町商店街・易居町商店街・滑川朝市・名山堀飲食街

#### 鴨池地区

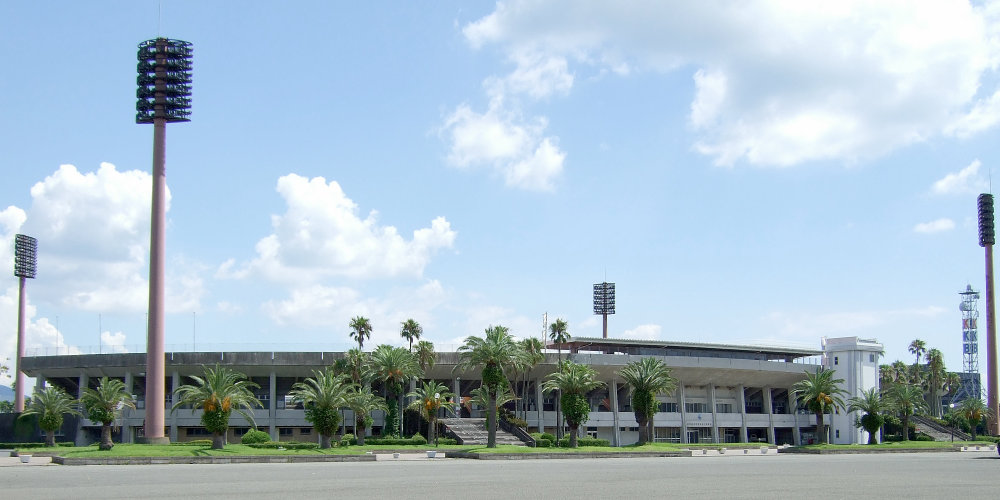
鹿児島県立鴨池運動公園陸上競技場

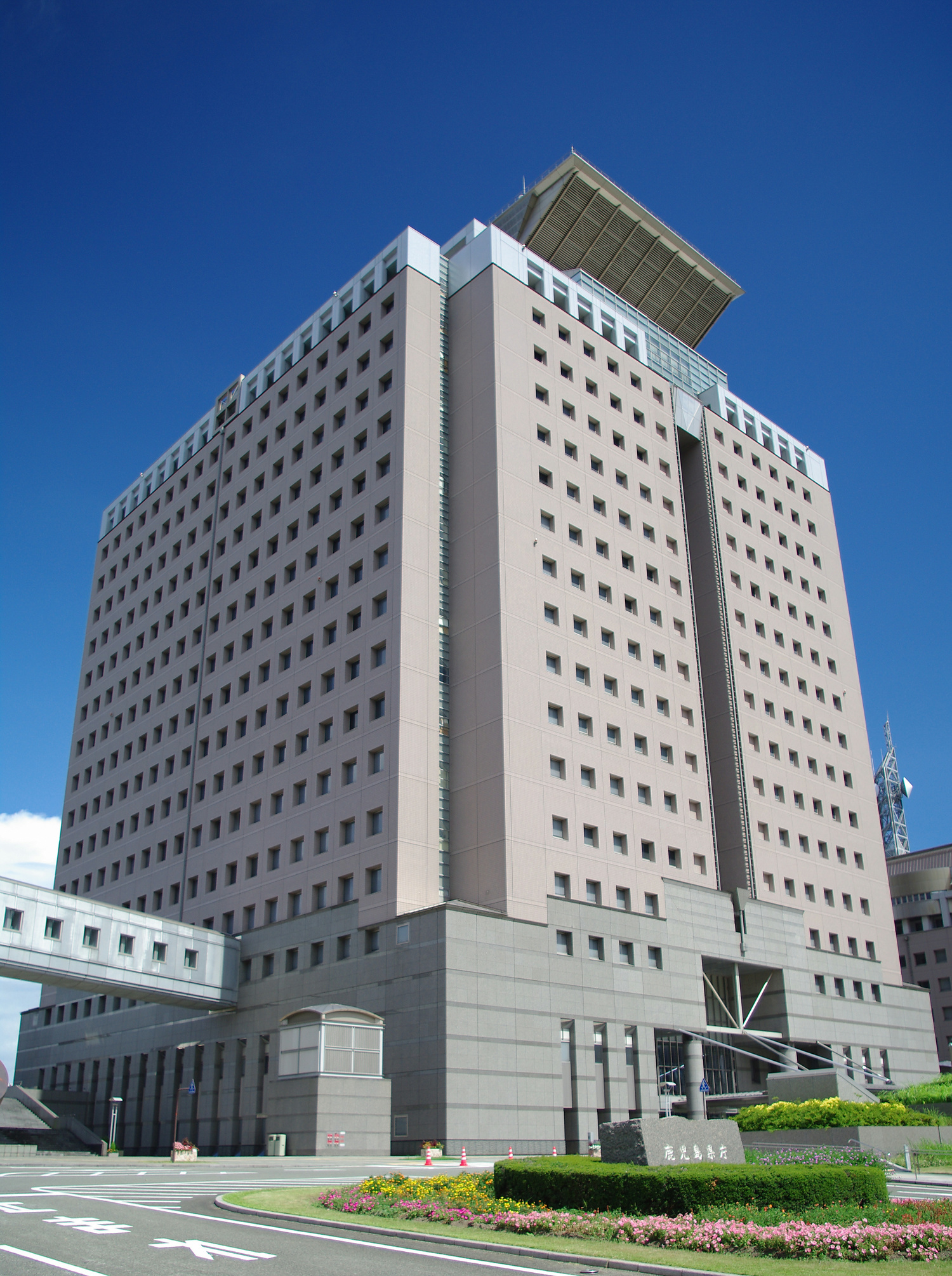
鹿児島県庁舎

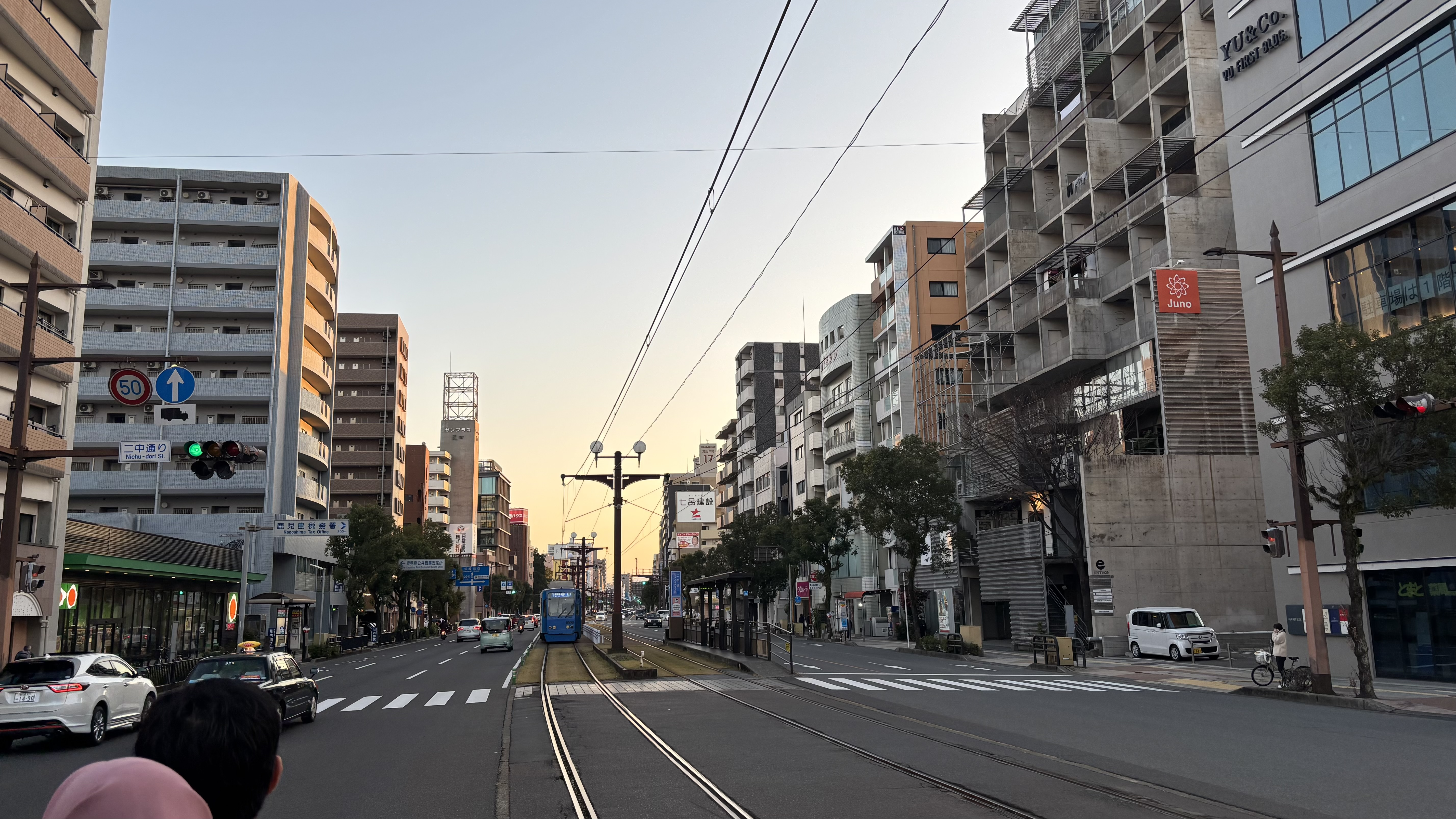
二中通の画像

- 与次郎ヶ浜エリア
与次郎1・2丁目と天保山町などを含む臨海部のエリアを指し、もともとは塩田に利用されていた干潟であったが、天保山町は、1930年代にNHK鹿児島放送局の開局、鹿児島水産専門学校（現・鹿児島大学水産学部）の開校により街が開かれる。与次郎ヶ浜地区は1972年の太陽国体（第27回国民体育大会）の競技施設建設のために埋立られたエリアであったが、観光地区条例が制定されていたため、2005年頃まで居住人口がゼロに近かった。しかし条例解除後は九州電力鹿児島ビル、南日本新聞会館も高層ビルを新築移転、県外資本を中心に大規模分譲マンションも増えてその姿を変えつつある。2006年10月にフレスポジャングルパークSC（TOHOシネマズ、半田屋などが入居）が開業したのを皮切りに、米盛病院の開院やアクロスプラザ与次郎の開業など郊外化が進んでいる。
- 騎射場（きしゃば）エリア

- 荒田1・2丁目、下荒田1 - 4丁目、上荒田町付近の商店群の通称。もともとは鹿児島大学周辺の学生街から発展、2023年現在は学生向けの飲食店街を中心にダイニングレストラン、趣味の専門店、ディスカウント店、大型食品スーパー、パチンコ店、高層マンションなどが混在している。若者を客層に狙う業種は必ずこのエリアに出店し、モスバーガーやリンガーハットなども1980年代初頭にこのエリアに鹿児島1号店をオープンしている。
- 郡元（こおりもと）・宇宿（うすき）エリア
郡元2丁目、鴨池1・2丁目、鴨池新町、真砂町、真砂本町、東郡元町、宇宿1・2丁目の周辺を指す。鴨池新町は旧鹿児島空港跡地であり、1970年代中頃に日本住宅公団により鴨池ニュータウンが開設された。同時期に郡元には鹿児島ショッパーズプラザ（ダイエー鹿児島店を経て2023年現在はイオン鹿児島鴨池店）が開設され、商業地化が進行した。隣接する騎射場エリアや与次郎エリアとは相互に影響しあっている。歴史の浅い新興エリアながら1983年には鹿児島東急ホテルが開業、1985年にはJA鹿児島県経済連が新築移転、1992年には第十管区海上保安本部・鹿児島地方気象台などが入居する鹿児島第二合同庁舎ビルが完成、1990年代後半には鹿児島県庁・鹿児島県警察本部・鹿児島県議会議事堂が移転と年を追うごとに発展し続けている。同エリアには垂水フェリーの乗場・市電の郡元電停・指宿枕崎線と市電の相互乗換えが可能なJR南鹿児島駅など、公共交通の要衝も多数存在する。ただ幹線道路は、南北を縦貫する幹線を中心に先述の交通渋滞が激しい場所の一つである（国道225号と産業道路の分岐点が存在するため）。

#### 谷山地区（鹿児島市南部）

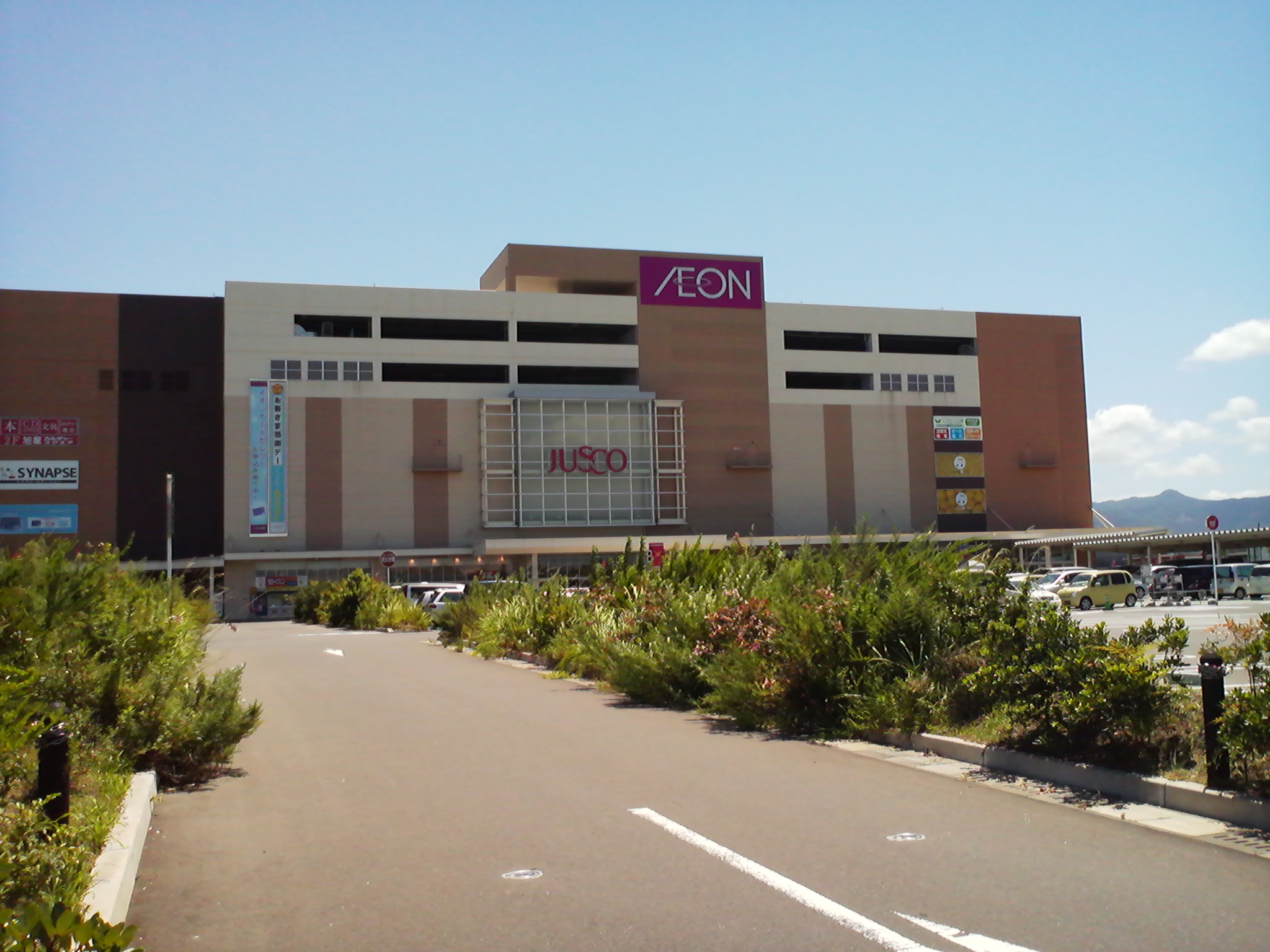
イオンモール鹿児島

- 中山（ちゅうざん）エリア
東谷山1 - 7丁目、自由ヶ丘1・2丁目、中山1・2丁目、山田町などを指す。市南部の市道中山バイパスと笹貫バイパスの沿道は、市内では産業道路や吉野町に次いでロードサイド専門店が集積する数少ないエリア。周辺の丘陵部には桜ケ丘、皇徳寺（こうとくじ）、星ヶ峯（ほしがみね）などの大型新興住宅地がひかえ、産業道路や九州自動車道に接続する指宿スカイラインへのアクセスも便利。中山バイパスは、歩道も幅広で中央分離帯、水銀街灯も完全完備のゆったりした四車線道路のため、2010年代頃から県外大手チェーンもここに出店するようになった。
- 新たな商業施設
ラウンドワン鹿児島店・ニトリ鹿児島南栄店・スクエアモール鹿児島宇宿・サンキュー新栄店・N's CITYニシムタ谷山店・イオン鹿児島谷山店（2017年閉店）・イオンモール鹿児島（旧：イオン鹿児島SC）・オプシアミスミ・ホームセンターきたやま東開店・ホームセンターハンズマン宇宿店・ホームプラザナフコ鹿児島東開店

#### 吉野地区（鹿児島市北部）
自然と都市機能が調和した住宅地であり、子育て世代に人気が高い。近年、吉野地区では区画整理事業が進められており、道路や公園、宅地の整備が計画的に行われている。これにより、生活利便性や防災性の向上が図られ、今後の発展が期待される。

### 本社を置く企業
- 西原商会
- 健康家族
- しか屋
- 薩摩酒造
- 本坊酒造
- 小正醸造
- 山元酒造
- ミドリ薬品
- 西日本シロアリ
- 日本ガス
- コーアガス日本
- アクシーズ
- てまひま堂
- サンケイ化学
- セイカ食品
- 康正産業
- 寿福産業
- 焼肉なべしま
- Misumi
- 川商ハウス
- 新日本科学
- ニシムタ
- 正一電気
- タイヨー
- カコイエレクトロ
- 山形屋ホールディングス
  - 山形屋
  - 山形屋ストア
- JR鹿児島シティ
- コープかごしま
- 迫田
- 眼鏡の光学堂
- 南国殖産
- 南九州ファミリーマート
- 島津興業
- 岩崎産業
- 昴
- マリックスライン
- 鹿児島商船
- コスモライン
- 折田汽船
- 南国交通
- 鹿児島交通
- 鹿児島銀行
- 南日本銀行
- 鹿児島相互信用金庫
- 鹿児島信用金庫
- 鹿児島興業信用組合
- エスライン九州
- 南日本新聞社
- 奄美海運
- ソフトマックス
- コーアツ工業
- 高橋商事
- 鹿児島プロスポーツプロジェクト

### 漁業
- 谷山漁港

## スポーツ・文化

### スポーツチーム
- 鹿児島ユナイテッドFC（サッカーJリーグ）
- 鹿児島レブナイズ（バスケットボールBリーグ）
- 鹿児島ドリームウェーブ（社会人野球・クラブチーム）
- 甲南クラブ（社会人ラグビークラブチーム）

### 名物
- あくまき、春駒、かるかん、両棒餅、かすたどん、金生饅頭、げたんはなどの菓子全般、鹿児島ラーメン、鰹料理、キビナゴ刺身、酒寿司、薩摩揚げ、鶏刺し、薩摩地鶏の炭火焼、焼酎、白くま、そうめん流し、豚骨煮、味噌おでん (鹿児島風)、黒豚わっぜえか丼、鹿児島茶、ツルレイシ、タケノコ、サツマイモ、桜島大根、桜島小蜜柑など
- 県庁所在地における泉源数、温泉を用いた公衆浴場の数が日本一[46]。

## 姉妹都市・友好都市

### 国内
提携都市
- 鶴岡市（山形県）- 1969年11月7日兄弟都市盟約締結。
戊辰戦争で敗れた庄内藩に対し、西郷隆盛の意向により会津藩に比べ寛大な処分で済んだとされており、これを縁として締結後から親善使節団の相互訪問が行われている他に[47]、鹿児島市立武中学校と鶴岡市立鶴岡第二中学校が1975年（昭和50年）に兄弟校盟約を締結し、交流を行っている[48]。
- 大垣市（岐阜県）- 1963年フレンドリーシティ提携
江戸時代に幕府の命により薩摩藩が行った木曽三川の治水工事（宝暦治水）の縁により、1963年以降大垣市との交換交流が行われている[49]。2011年11月4日には災害時相互応援協定を締結している[50]。
- 松本市（長野県）- 2012年文化・観光交流都市提携
- 札幌市（北海道）- 2013年観光・文化交流協定
- 萩市（山口県）- 2016年1月21日友好交流に関する盟約締結。
薩長同盟締結150周年を迎えたのを記念して締結[51]。

その他
- 龍馬の絆都市間交流
2014年（平成26年）11月15日 龍馬の絆で結ぶ都市間交流宣言締結[52]。

### 海外
4の都市と姉妹都市・友好都市の関係がある。
姉妹都市

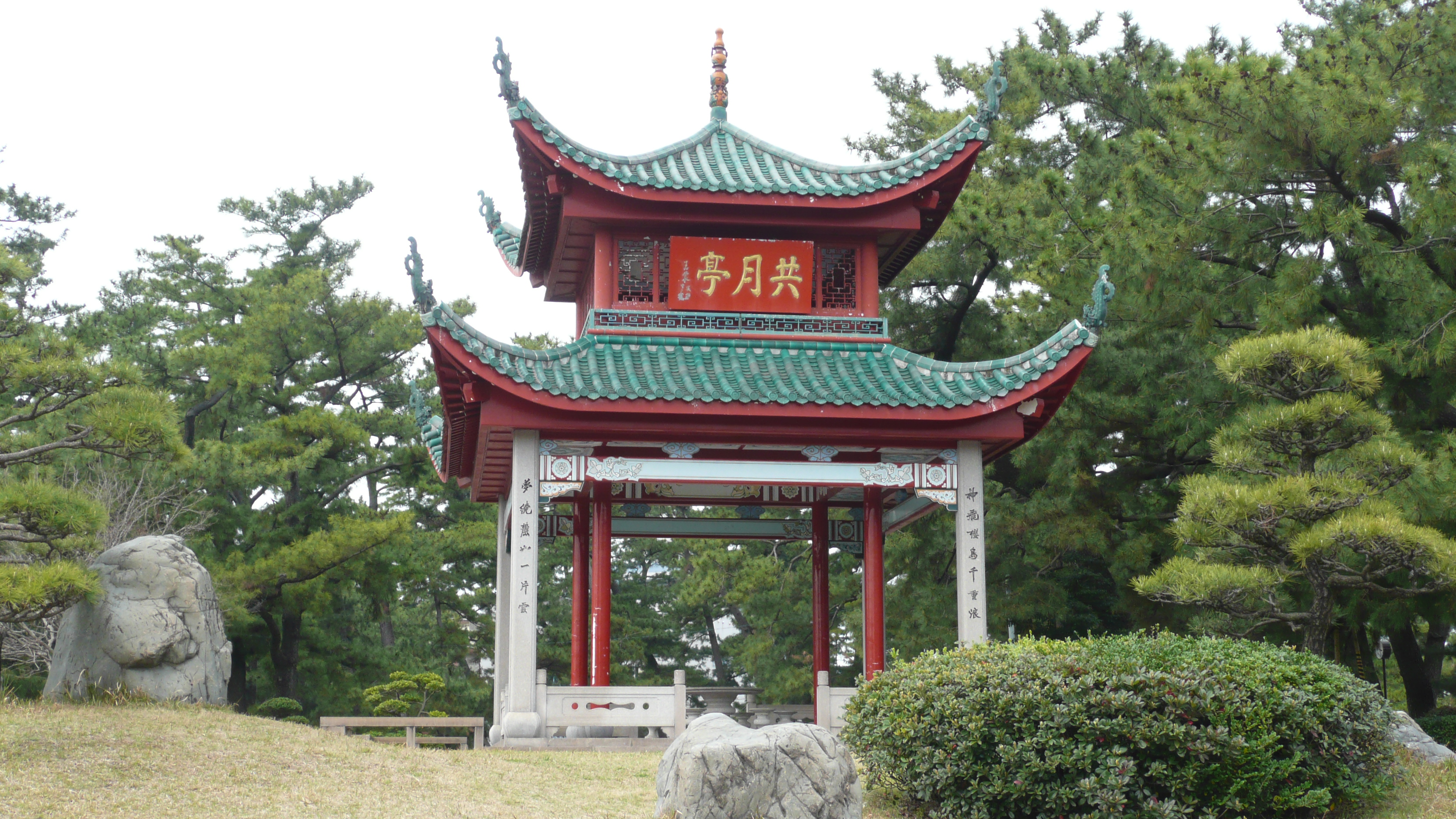
長沙市と友好都市盟約を締結したのを記念し設置された共月亭

- ナポリ（イタリア共和国カンパニア州ナポリ県） - 1960年5月3日姉妹都市盟約締結[54]。
ナポリから眺めるヴェスヴィオの風景が鹿児島から眺める桜島と似ているため。鹿児島市内に「ナポリ通り」、ナポリ市に「鹿児島通り」がある。2010年（平成22年）に姉妹都市提携50周年を記念してナポリ市の新副都心の広場が「鹿児島広場」と命名された[55]。また、日本・イタリア間の姉妹都市協定としては最も古い[56]。
- パース市（オーストラリア連邦西オーストラリア州） - 1974年4月23日姉妹都市盟約締結[57]。
気候が似通っており、ともに緯度が32度（鹿児島市は北緯、パースは南緯）であるため。鹿児島市内に「パース通り」が、パースに「鹿児島公園」がある。
- マイアミ市（アメリカ合衆国フロリダ州マイアミ・デイド郡） - 1990年11月1日姉妹都市盟約締結[58]。
ともに本土最南端の都市であり、気候が似通っているなど共通点が多くみられるため。鹿児島市内に「マイアミ通り」、マイアミに「鹿児島通り」がある。

友好都市
- 長沙市（中華人民共和国湖南省） - 1982年10月30日友好都市協定締結[59]。
中国に近く歴史的関連が深いため。鹿児島市天保山町の天保山公園に共月亭が、長沙に友好和平の像がある。
- ダナン (ベトナム社会主義共和国ダナン)

パートナーシップ協定
- ストラスブール市 (フランス共和国バ＝ラン県)

姉妹都市の名称が付く通り

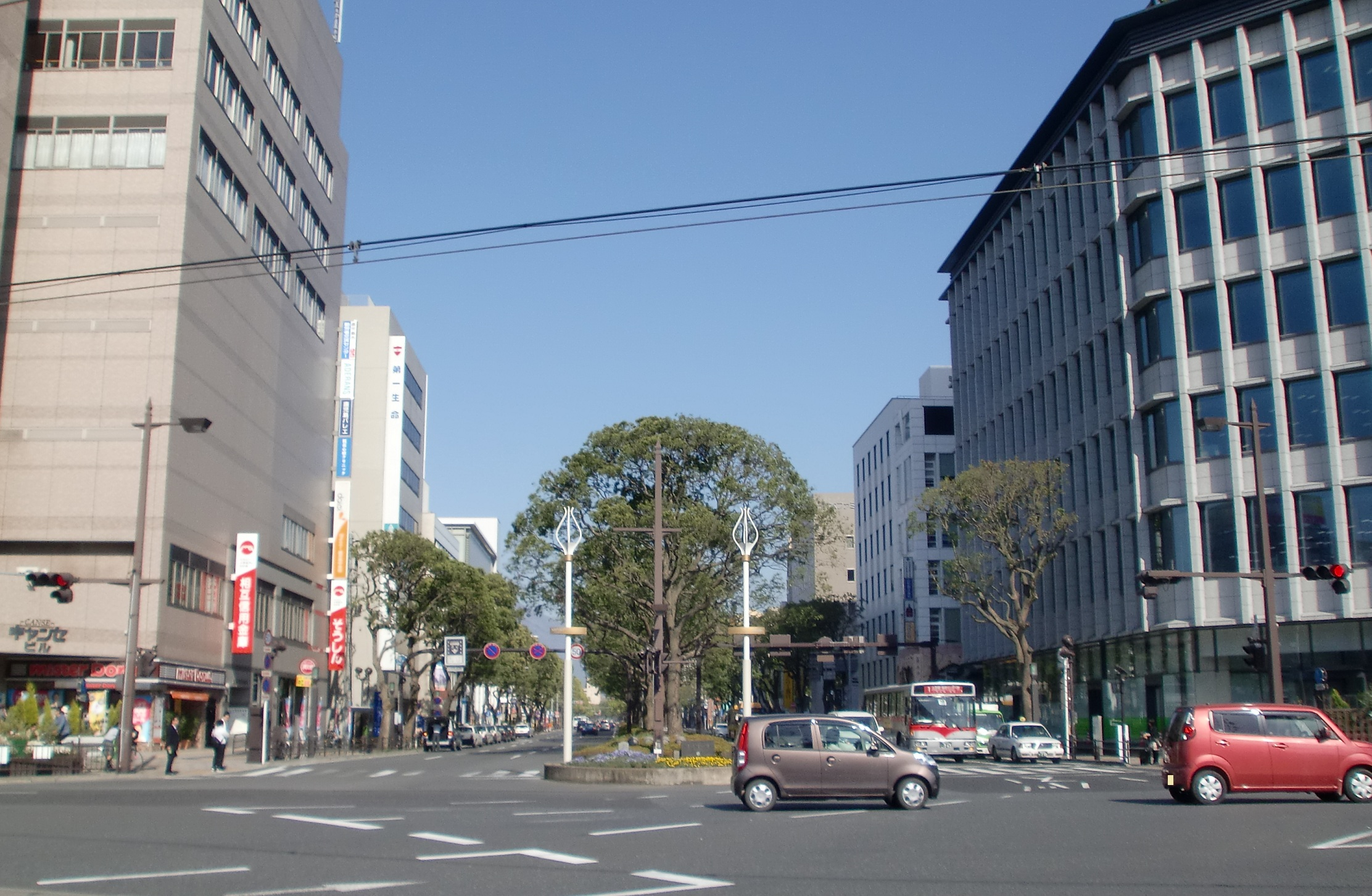
ナポリ通り
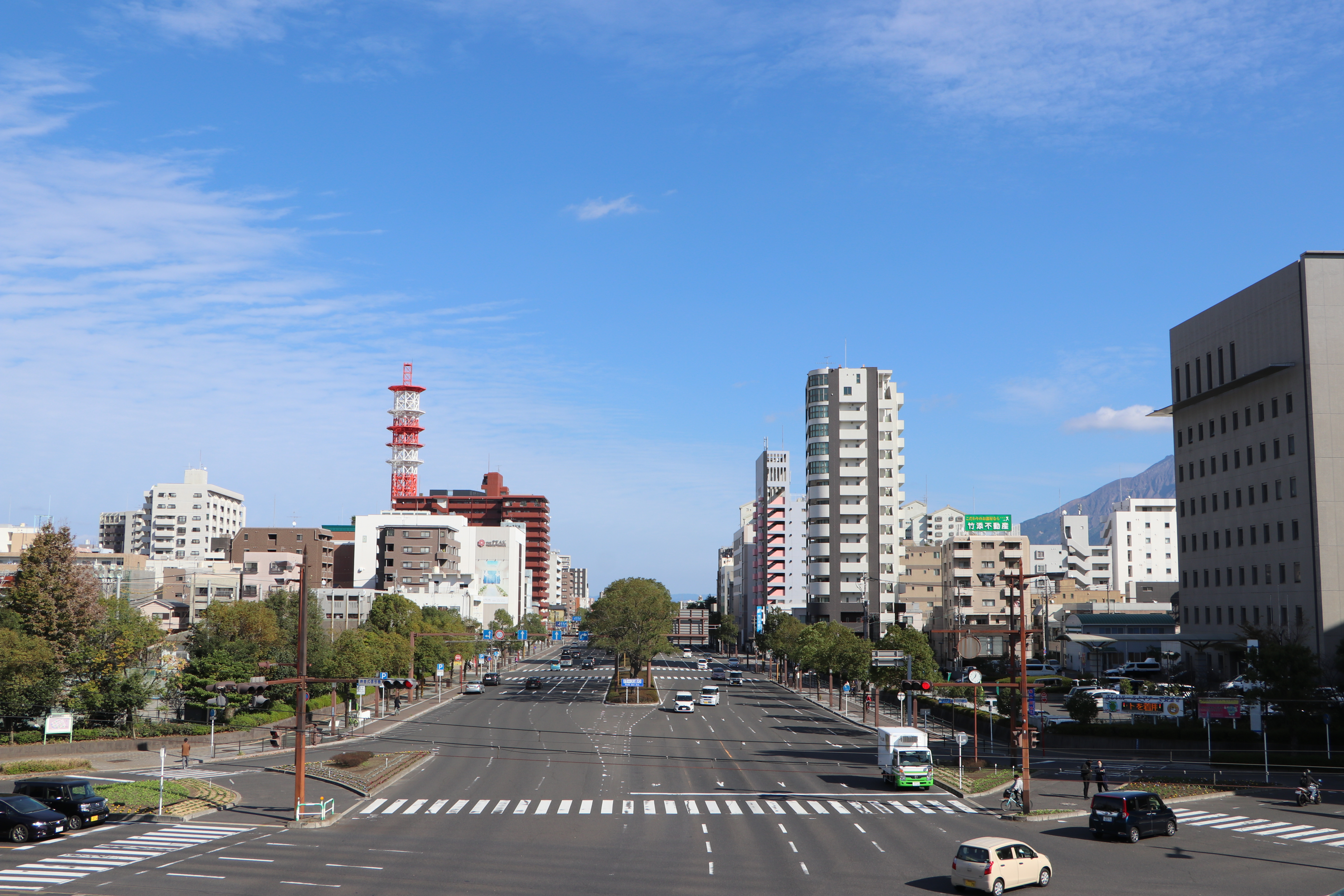
パース通り
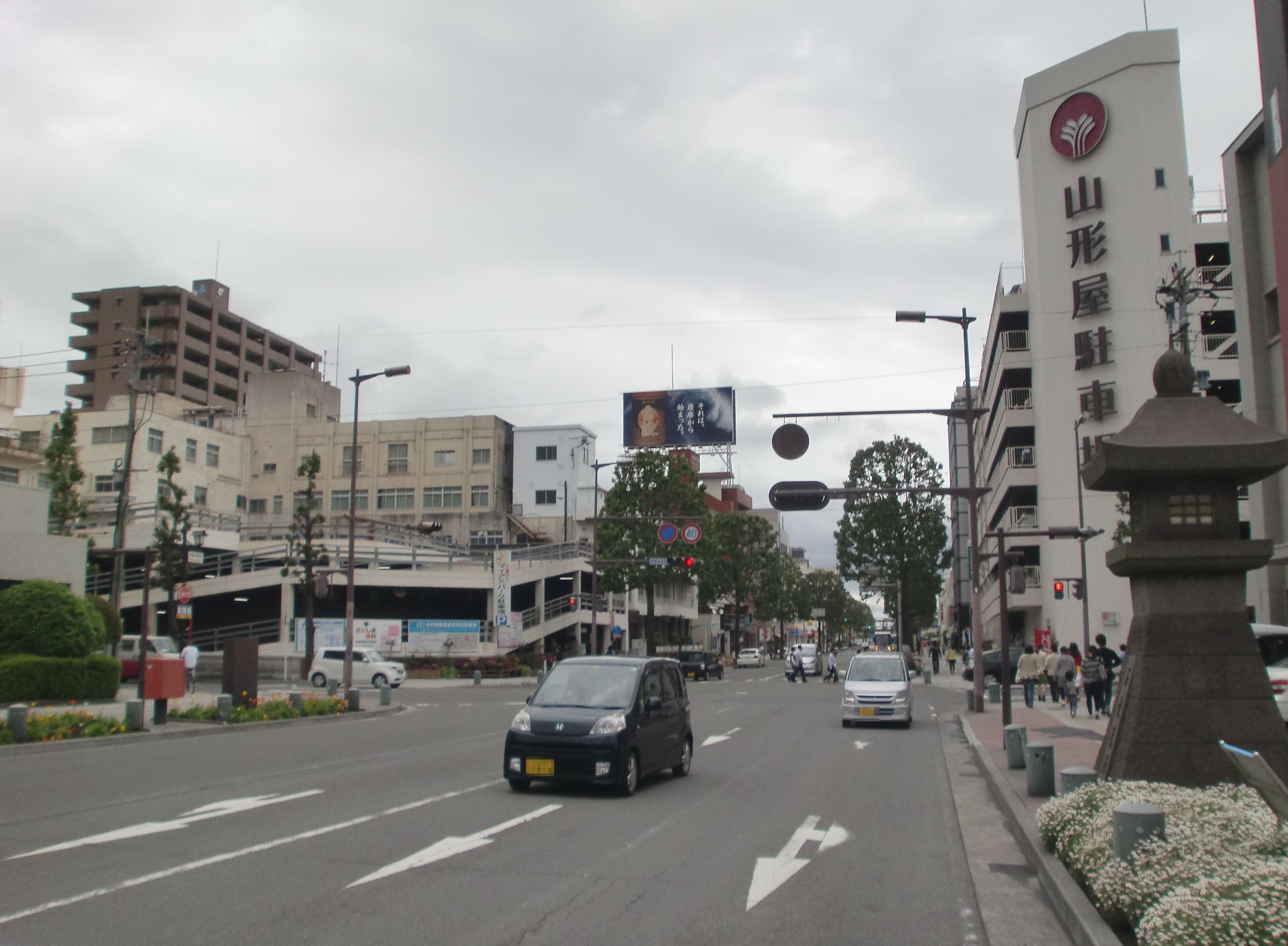
マイアミ通り

## 地域

### 教育

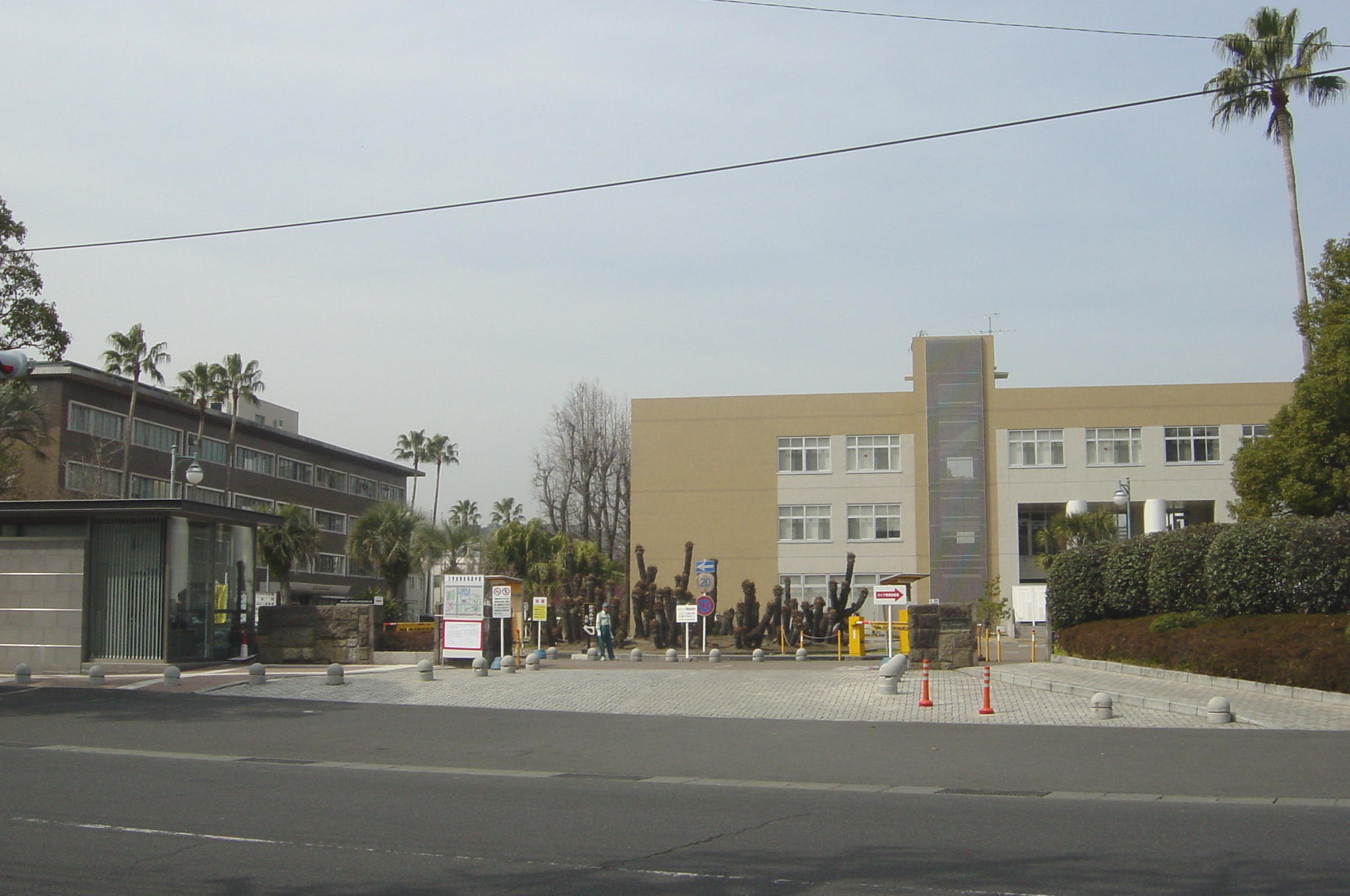
鹿児島大学

#### 大学（設置者）
国立大学
- 鹿児島大学（国立大学法人鹿児島大学）

私立大学
- 鹿児島国際大学（学校法人津曲学園）
- 志學館大学（学校法人志學館学園、2011年4月に霧島市から移転）

放送大学
- 放送大学 鹿児島学習センター （放送大学学園 = 放送大学学園法（平成14年法律第156号）第3条に定める学校法人）

#### 短期大学
県立
- 鹿児島県立短期大学

私立
- 鹿児島国際大学短期大学部
- 鹿児島純心女子短期大学
- 鹿児島女子短期大学
- 鹿児島工業短期大学（廃止）

#### 公立高等学校
県立
- 鹿児島県立鶴丸高等学校
- 鹿児島県立甲南高等学校
- 鹿児島県立鹿児島中央高等学校
- 鹿児島県立武岡台高等学校
- 鹿児島県立錦江湾高等学校
- 鹿児島県立鹿児島工業高等学校
- 鹿児島県立鹿児島東高等学校
- 鹿児島県立鹿児島南高等学校
- 鹿児島県立松陽高等学校
- 鹿児島県立開陽高等学校（全日制・定時制・通信制）
- 鹿児島県立明桜館高等学校（2010年4月開校）
  - 鹿児島県立甲陵高等学校（2010年に鹿児島県立明桜館高等学校に統廃合）
  - 鹿児島県立鹿児島西高等学校（2010年に鹿児島県立明桜館高等学校に統廃合）

市立
- 鹿児島市立鹿児島商業高等学校
- 鹿児島市立鹿児島女子高等学校

#### 私立学校（初等中等）
- 学校法人池田学園池田高等学校・中学校
- 学校法人鹿児島純心女子学園鹿児島純心女子高等学校・中学校
- 学校法人川島学園鹿児島実業高等学校
- 学校法人志學館学園志學館高等部・中等部
- 学校法人津曲学園鹿児島高等学校
- 学校法人津曲学園鹿児島修学館高等学校・中学校
- 学校法人時任学園樟南高等学校
- 学校法人原田学園鹿児島情報高等学校
- 学校法人ラ・サール学園ラ・サール中学校・高等学校
- 学校法人池田学園池田小学校
- 学校法人三育学院鹿児島三育小学校
- クラーク記念国際高等学校鹿児島キャンパス
- ヒューマンキャンパス高等学校鹿児島学習センター
- 鹿島学園高等学校鹿児島校

#### 公立中・高等学校
- 鹿児島市立鹿児島玉龍中学校・高等学校（中高一貫校）

#### 国立小・中学校
- 鹿児島大学教育学部附属小学校・中学校

#### 公立中学校
38校
| - 鹿児島市立伊敷中学校 - 鹿児島市立伊敷台中学校 - 鹿児島市立鴨池中学校 - 鹿児島市立黒神中学校 - 鹿児島市立甲東中学校 - 鹿児島市立皇徳寺中学校 - 鹿児島市立甲南中学校 - 鹿児島市立郡山中学校 - 鹿児島市立河頭中学校 - 鹿児島市立坂元中学校 | - 鹿児島市立桜丘中学校 - 鹿児島市立喜入中学校 - 鹿児島市立桜島中学校 - 鹿児島市立清水中学校 - 鹿児島市立城西中学校 - 鹿児島市立錫山中学校 - 鹿児島市立西陵中学校 - 鹿児島市立武中学校 - 鹿児島市立武岡中学校 - 鹿児島市立谷山中学校 | - 鹿児島市立谷山北中学校 - 鹿児島市立天保山中学校 - 鹿児島市立長田中学校 - 鹿児島市立西紫原中学校 - 鹿児島市立東桜島中学校 - 鹿児島市立東谷山中学校 - 鹿児島市立福平中学校 - 鹿児島市立星峯中学校 - 鹿児島市立松元中学校 - 鹿児島市立緑丘中学校 | - 鹿児島市立南中学校 - 鹿児島市立紫原中学校 - 鹿児島市立明和中学校 - 鹿児島市立吉田北中学校 - 鹿児島市立吉田南中学校 - 鹿児島市立吉野中学校 - 鹿児島市立吉野東中学校 - 鹿児島市立和田中学校 |

#### 公立小学校
79校
| - 鹿児島市立荒田小学校 - 鹿児島市立伊敷小学校 - 鹿児島市立伊敷台小学校 - 鹿児島市立石谷小学校 - 鹿児島市立犬迫小学校 - 鹿児島市立宇宿小学校 - 鹿児島市立桜洲小学校 - 鹿児島市立鴨池小学校 - 鹿児島市立川上小学校 - 鹿児島市立錦江台小学校 - 鹿児島市立黒神小学校 - 鹿児島市立花野小学校 - 鹿児島市立皇徳寺小学校 - 鹿児島市立高免小学校（休校） - 鹿児島市立向陽小学校 - 鹿児島市立郡山小学校 - 鹿児島市立小山田小学校 - 鹿児島市立喜入小学校 - 鹿児島市立坂元小学校 - 鹿児島市立坂元台小学校 | - 鹿児島市立桜丘西小学校 - 鹿児島市立桜丘東小学校 - 鹿児島市立桜峰小学校 - 鹿児島市立清水小学校 - 鹿児島市立城南小学校 - 鹿児島市立錫山小学校 - 鹿児島市立西陵小学校 - 鹿児島市立清和小学校 - 鹿児島市立瀬々串小学校 - 鹿児島市立草牟田小学校 - 鹿児島市立田上小学校 - 鹿児島市立武小学校 - 鹿児島市立武岡小学校 - 鹿児島市立武岡台小学校 - 鹿児島市立谷山小学校 - 鹿児島市立玉江小学校 - 鹿児島市立大明丘小学校 - 鹿児島市立大龍小学校 - 鹿児島市立東昌小学校 - 鹿児島市立中山小学校 | - 鹿児島市立中郡小学校 - 鹿児島市立中洲小学校 - 鹿児島市立中名小学校 - 鹿児島市立西伊敷小学校 - 鹿児島市立西谷山小学校 - 鹿児島市立西田小学校 - 鹿児島市立西紫原小学校 - 鹿児島市立生見小学校 - 鹿児島市立花尾小学校 - 鹿児島市立春山小学校 - 鹿児島市立原良小学校 - 鹿児島市立東桜島小学校 - 鹿児島市立東谷山小学校 - 鹿児島市立一倉小学校 - 鹿児島市立平川小学校 - 鹿児島市立広木小学校 - 鹿児島市立福平小学校 - 鹿児島市立星峯西小学校 - 鹿児島市立星峯東小学校 - 鹿児島市立本城小学校 | - 鹿児島市立本名小学校 - 鹿児島市立前之浜小学校 - 鹿児島市立松原小学校 - 鹿児島市立松元小学校 - 鹿児島市立南小学校 - 鹿児島市立南方小学校 - 鹿児島市立宮小学校 - 鹿児島市立牟礼岡小学校 - 鹿児島市立皆与志小学校 - 鹿児島市立宮川小学校 - 鹿児島市立紫原小学校 - 鹿児島市立名山小学校 - 鹿児島市立明和小学校 - 鹿児島市立八幡小学校 - 鹿児島市立山下小学校 - 鹿児島市立吉田小学校 - 鹿児島市立吉野小学校 - 鹿児島市立吉野東小学校 - 鹿児島市立和田小学校 |

#### 特別支援学校
- 鹿児島県立鹿児島特別支援学校
- 鹿児島県立鹿児島南特別支援学校
- 鹿児島県立武岡台特別支援学校
- 鹿児島県立皆与志特別支援学校
- 鹿児島大学教育学部附属特別支援学校
- 鹿児島県立鹿児島盲学校
- 鹿児島県立鹿児島聾学校

#### 学校教育以外の施設
職業訓練施設
- 鹿児島造園技術専門校
- 鹿児島ホテル短期大学校
- 鹿児島高等技術専門校
- 鹿児島美容技術専門校

### 郵便局

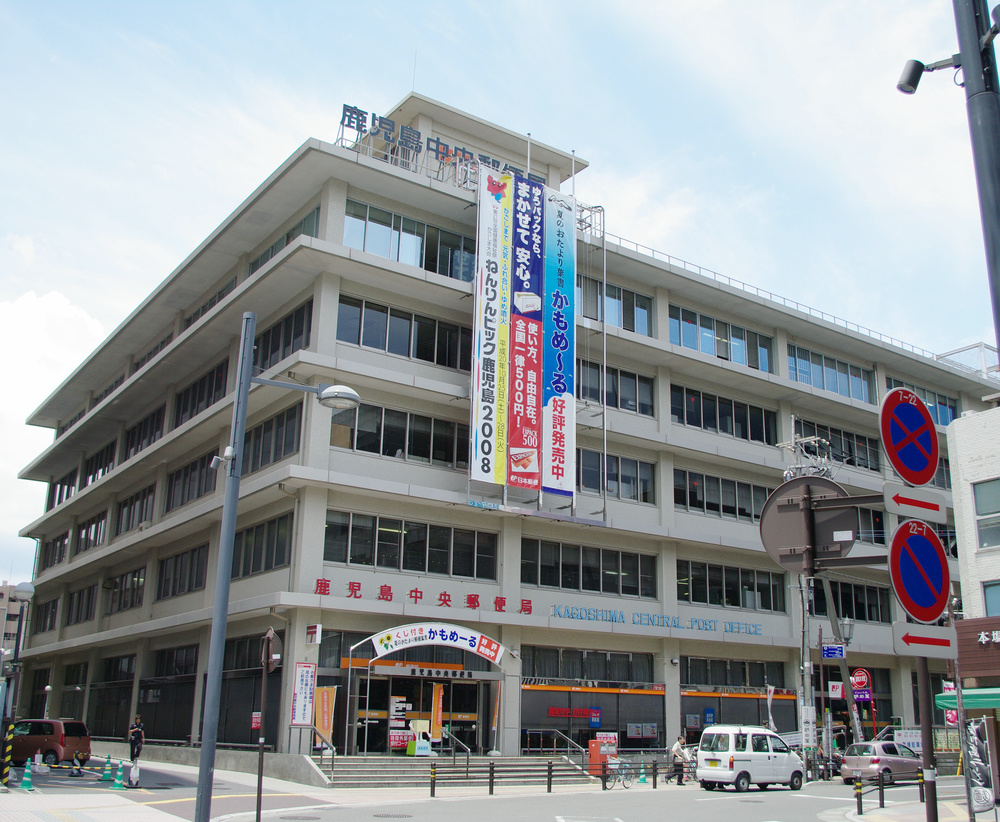
鹿児島中央郵便局

#### 集配郵便局
- 鹿児島中央郵便局
- 鹿児島南郵便局
- 鹿児島東郵便局（ゆうちょ銀行鹿児島店を併設）
- 鹿児島西郵便局
- 上伊集院郵便局
- 西桜島郵便局
- 東桜島郵便局
- 吉田郵便局
- 郡山郵便局
- 喜入郵便局

#### 無集配郵便局
70局
| - 伊敷郵便局 - 鹿児島大平田郵便局 - 鹿児島伊敷台郵便局 - 鹿児島宇宿三郵便局 - 鹿児島永吉郵便局 - 鹿児島下伊敷郵便局 - 鹿児島日当平郵便局 - 鹿児島下荒田一郵便局 - 鹿児島下荒田四郵便局 - 鹿児島下田郵便局 - 坂之上郵便局 - 鹿児島下福元郵便局 - 鹿児島加治屋町郵便局 - 鹿児島鴨池郵便局 - 鹿児島県庁内郵便局 - 瀬々串郵便局 - 生見郵便局 - 前之浜郵便局 | - 鹿児島吉野郵便局 - 鹿児島菖蒲谷郵便局 - 鹿児島玉里団地郵便局 - 鹿児島原良郵便局 - 鹿児島甲突郵便局 - 鹿児島皇徳寺郵便局 - 鹿児島荒田一郵便局 - 鹿児島荒田二郵便局 - 鹿児島坂元郵便局 - 鹿児島桜ヶ丘郵便局 - 二俣郵便局 - 鹿児島三和郵便局 - 鹿児島山之口郵便局 - 鹿児島紫原一郵便局 - 鹿児島紫原五郵便局 - 鹿児島春日郵便局 - 鹿児島笹貫郵便局 - 鹿児島緑ヶ丘団地郵便局 | - 鹿児島清見郵便局 - 鹿児島小川郵便局 - 鹿児島松原郵便局 - 松元駅前郵便局 - 鹿児島上之園郵便局 - 谷山上福元郵便局 - 鹿児島城西郵便局 - 鹿児島真砂本町郵便局 - 鹿児島星ヶ峯郵便局 - 鹿児島西伊敷三郵便局 - 吉田麓郵便局 - 鹿児島西田郵便局 - 鹿児島西陵郵便局 - 鹿児島西郷団地郵便局 - 鹿児島川上郵便局 - 鹿児島草牟田郵便局 - 平川郵便局 - 鹿児島明和郵便局 | - 鹿児島大黒郵便局 - 鹿児島大明丘郵便局 - 鹿児島大竜郵便局 - 鹿児島慈眼寺郵便局 - 鹿児島池之上郵便局 - 鹿児島中州郵便局 - 鹿児島山田郵便局 - 鹿児島田上郵便局 - 鹿児島唐湊郵便局 - 鹿児島東千石郵便局 - 東俣郵便局 - 鹿児島南郡元郵便局 - 鹿児島南林寺郵便局 - 鹿児島武郵便局 - 鹿児島武岡団地郵便局 - 武岡ハイランド郵便局 |

#### 簡易郵便局
32局
| - 卸本町簡易郵便局 - 錫山簡易郵便局 - 向原簡易郵便局 - 花尾簡易郵便局 - 鹿児島花野簡易郵便局 - 一倉簡易郵便局 - 中名簡易郵便局 - 鹿児島七社簡易郵便局 - 鹿児島錦江台簡易郵便局 - 里岳簡易郵便局 - 犬迫簡易郵便局 | - 五ケ別府簡易郵便局 - 鹿児島大学医学部内簡易郵便局 - 四元簡易郵便局 - 鹿児島自由ケ丘簡易郵便局 - 鹿児島小山田簡易郵便局 - 小野簡易郵便局 - 城山簡易郵便局 - 岡之原簡易郵便局 - 石谷簡易郵便局 - 千年団地簡易郵便局 - 鹿児島谷山港簡易郵便局 | - 大園簡易郵便局 - 直木簡易郵便局 - 大峰橋簡易郵便局 - 広木簡易郵便局 - 東開町簡易郵便局 - 新入簡易郵便局 - 浜平川簡易郵便局 - 大原簡易郵便局 - 吉田牟礼岡簡易郵便局 - 和田簡易郵便局 |

### 金融機関

#### 銀行
- 日本銀行
- 日本政策投資銀行
- 鹿児島銀行（本店：鹿児島市・地方銀行）
- 南日本銀行（本店：鹿児島市・第二地方銀行）
- 宮崎銀行（地方銀行）
- 宮崎太陽銀行（第二地方銀行）
- 福岡銀行（地方銀行）
- 西日本シティ銀行（地方銀行）
- 肥後銀行（地方銀行）
- 熊本銀行（第二地方銀行）
- みずほ銀行（都市銀行）
- 三井住友銀行（都市銀行）
- 三菱UFJ信託銀行（信託銀行）
- みずほ信託銀行（信託銀行）
- 三井住友信託銀行（信託銀行）

#### 金庫
- 鹿児島信用金庫（本店：鹿児島市）
- 鹿児島相互信用金庫（本店：鹿児島市）
- 奄美大島信用金庫（本店：奄美市）
- 九州労働金庫
- 農林中央金庫
- 商工組合中央金庫

#### 組合
- 鹿児島興業信用組合（本店：鹿児島市）
- 鹿児島県信用農業協同組合連合会（本所：鹿児島市）
- 鹿児島みらい農業協同組合（本店：鹿児島市）
- いぶすき農業協同組合（本所：指宿市）
- さつま日置農業協同組合（本所：日置市）
- あまみ農業協同組合（本所：鹿児島市）
- 鹿児島県医師信用組合（本店：鹿児島市）
- 九州信用漁業協同組合連合会

## 交通

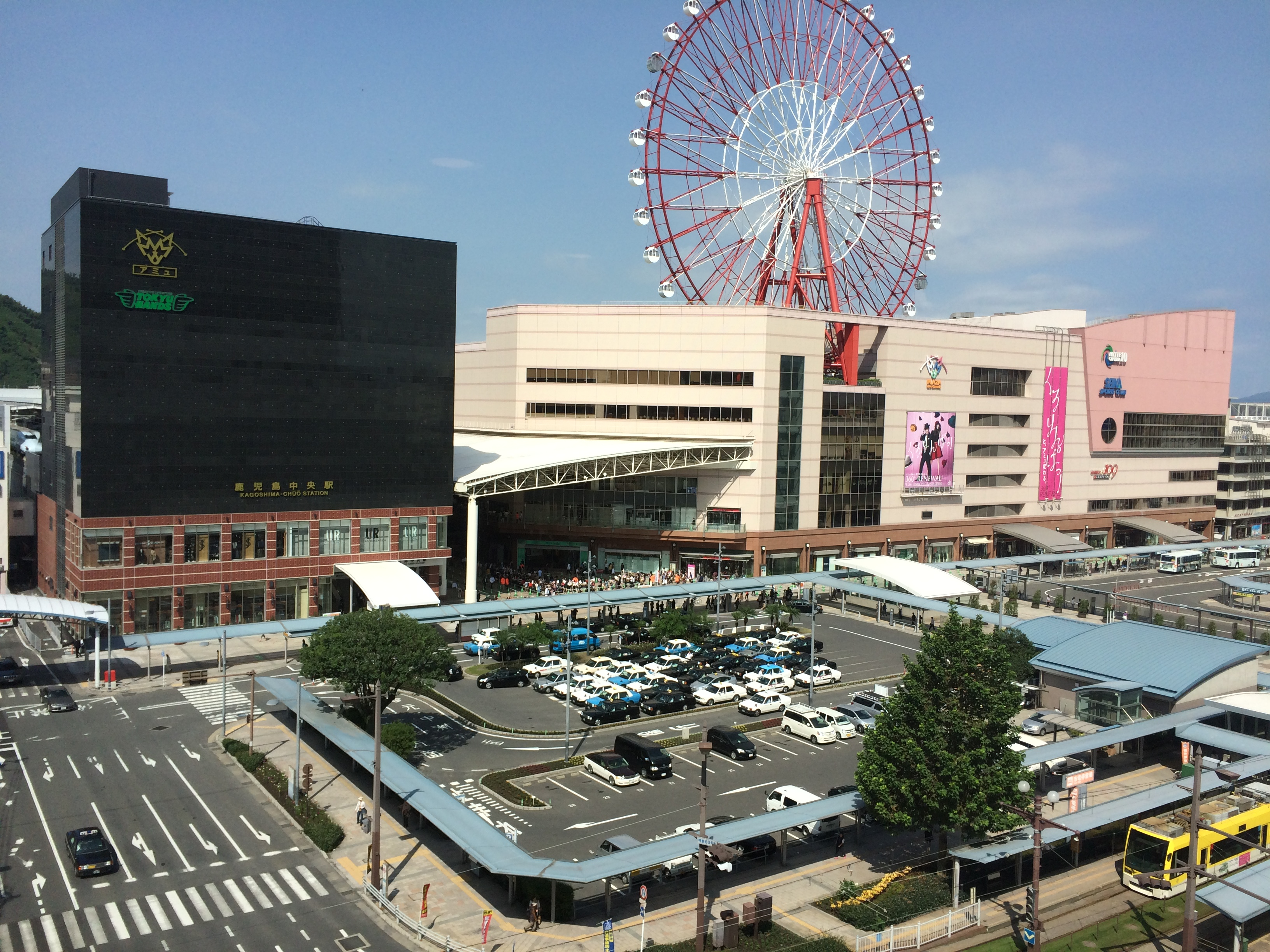
鹿児島中央駅

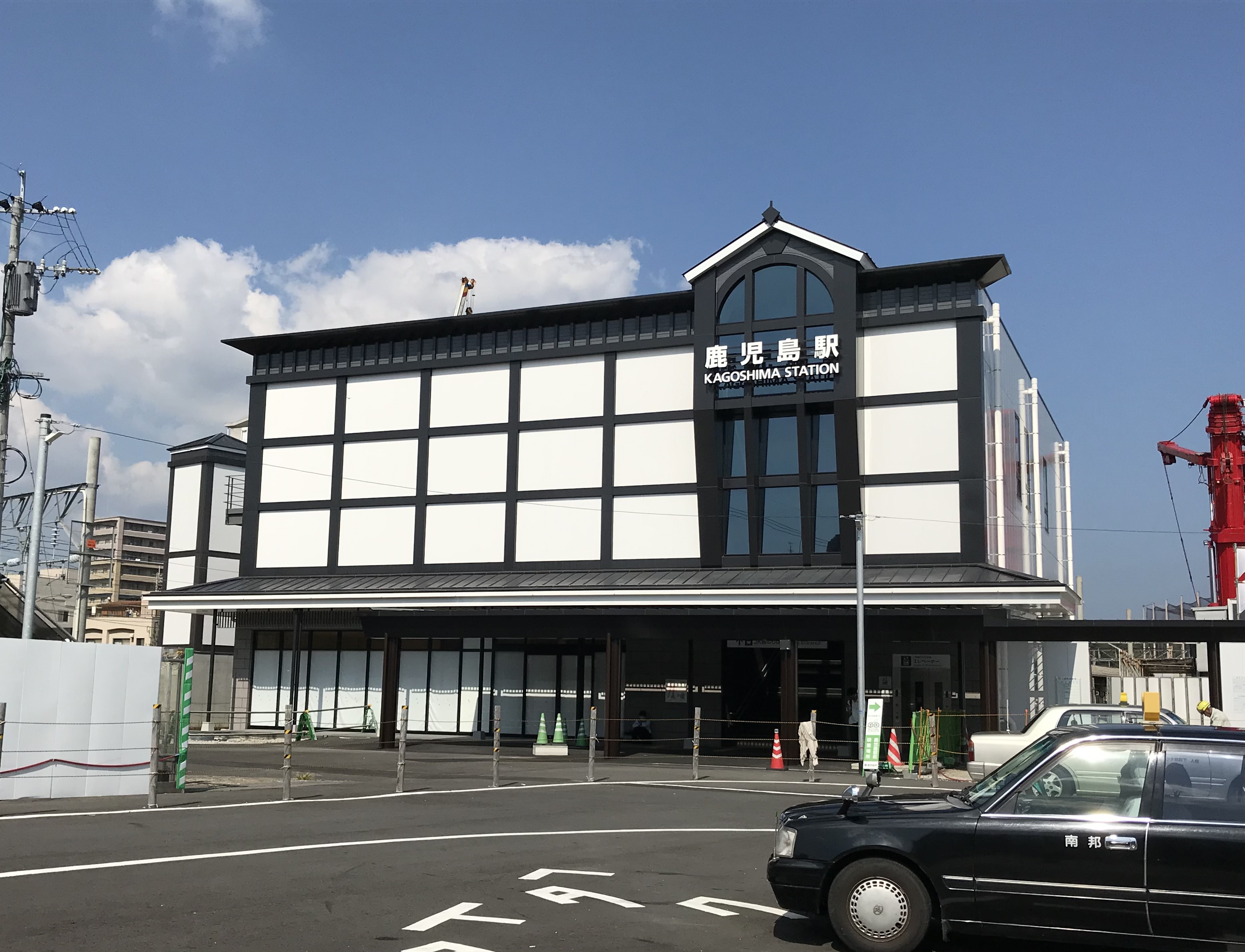
鹿児島駅

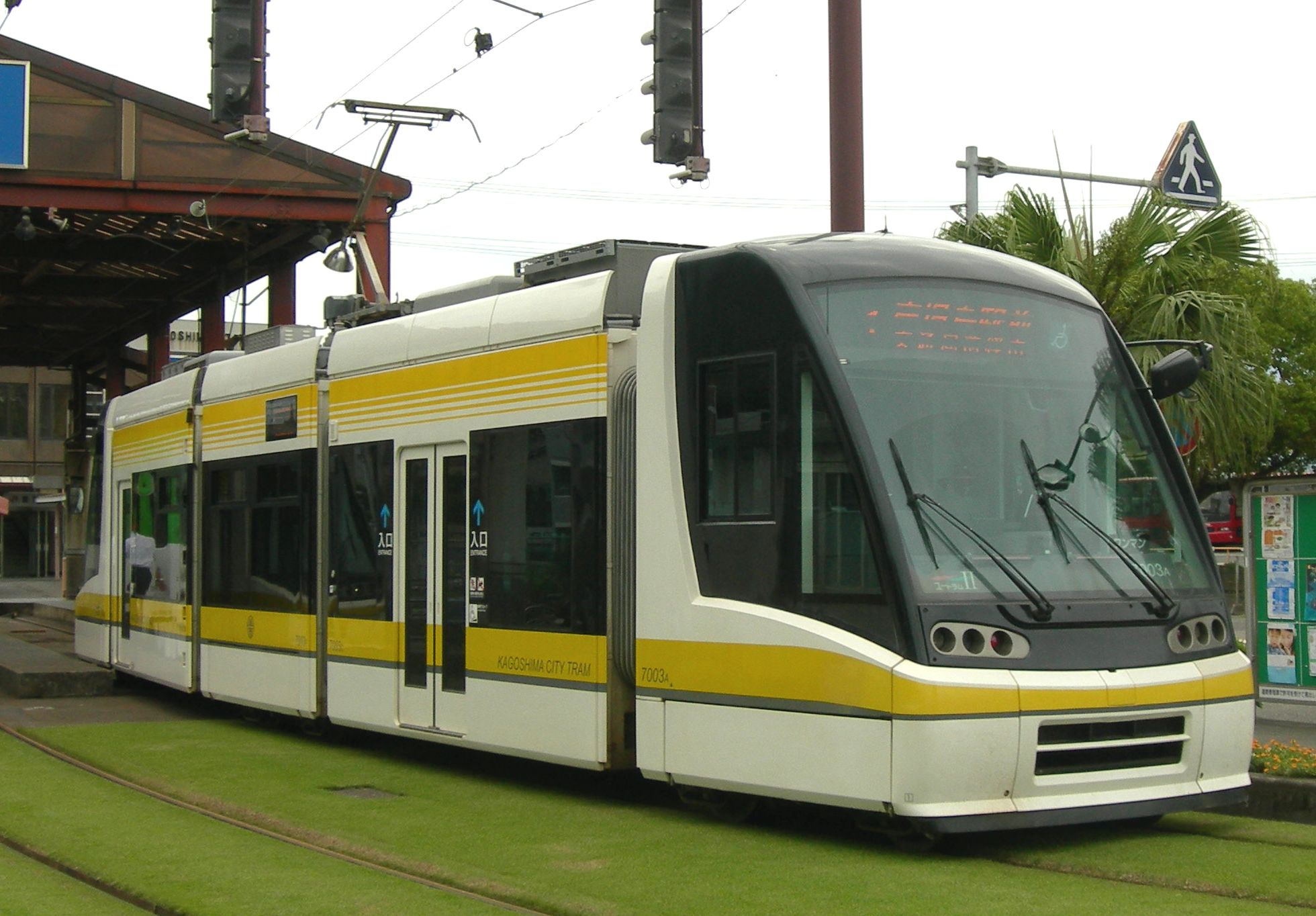
鹿児島市電

鹿児島市は本州方面から続く鉄道・道路が終結、奄美・沖縄航路へ始発する九州南端の総合交通ターミナルとなっており、近代においては県内最大の交通の要衝として発展してきた。これらの背景から、本州北端の青森市と比較されることも多い。特に鹿児島港は古くから対岸の桜島・大隅半島・県内離島及び沖縄航路の要で、これらが都市の拠点性を高め、発展させた要因でもある。

### 空港
- 最寄りの鹿児島空港は霧島市溝辺町にあり、鹿児島中央駅から直行バス（九州自動車道経由）で約40分（普通料金1,400円）。

### 鉄道路線
- 中心駅：鹿児島中央駅
- 県庁所在地代表駅：鹿児島駅

九州旅客鉄道（JR九州）
- 九州新幹線
  - 鹿児島中央駅
- 鹿児島本線
  - 鹿児島駅 - 鹿児島中央駅 - 広木駅 - 上伊集院駅 - 薩摩松元駅
- 日豊本線
  - 鹿児島駅 - 仙巌園駅 - 竜ケ水駅
- 指宿枕崎線
  - 鹿児島中央駅 - 郡元駅 - 南鹿児島駅 - 宇宿駅 - 谷山駅 - 慈眼寺駅 - 坂之上駅 - 五位野駅 - 平川駅 - 瀬々串駅 - 中名駅 - 喜入駅 - 前之浜駅 - 生見駅

日本貨物鉄道（JR貨物）
- 鹿児島貨物ターミナル駅（旅客の利用は不可）

鹿児島市交通局（鹿児島市電）
- 鹿児島市電第一期線
- 鹿児島市電第二期線
- 鹿児島市電谷山線
- 鹿児島市電唐湊線

### バス
- 鹿児島市交通局（鹿児島市営バス） - 2004年11月以前からの鹿児島市域および桜島で運行する。桜島町の編入合併と同時に旧桜島町営バスのバス事業を継承している。
- 鹿児島交通 - 鹿児島県内全域
- 南国交通 - 鹿児島市内・北薩地域
- JR九州バス：北薩線（薩摩郡山駅はバス駅）

#### コミュニティバス
- 鹿児島市コミュニティバス

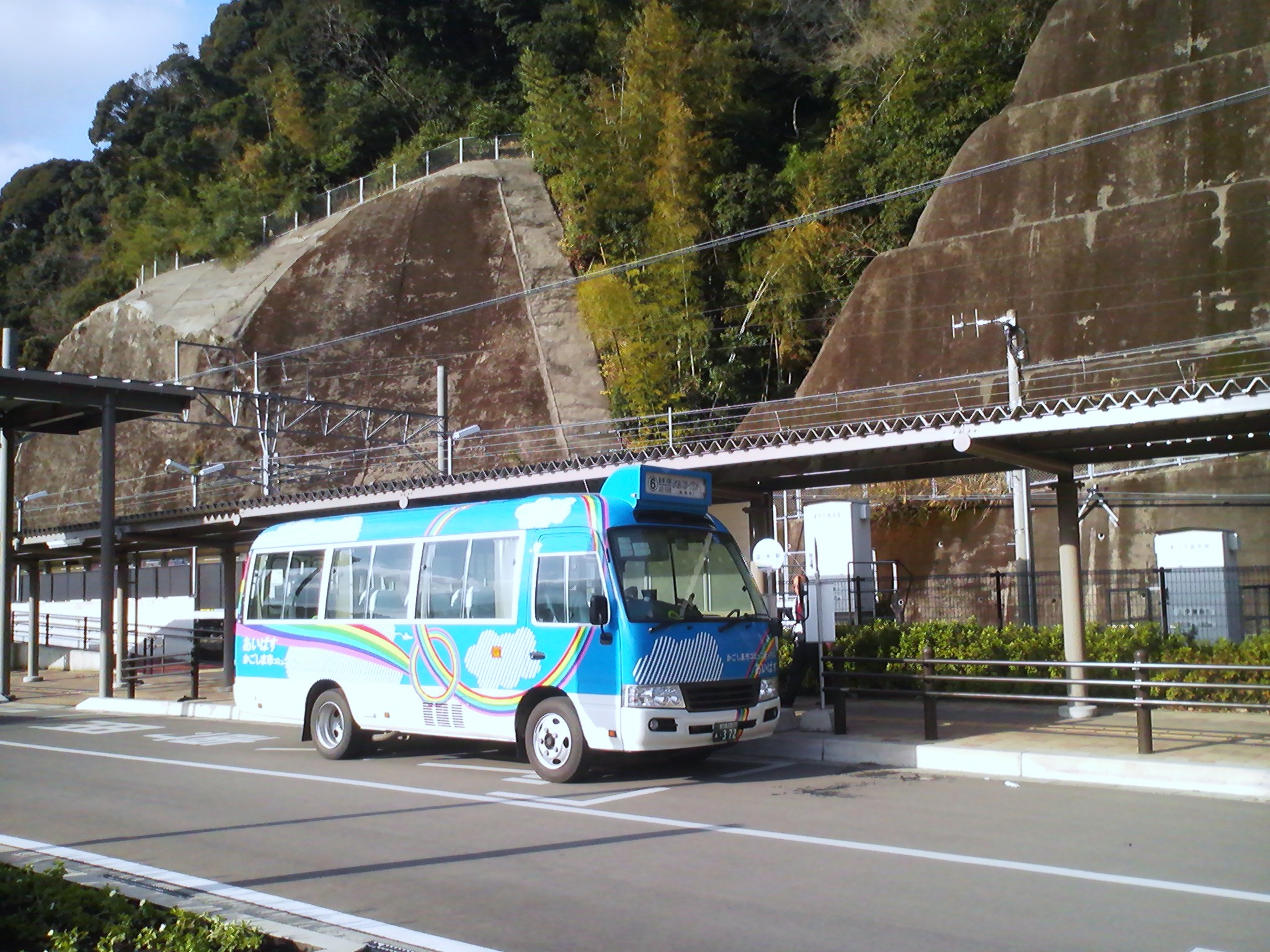
谷山北部路線のあいバス（広木駅前にて撮影）

  - あいばす - 2008年10月21日から吉野地域・谷山地域・喜入地域の3地域7路線で運行開始し、その後2010年10月1日にこれまで運行されていた郡山元気バス、松元ひゃくえんバス、吉田地域巡回バス、谷山さんぽバスを廃止しそれらの路線のあいばすへの置き換え及び伊敷地域への路線新設などを行い、2011年現在は吉野地域（2路線）、谷山地域（1路線）、喜入地域（4路線）、伊敷東部地域（3路線）、伊敷西部地域（4路線）、谷山北部地域（4路線）、谷山南部地域（3路線）、吉田地域（2路線）、松元地域（3路線）、郡山地域（2路線）の10地域28路線が運行されている。（運行委託：吉野地域・伊敷東部地域・吉田地域・松元地域＝南国交通／谷山地域・喜入地域・谷山北部地域・谷山南部地域＝鹿児島交通／伊敷西部地域＝いわさきバスネットワーク／郡山地域＝JR九州バス）。
  - 廃止路線代替バス - 鹿児島交通・林田バス（現・いわさきバスネットワーク）が廃止した路線の一部を引き継ぐ。

#### 高速バス
鹿児島市と他地域を結ぶ高速バスとして、以下の路線が運行されている。主なターミナルとして鹿児島中央駅、同駅前鹿児島中央ターミナル、天文館、鹿児島本港高速船ターミナルなどがある（路線により発着地は異なる）。
かつては本州方面とを結ぶ夜行高速バスも数多く運行されていたが2016年までにすべて休廃止され、九州島内運行の鹿児島発着の夜行高速バスも2020年までにすべて休廃止されたため、現在は九州島内主要都市や鹿児島県内他都市への昼行路線のみとなっている。
| 愛称名       | 運行会社                                                     | 運行区間 |
| ------------ | ------------------------------------------------------------ | --- |
| 桜島号       | 鹿児島交通 鹿児島交通観光バス 南国交通 JR九州バス 西日本鉄道 | 福岡市（天神高速BT・博多BT）・筑紫野・高速基山・久留米IC・八女IC - 高速伊敷 - 鹿児島中央駅前南国BT - 天文館 - 鹿児島本港高速船T |
| 南九号       | 南九州観光バス                                               | 福岡市（キャナルシティ博多） - 下伊敷 - 鹿児島中央駅東口                                                                        |
| きりしま号   | 鹿児島交通 南国交通 九州産交バス                             | 熊本市（熊本駅・桜町BTほか）・高速益城・八代IC・人吉IC - 下伊敷 - 鹿児島中央駅前南国BT - 天文館 - 鹿児島本港高速船T             |
| せんだい号   | 鹿児島交通                                                   | 鹿児島市（鹿児島駅・金生町・天文館・鹿児島中央駅） - 高速伊集院 - 高速東市来 - 薩摩川内市（向田・純心女子大学ほか）             |
| こしきじま号 | 鹿児島交通                                                   | 鹿児島市（鹿児島駅・金生町・天文館・鹿児島中央駅） - 高速伊集院 - 高速東市来 - いちき串木野市（本町・串木野新港ほか）           |

### 道路

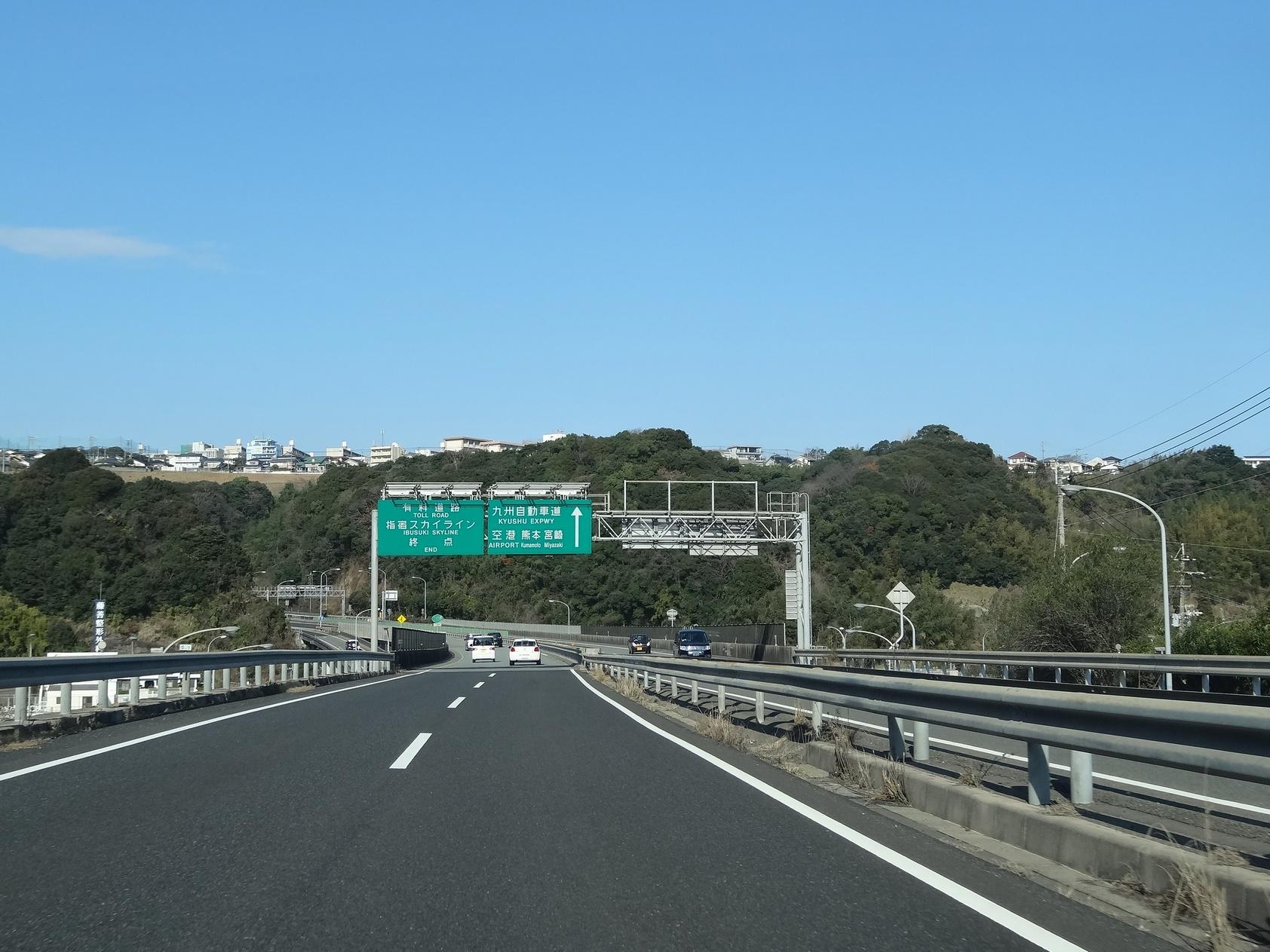
鹿児島市の高速交通網の拠点となる鹿児島IC

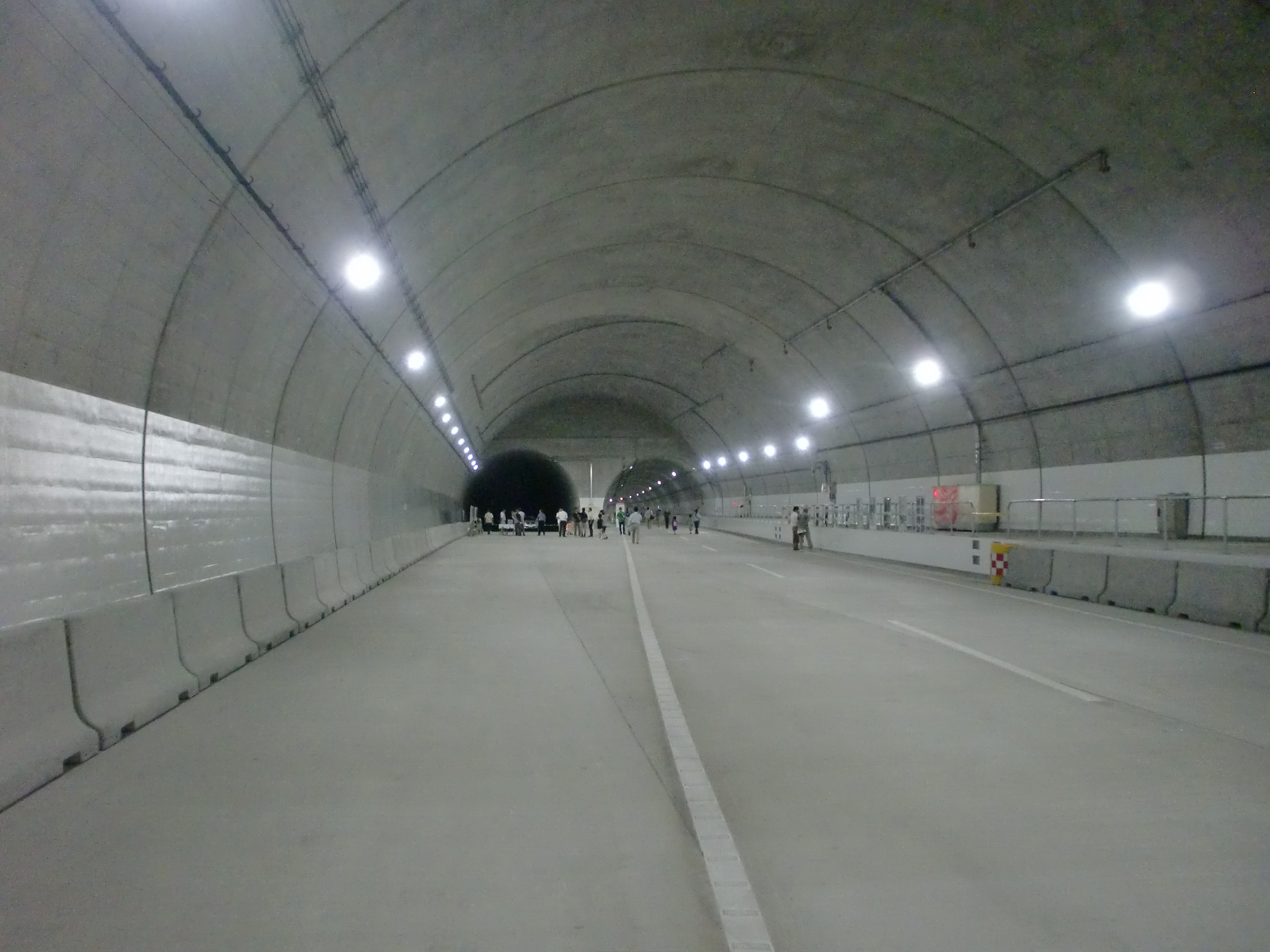
日本一の掘削断面積を有する新武岡トンネル

鹿児島市内の通りも参照

#### 高規格幹線道路
鹿児島市を通る高規格幹線道路のうち、高速自動車国道は、九州縦貫自動車道鹿児島線（営業路線名：九州自動車道）及び、東九州自動車道があり、いずれも高速自動車国道の路線を指定する政令において鹿児島市が終点に指定されており、国土開発幹線自動車道の終点としては鹿児島市は最南端となる。東九州自動車道は姶良市の加治木JCTから鹿児島ICまでの区間は九州自動車道に重複する。
国土交通大臣指定に基づく高規格幹線道路（一般国道の自動車専用道路）は南九州西回り自動車道（鹿児島道路）がある。
- E3 九州自動車道（高速自動車国道）
薩摩吉田IC - 鹿児島TB - 鹿児島北IC - 鹿児島IC
- E3A 南九州自動車道（一般国道自動車専用道路(B)）
松元IC / 松元TB - 鹿児島西IC - 鹿児島IC

#### 地域高規格道路
- 南薩縦貫道
鹿児島IC - 山田IC（空港方面のみ） - 中山IC - 谷山IC - （現道活用区間）
- 鹿児島東西幹線道路
鹿児島IC - 田上IC -（新武岡トンネル）- 建部IC - 甲南IC（仮称）
田上IC〜建部IC間に武岡トンネルに並行して新武岡トンネルが建設され、2013年9月29日に田上IC-建部IC間の供用が開始された。
- 鹿児島南北幹線道路（計画中）

#### 有料道路
- 指宿スカイライン
鹿児島IC - 山田IC（空港方面のみ） - 中山IC - 谷山IC - 錫山IC
※鹿児島ICにて九州自動車道・南九州西回り自動車道と接続。鹿児島IC〜谷山IC間は南薩縦貫道と重複する[60]。

#### 一般国道

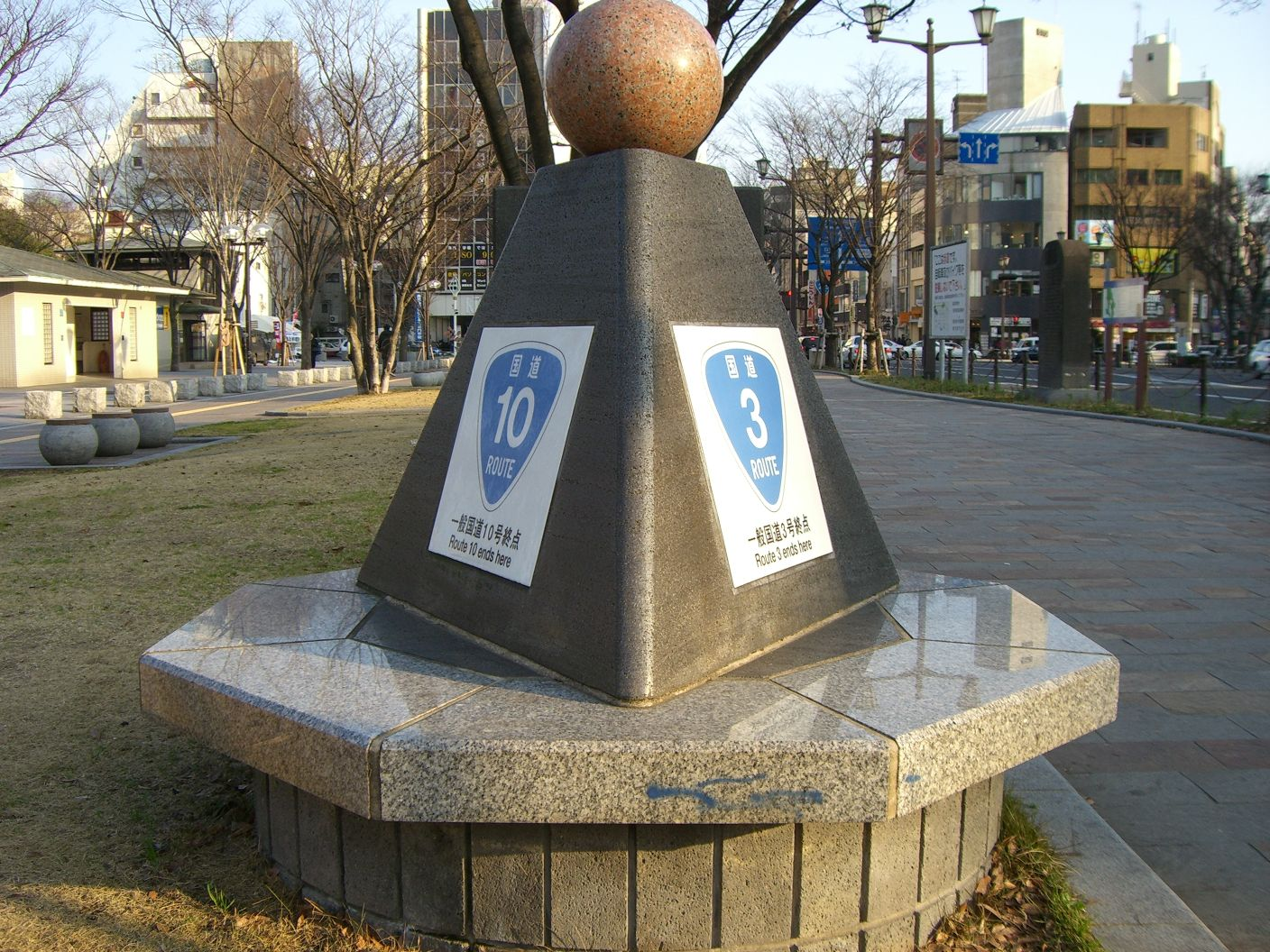
照国神社前交差点にある終点標柱

- 国道3号
  - 鹿児島バイパス
- 国道10号
  - 鹿児島北バイパス（一部開通）
- 国道58号
- 国道224号
- 国道225号
- 国道226号
- 国道328号

#### 県道
鹿児島県の県道一覧を参照

#### 道の駅

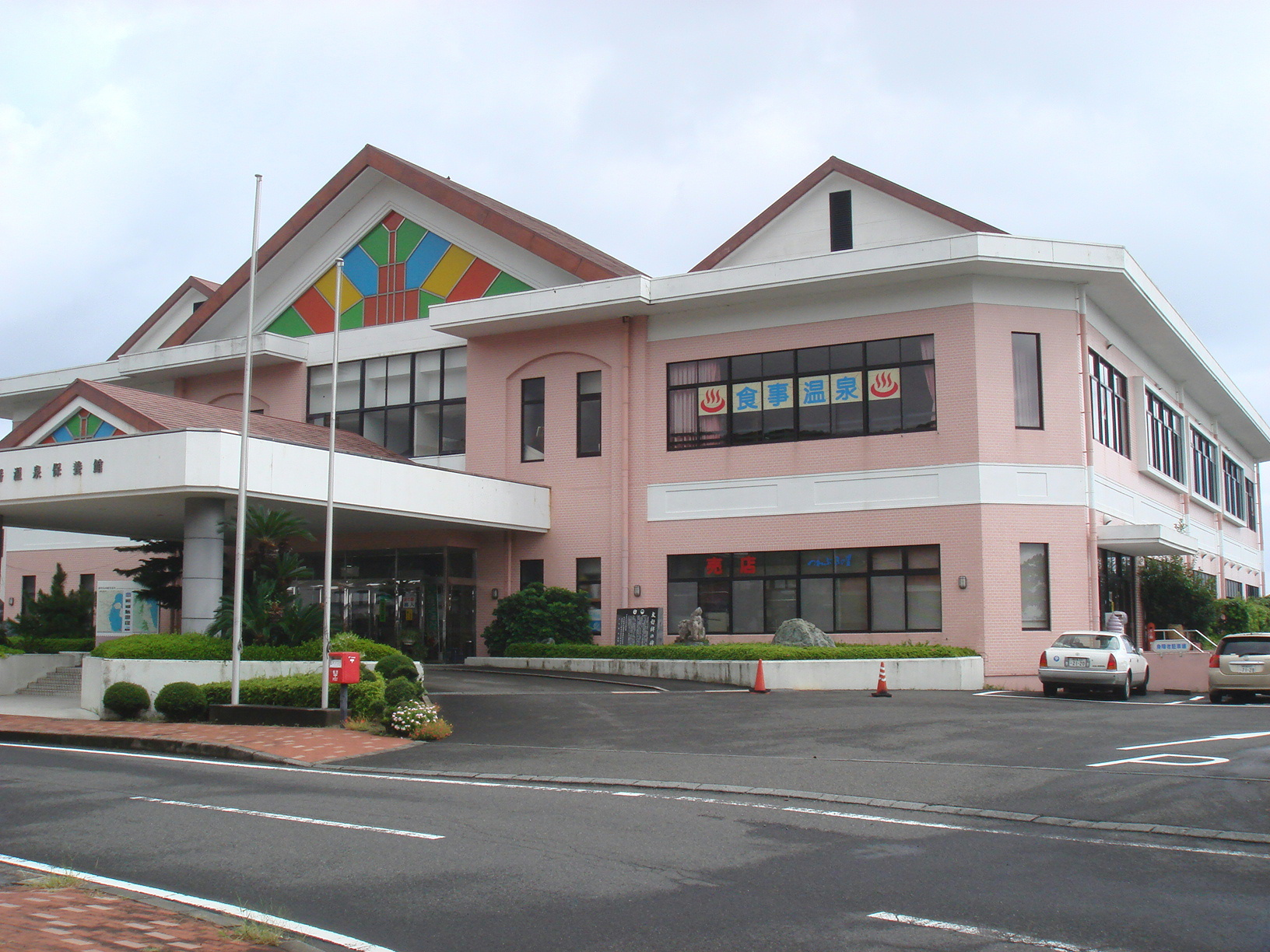
道の駅喜入
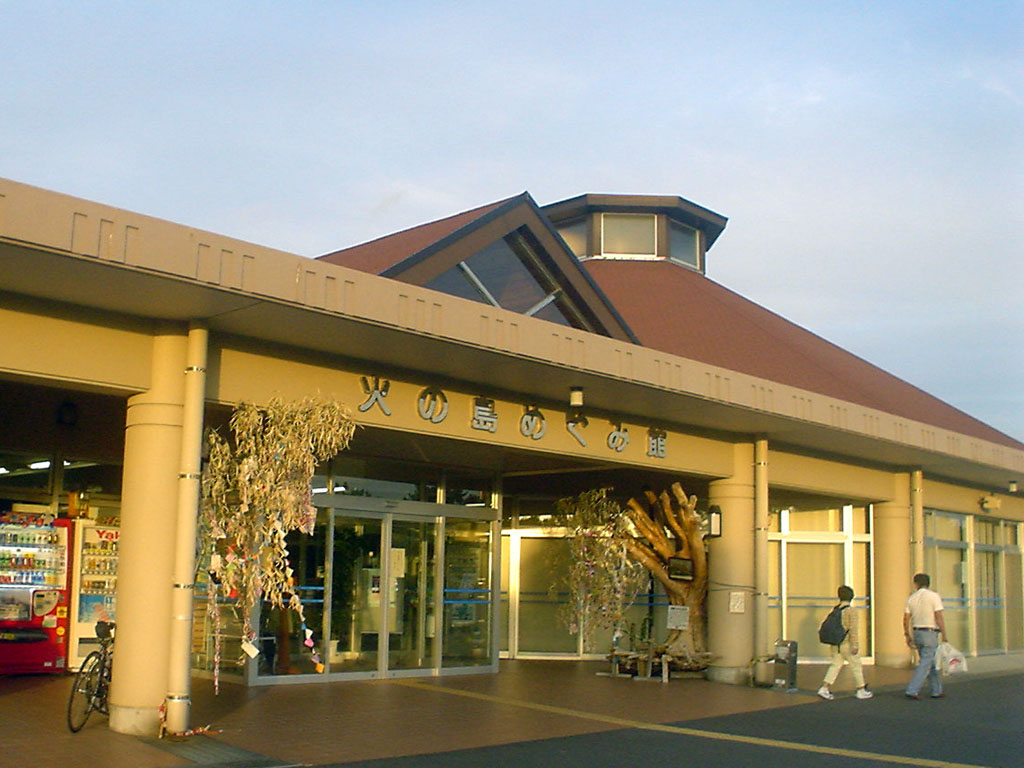
道の駅桜島

### 港湾
- 鹿児島港：開港約650年の歴史を誇り、南北約20kmの範囲に7つの港区から構成される。都市機能と港湾設備が一体化した南日本一の港湾地帯である。
- 桜島港
- 喜入港：ENEOS喜入基地がある。

#### 旅客を扱う定期航路
鹿児島港本港区
- 北埠頭（桜島桟橋）

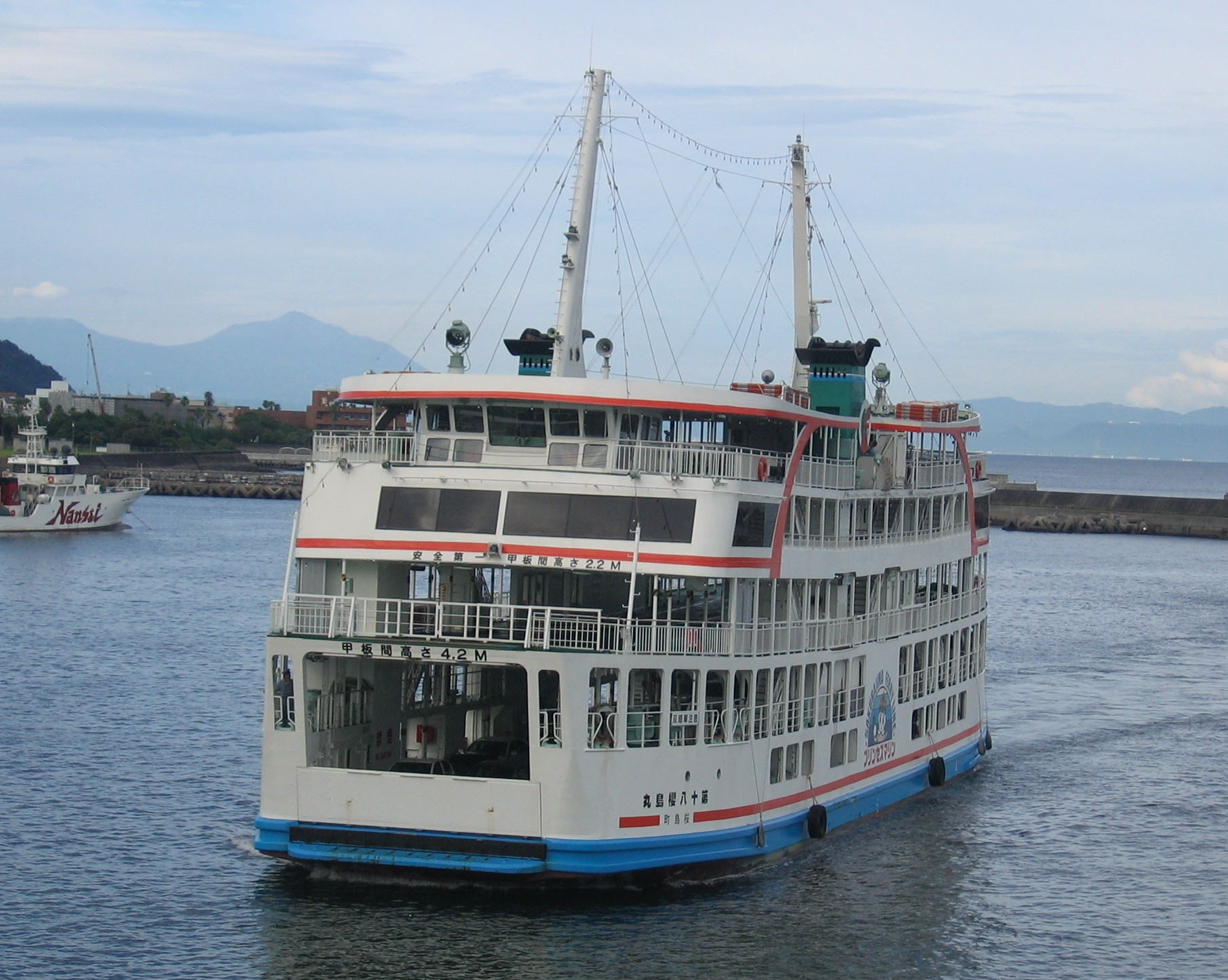
桜島フェリー

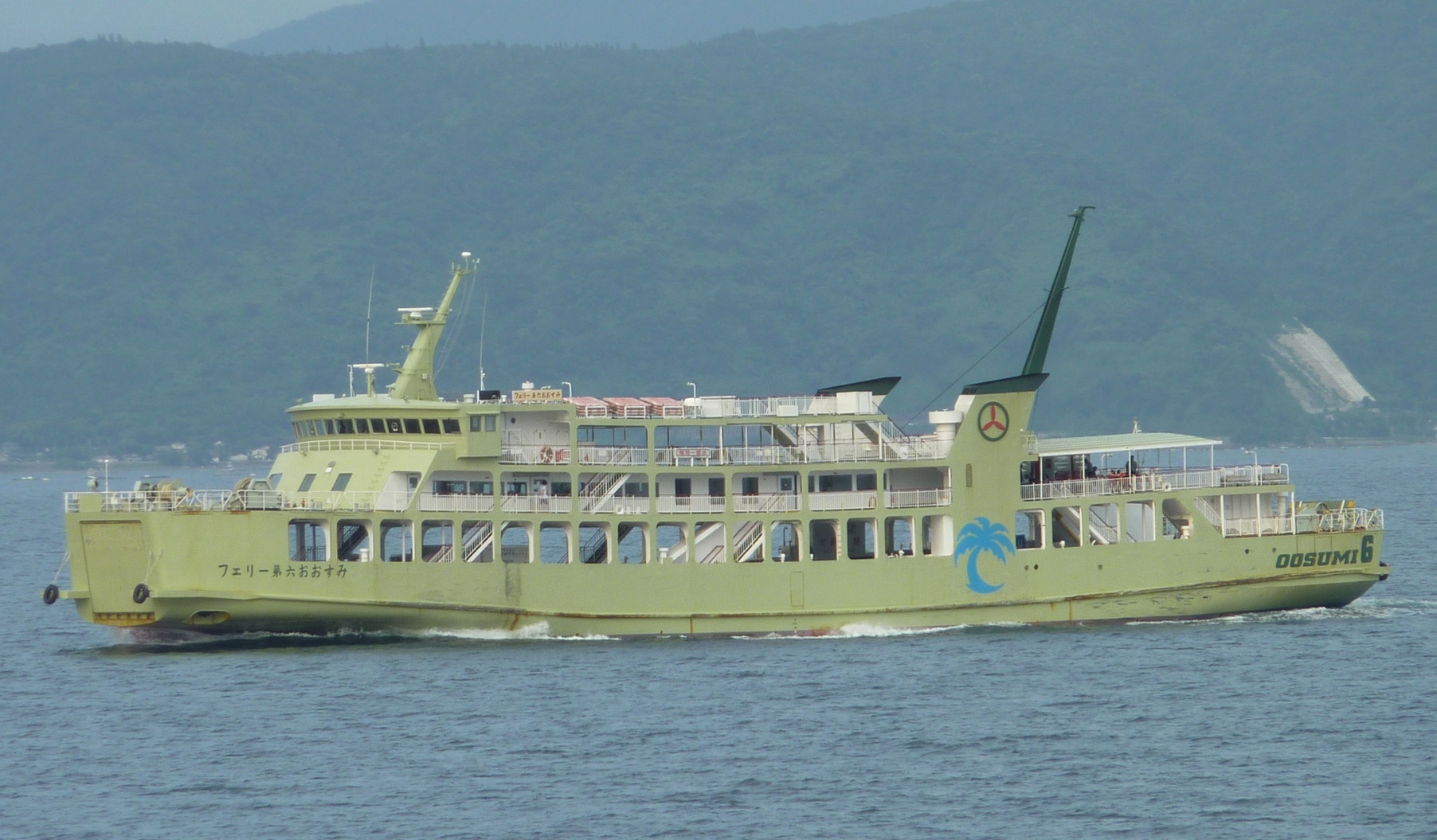
鴨池・垂水フェリー

  - 桜島フェリー（24時間運航されている。）
    - 鹿児島港（桜島桟橋） - 桜島フェリーターミナル（桜島港、別名：袴腰港）
- 北埠頭
  - 奄美海運：「フェリーきかい」「フェリーあまみ」
    - 鹿児島港 - 喜界島（湾） - 奄美大島（名瀬・古仁屋） - 徳之島（平土野） - 沖永良部島（知名）
- 南埠頭
  - コスモライン：「プリンセスわかさ」
    - 鹿児島港 - 種子島（西之表）

  - 折田汽船：「フェリー屋久島2」
    - 鹿児島港 - 屋久島（宮之浦）

  - 三島村営：「フェリーみしま」
    - 鹿児島港 - 竹島 - 硫黄島 - 黒島

  - 十島村営：「フェリーとしま」
    - 鹿児島港 - 口之島 - 平島 - 諏訪瀬島 - 悪石島 - 小宝島 - 宝島 - 奄美大島（名瀬）
- 南埠頭（高速船旅客ターミナル）
- 種子屋久高速船（2012年1月20日に鹿児島商船とコスモラインが共同で設立。）：「高速船トッピー & ロケット」
  - 鹿児島港 - 指宿港 - 種子島（西之表） ※指宿港に寄港しない便もある。
  - 鹿児島港 - 指宿港 - 屋久島（宮之浦） ※指宿港に寄港しない便もある。
  - 鹿児島港 - 種子島（西之表） - 屋久島（宮之浦・安房） ※種子島・屋久島の寄港順序は便によって異なる。

鹿児島港新港区（新港第二待合所）
本港区への移転が検討されている。
- マルエーフェリー：「フェリーあかつき」「フェリーなみのうえ」
  - 鹿児島港 - 奄美大島（名瀬） - 徳之島（亀徳） - 沖永良部島（和泊） - 与論島 - 本部港 - 那覇港

- マリックスライン：「クイーンコーラル」「クイーンコーラル8」
  - 鹿児島港 - 奄美大島（名瀬） - 徳之島（亀徳） - 沖永良部島（和泊） - 与論島 - 本部港 - 那覇港

鹿児島港鴨池港区（通称「鴨池フェリーターミナル」）
- 大隅交通ネットワーク：「鴨池・垂水フェリー」
  - 鹿児島港 - 垂水港

鹿児島港谷山港二区（七ッ島地区）
- 鹿児島商船：「はいびすかす」
  - 鹿児島港 - 種子島（西之表）- 屋久島（宮之浦）

## 名所・旧跡・観光スポット

### 名所・旧跡

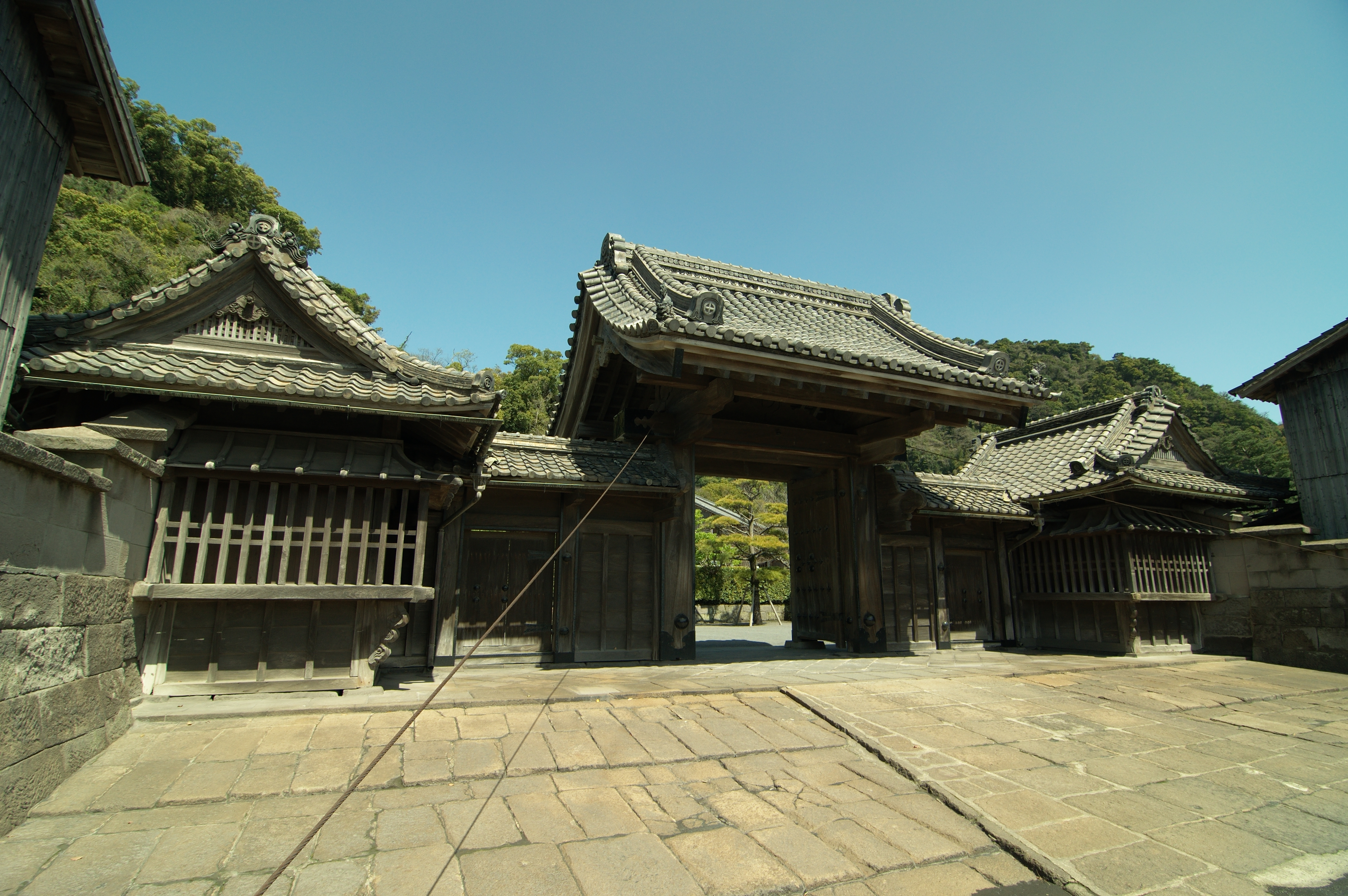
仙巌園正門

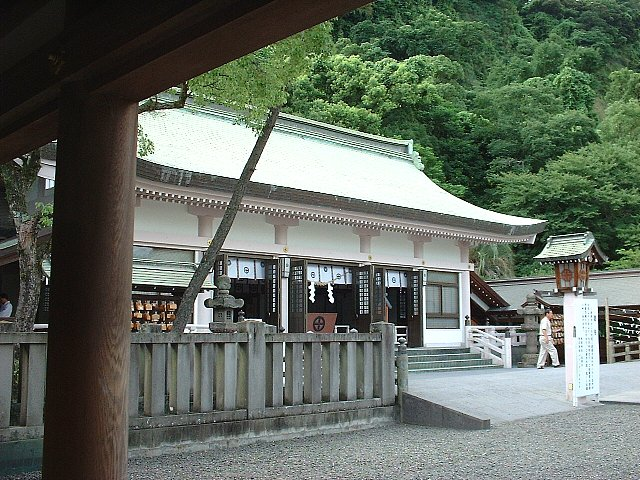
照国神社

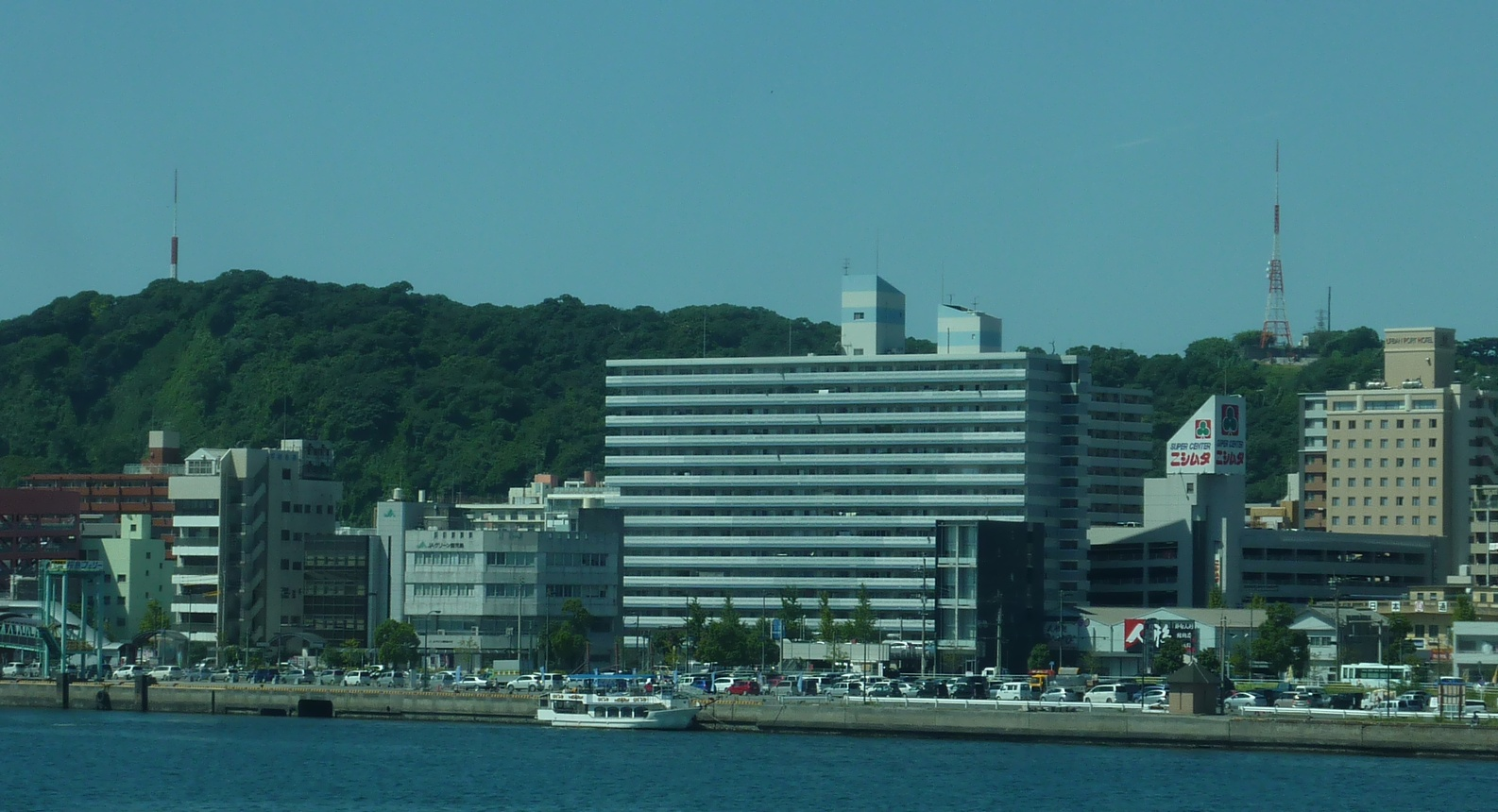
城山遠景

五代友厚像

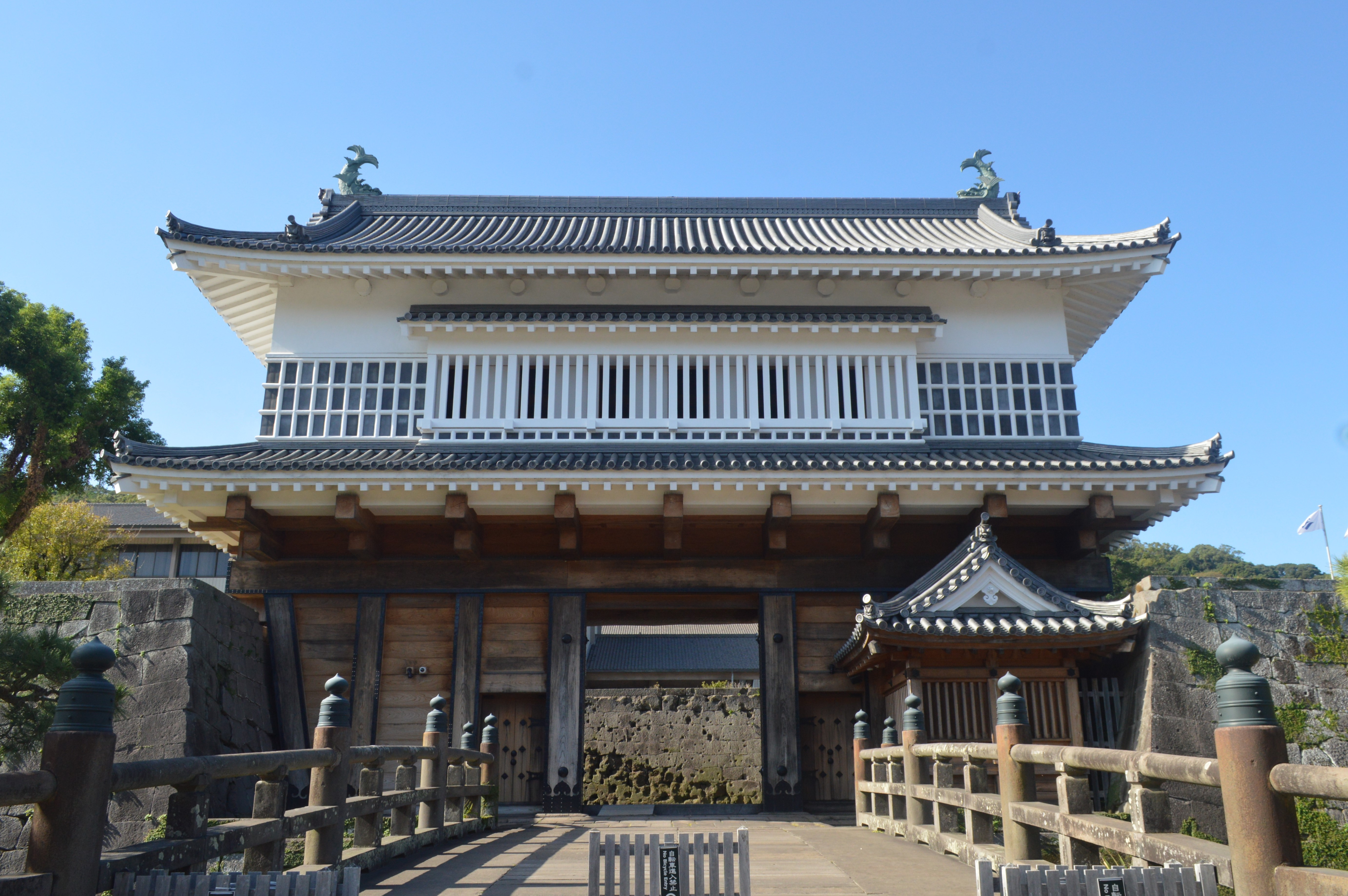
鹿児島城
島津氏77万石の居城、別名「鶴丸城」。館造りで天守はなかった。現在は石垣と堀の一部が残る。城門である御楼門が復元されている。
仙巌園（磯庭園）
明治時代は島津家の本邸となっており、桜島を庭園の一部に取り入れた「借景庭園」となっている。1958年（昭和33年）に国の名勝に指定された。

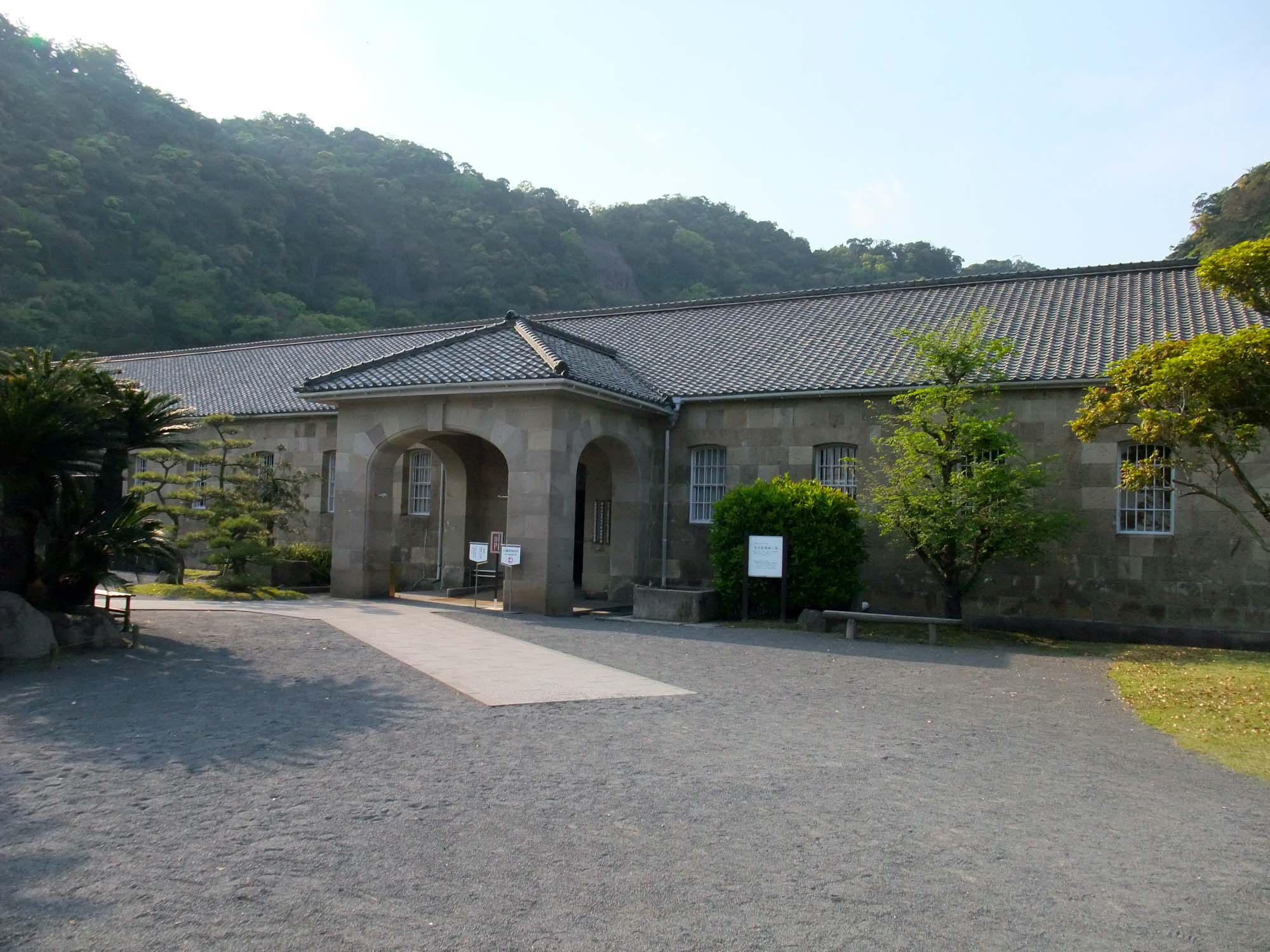
尚古集成館
薩英戦争後に集成館事業で建てられた日本初の洋式石造建築物。現在は当時の殖産興業の数々と島津氏800年の展示資料がある。明治日本の産業革命遺産 製鉄・製鋼、造船、石炭産業の構成資産の一部である。
異人館（旧鹿児島紡績所技師館）
薩摩藩時代に外国人技師の宿泊所として造られた。1959年（昭和34年）2月25日に国の史跡に指定され、1962年には建造物として国の重要文化財に指定された。
照国神社
薩摩藩の名君島津斉彬が祀られている。
南洲神社
下竜尾町。西郷隆盛他、西南戦争の戦死者が祀られている。
花尾神社
花尾町。丹後局が祀られている。
城山公園
頂上は展望台、途中の道筋には西郷隆盛が西南戦争終結前の最期を過ごした「西郷洞窟」などの史跡がある。城山は永年、地元では神聖なる場とされ、一部を除き人の手が加わる事がなかったため、鹿児島市で唯一の原生林や手付かずの自然が多く残っている。
私学校跡
現存している石積の外塀には西南戦争の城山総攻撃時に出来た弾痕が多数見られる。敷地は国立病院機構鹿児島医療センターとして利用されている。
若き薩摩の群像
幕末に英国に密航した青年薩摩藩士たちの勇気と功績を称える銅像。JR鹿児島中央駅前の広場に建つ。
西郷隆盛銅像
市立美術館の近く、国道10号沿い。陸軍大将の正装姿。
大久保利通銅像
甲突川沿いの高見橋（鹿児島中央駅近く）のたもとにある。
五代友厚銅像
幕末の薩摩藩士で大阪商工会議所初代会頭。朝日通り、国道58号沿いの泉公園の一角建つ。
小松清廉像
鹿児島県文化センター（宝山ホール）前に立つ。幕末の薩摩藩士で理知的かつ現実主義で非常に冷静な人物だったといわれる。
道路開鑿記念碑
「県内の道路網建設の苦闘を後世の人々に申し伝える記念碑」国道225、3、10号基点近くの鹿児島市山下町の中央公園（テンパーク）近くにある。
平田靱負銅像
薩摩藩の悲劇の家老、江戸幕府の命により難航を極めた木曽川治水工事（堤の造営、宝暦治水事件）を指揮を執る。国道3号沿いの平之町の平田公園に建つ。なお岩崎谷(城山町）には薩摩義士碑文があり平田靫負を含む犠牲になった多く薩摩藩士が奉られている。同所の常夜灯の碑文には東郷平八郎により「義烈泣鬼神（ぎれつきしんもなく）」と書かれている。
向田邦子住居跡
平之町。幼少期に東邦生命鹿児島支社長として赴任した父の転勤に従って数年過ごした場所で当時の社宅跡、小説『父への詫び状』などで描かれた。
坂本竜馬、おりょうの新婚旅行の碑
与次郎の天保山公園の近くにあり碑文の袂に竜馬とおりょうの旅姿の小さなレリーフ。新撰組に追われ、小松清廉の支援で薩摩へ逃避行し怪我が癒えるまで滞在。その際、竜馬と恋女房のおりょうは、霧島温泉への湯治以外にも薩摩藩の領内を何ヶ所か物見遊山した。これが「日本初のハネムーン」だといわれる。ちなみに開聞岳の異名「薩摩富士」も遊山の折に竜馬が命名したと伝えられている。

### レジャースポット

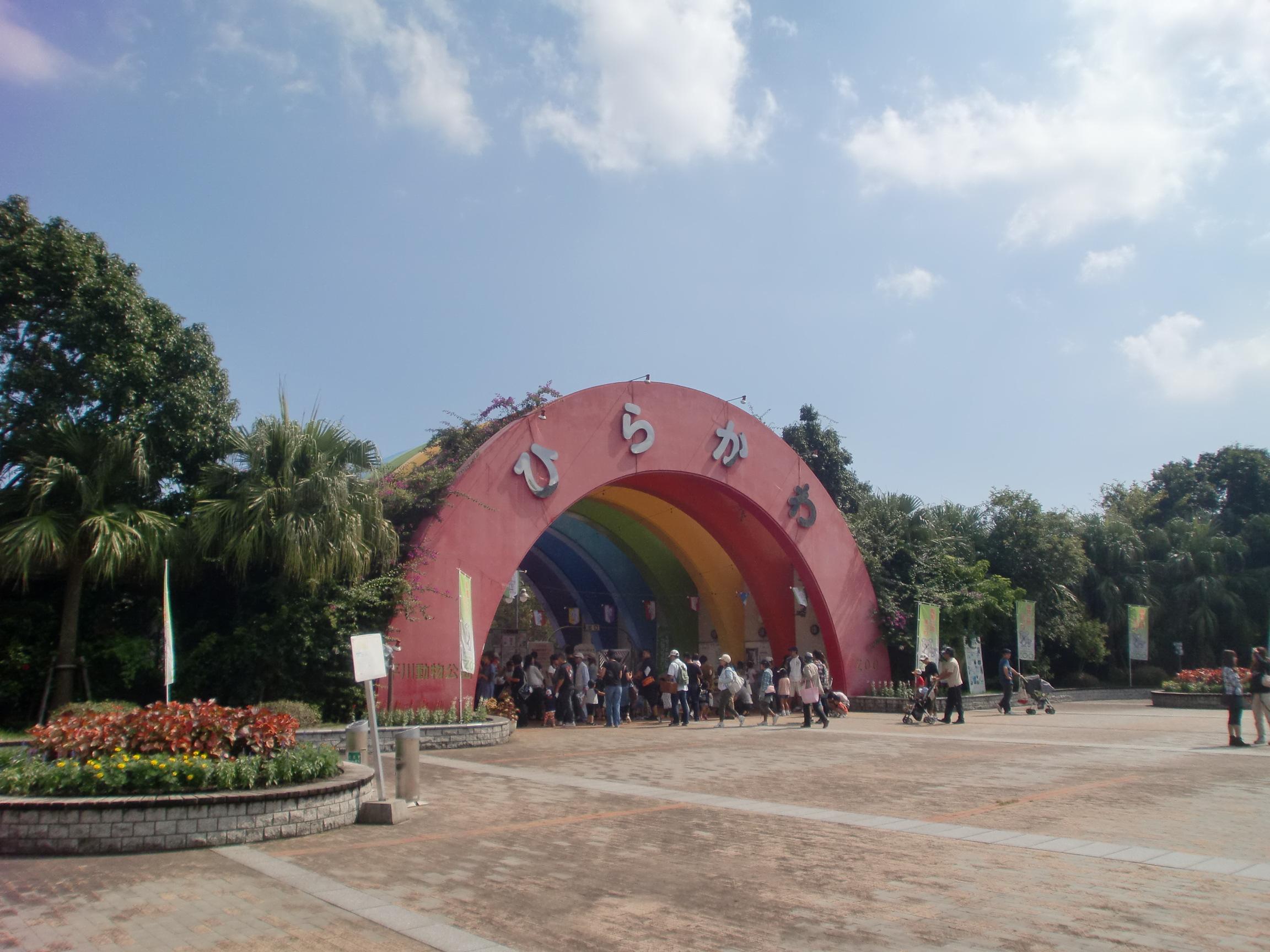
鹿児島市平川動物公園

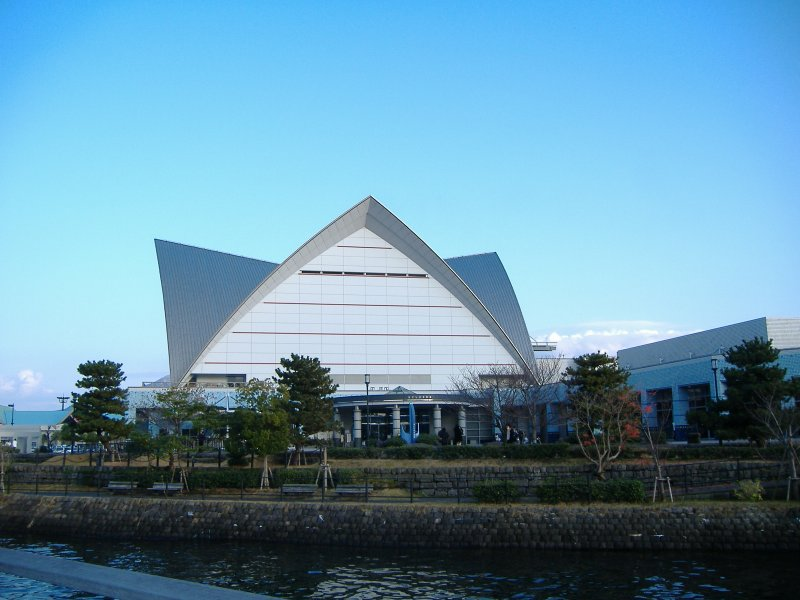
いおワールドかごしま水族館

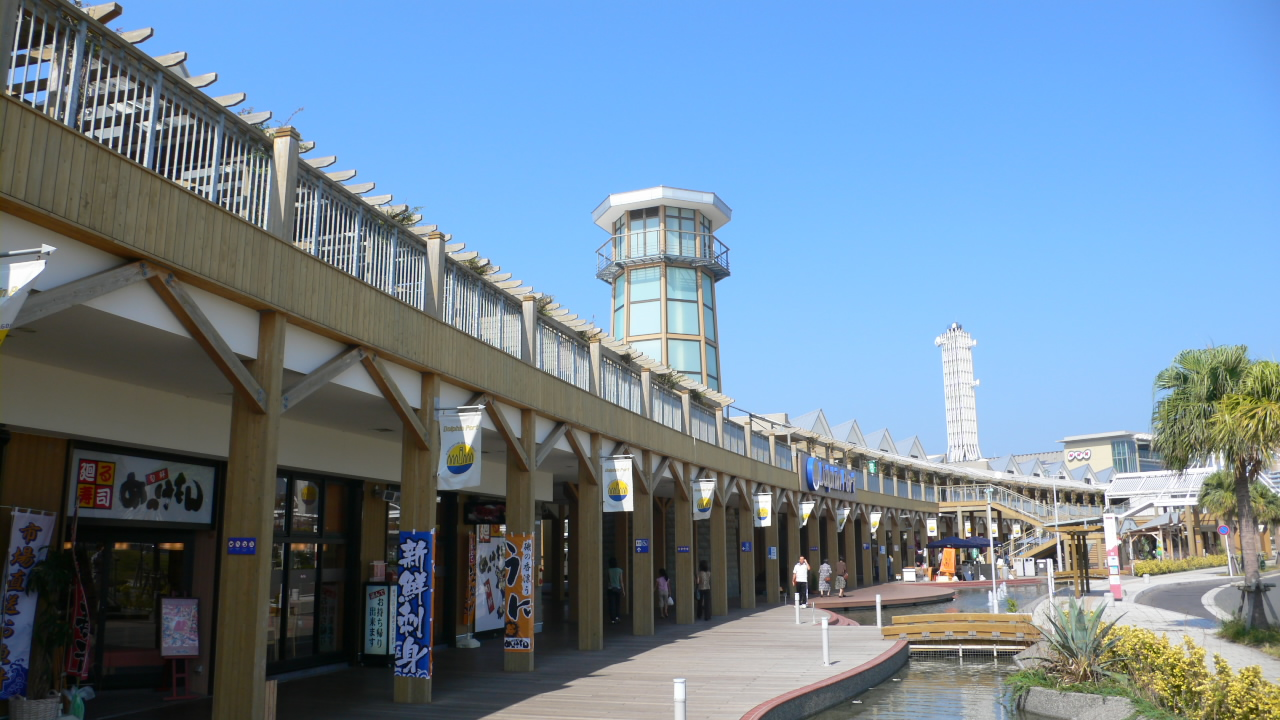
ドルフィンポート

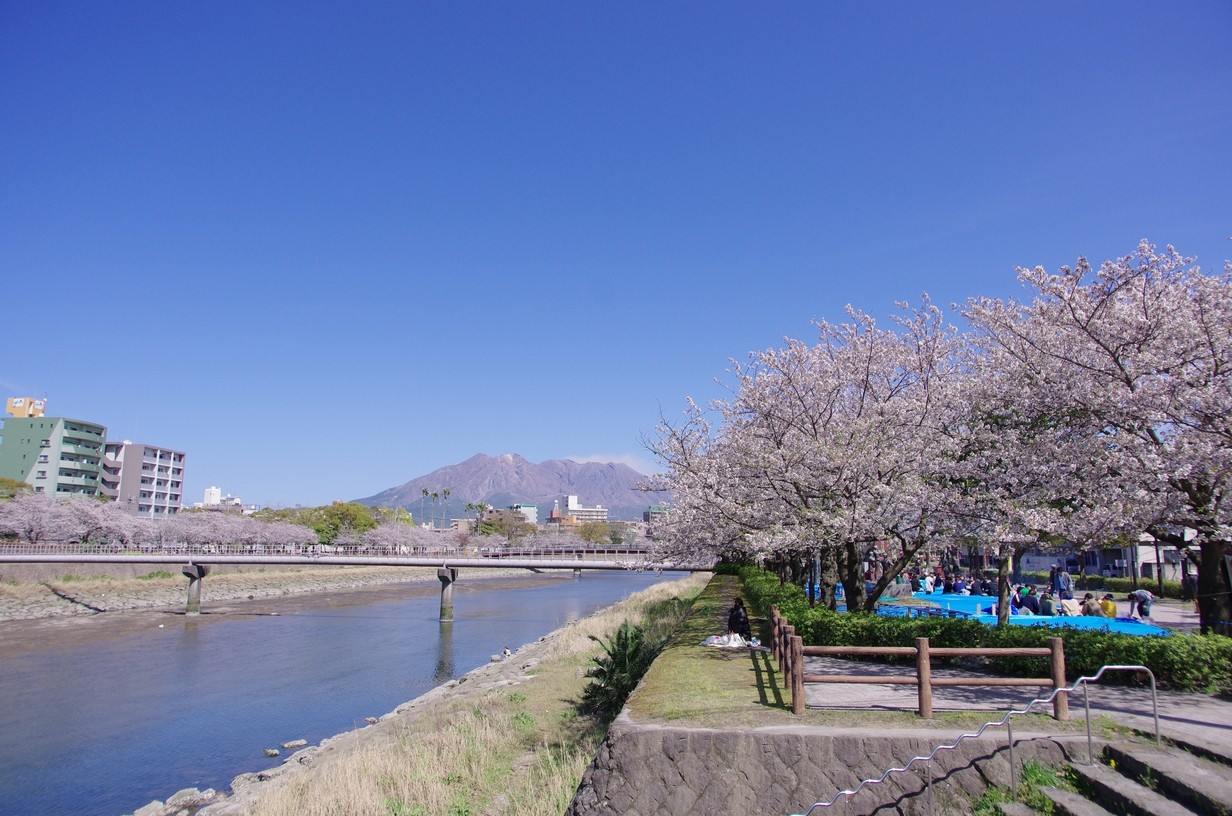
市内を流れる甲突川

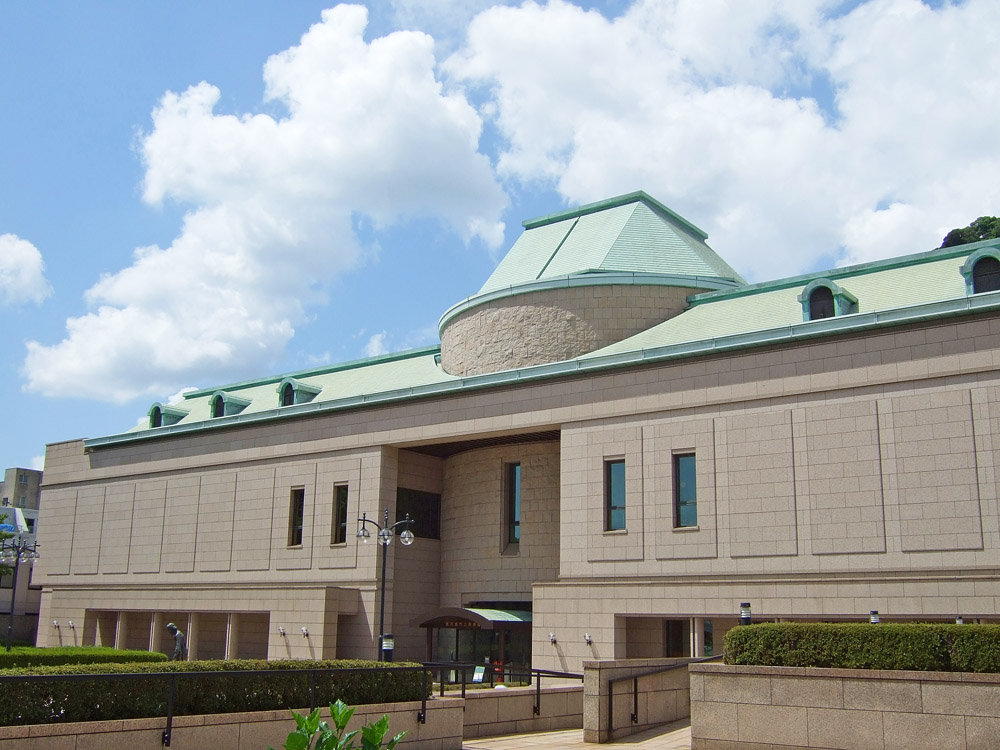
鹿児島市立美術館

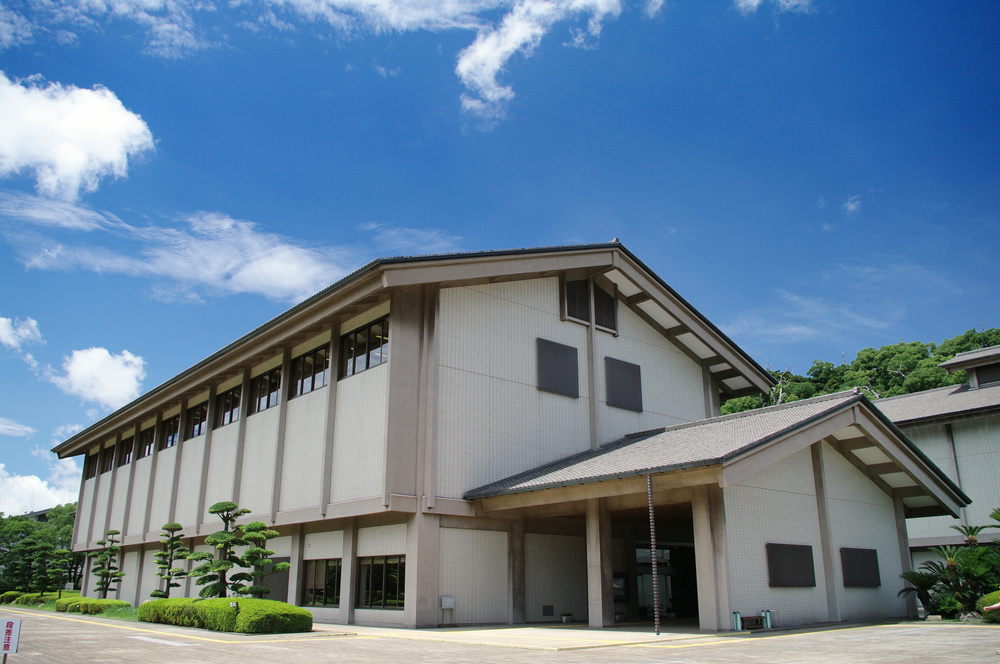
鹿児島県歴史資料センター黎明館

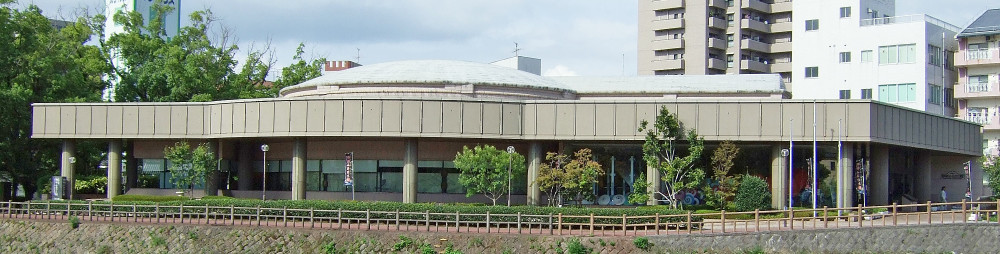
維新ふるさと館

桜島
24時間運航の桜島フェリーで行き来できる。以前は大正溶岩の跡と展望台ぐらいしかスポットが無かったが、近年は桜島港の横の「桜島レインボービーチ（人工海岸）」や「恐竜公園」ができた。また2006年3月には赤水採石場跡地（長渕桜島コンサート跡地）に『叫びの肖像』も完成、長渕剛のファンを含め、音楽を愛する若者達の来訪も増えている。国立公園内のため周辺の景観に配慮した桜島限定の溶岩色をしたローソンやファミリーマートもあり、観光に訪れた人たちがよく写真に納める姿が見られる。
磯海岸
鹿児島市内で唯一の天然の海岸。海と山に囲まれ潮騒や汽笛が聞こえる。夏季は海水浴客、それ以外はウインドサーフィンで賑わう。季節の風物としては「桜島遠泳」のゴール地点になっており、冬場は武道の寒稽古の場などにも利用されている。
平川動物公園
前身の鴨池動物園は1916年に開園。1973年に鹿児島市平川町に移転した。コアラの家族数は日本一で、何度も出産に成功している。また園内で栽培されているユーカリの木は飼育の餌として利用されている。
いおワールドかごしま水族館
鹿児島本港北埠頭にある、港のシンボル的な建築物。建物は豪州・シドニーのオペラハウスをイメージしたといわれている。テーマは黒潮の恵みを受けた鹿児島周辺の近海魚。ジンベイザメの飼育には実績がある。
ドルフィンポート（現存せず）
本港新町。2005年4月オープン、2020年閉業。総木造二階建で日本唯一の第一種大型商業施設。現在は更地になっており、近隣の緑地でピクニックをする家族も多く見受けられる。
NHK鹿児島放送局
鹿児島港の新放送会館の階上には展望ロビーが設置されている。アンテナタワーは薩摩切子をイメージしている。
鹿児島港
港町でもある鹿児島のランドマーク。特に本港区は1990年代後半に再開発により整備された。
海づり公園
鴨池新町にある。釣堀感覚の海つりが楽しめる。
鹿児島市立美術館
山下町の国道10号沿いの西郷銅像並びにある。黒田清輝などの郷土出身の画家の常設展示以外に二科展などの会場にもなる。
アミュプラザ鹿児島
本館とプレミアム館、AMUWEからなるJR鹿児島中央駅ビルの複合商業施設。店舗数は251店舗。シネコンや観覧車「アミュラン」などがある。
天文館むじゃき
天文館G3アーケード内の本店は名物のフルーツ入りかき氷である元祖しろくま発祥の店。
鹿児島市電と芝生軌道
新型車両から古い車両まで色や形、役割が多種多様である。2006年以降、軌道敷を芝生で緑化する作業が行われている。
黎明館
鹿児島城の本丸跡地に在る。古代から現代までの鹿児島県の自然や歴史の流れや文化風俗に到るまで分かりやすく展示している。
甲突川岸
平田橋から天保山大橋まで川岸は緑地帯になっており、西郷隆盛や大久保利通など数多くの明治維新の立役者の生家が集中するエリア。
維新ふるさと館
鹿児島中央駅から徒歩圏の甲突川岸にあり、郷土から出た明治維新の立役者の業績や生涯などを中心とした博物館である。
マングローブの林
指宿枕崎線・生見駅で下車。地元民もあまり知らないので、事前に位置を確認した上で訪れるた方が良い（詳細は鹿児島湾を参照）。
かごしま環境未来館
県民・市民への環境保全活動のPRを図る公共施設。

### 歴史的・学術的建造物

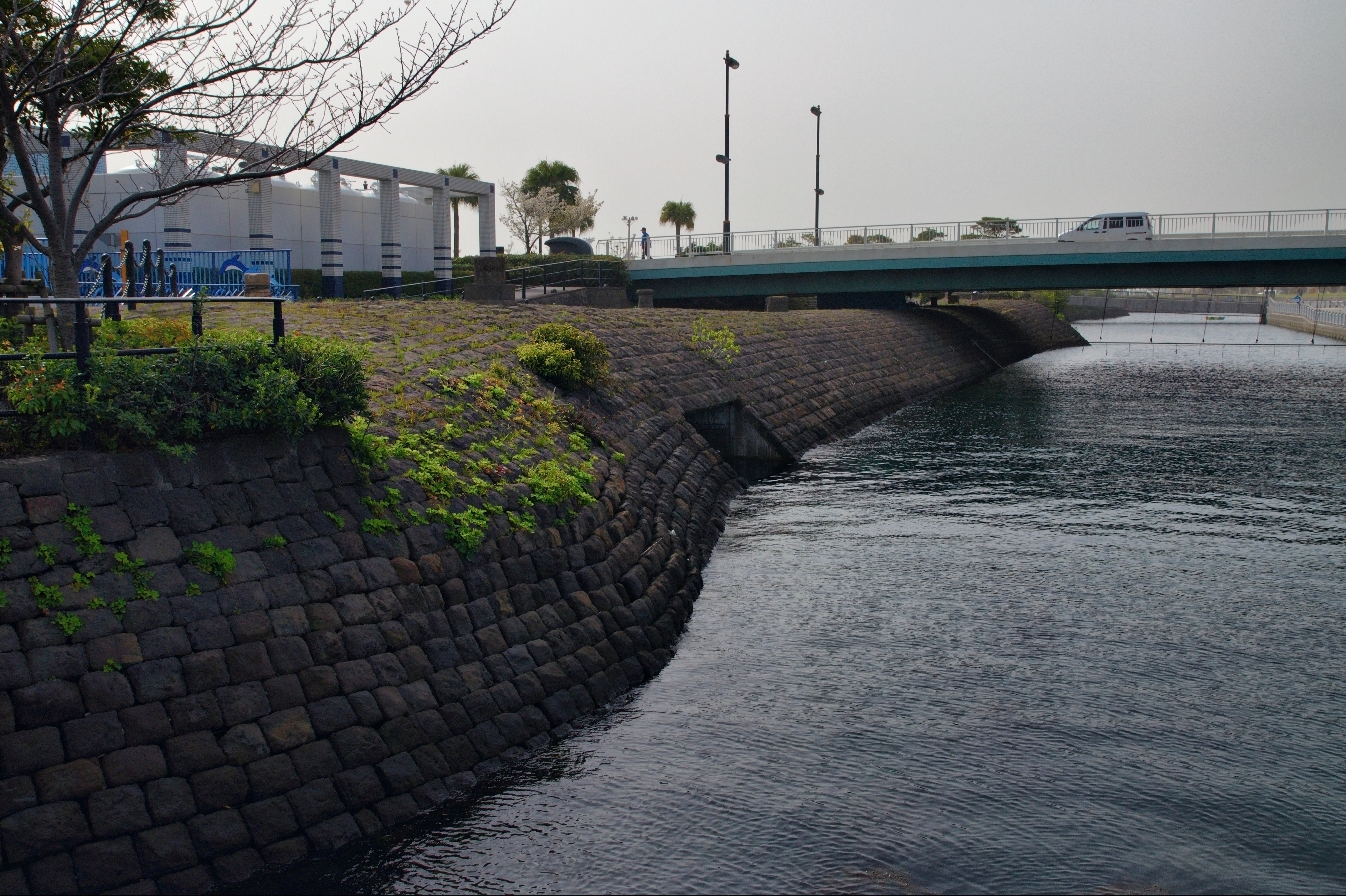
新波止場砲台跡

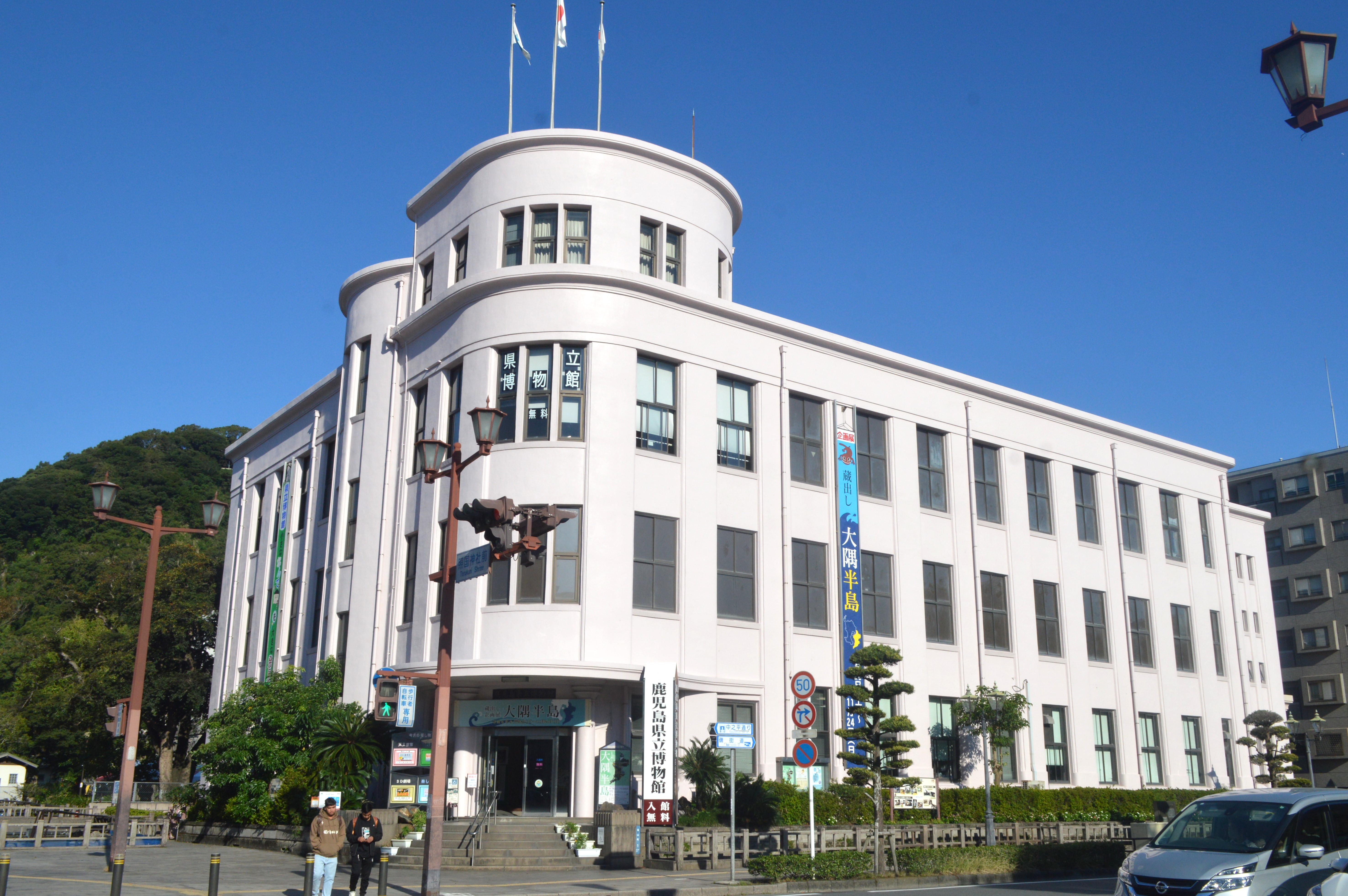
鹿児島県立博物館

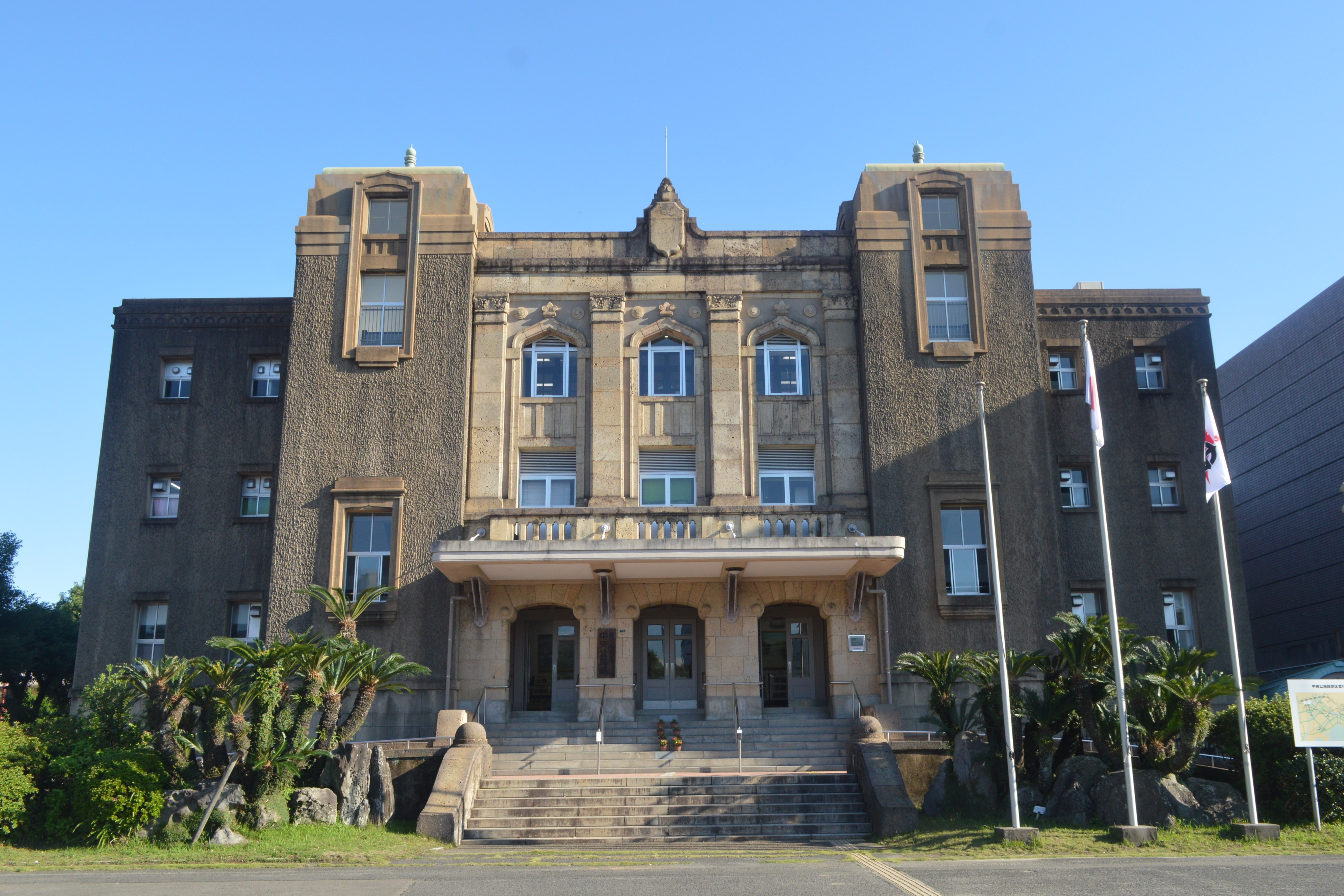
鹿児島市中央公民館

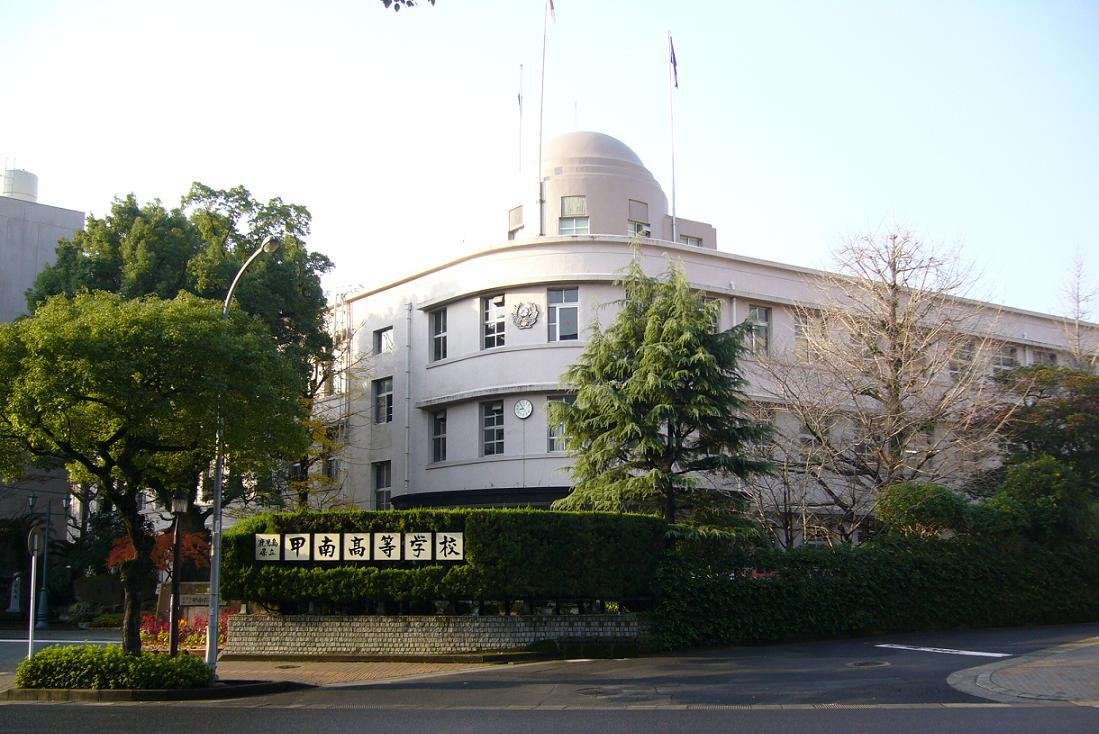
鹿児島県立甲南高等学校（国の登録有形文化財）

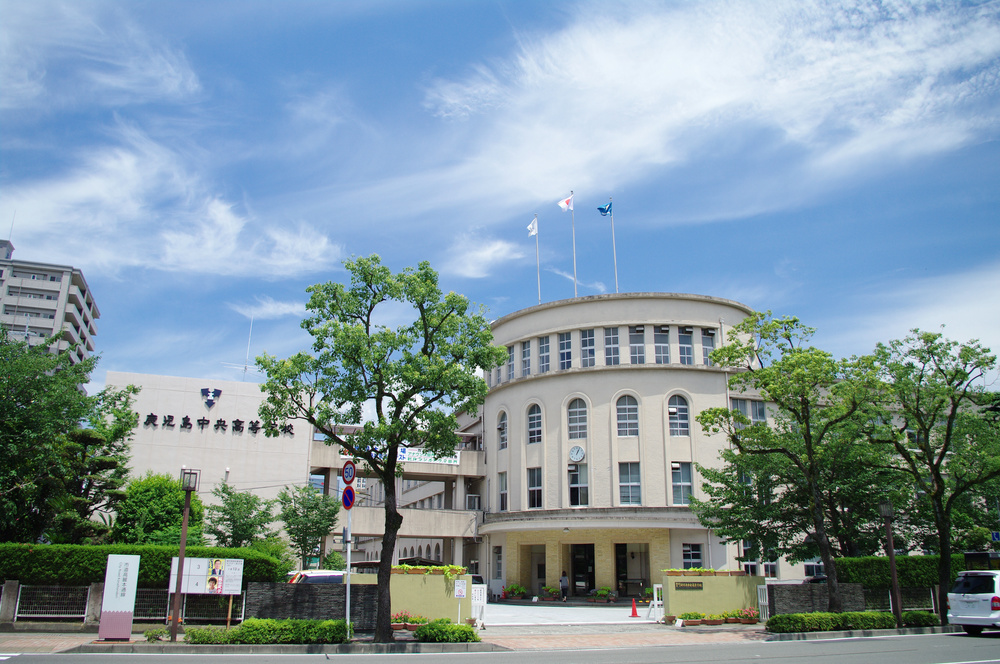
鹿児島県立鹿児島中央高等学校（国の登録有形文化財）

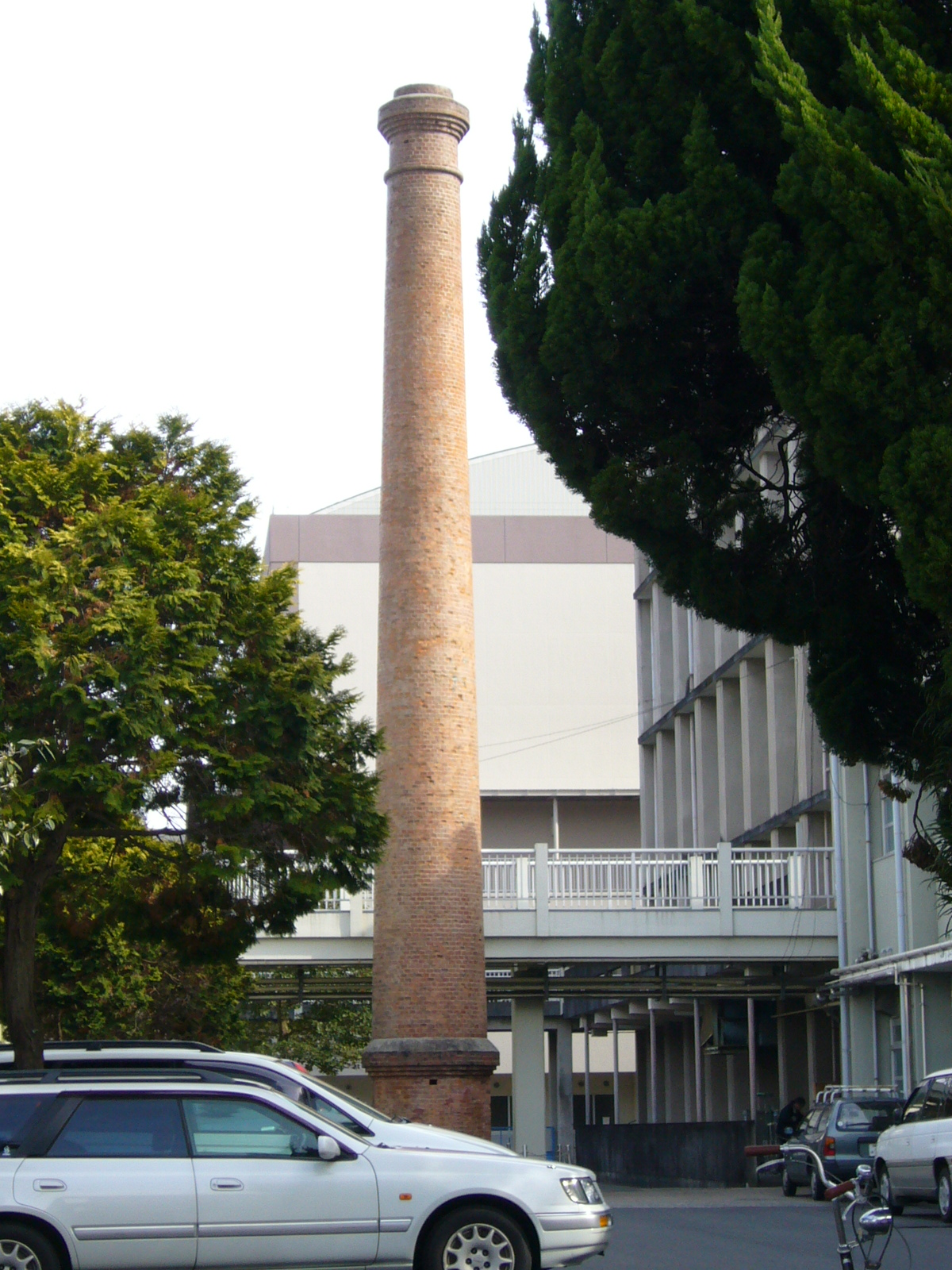
鹿児島工業高等学校の大煙突

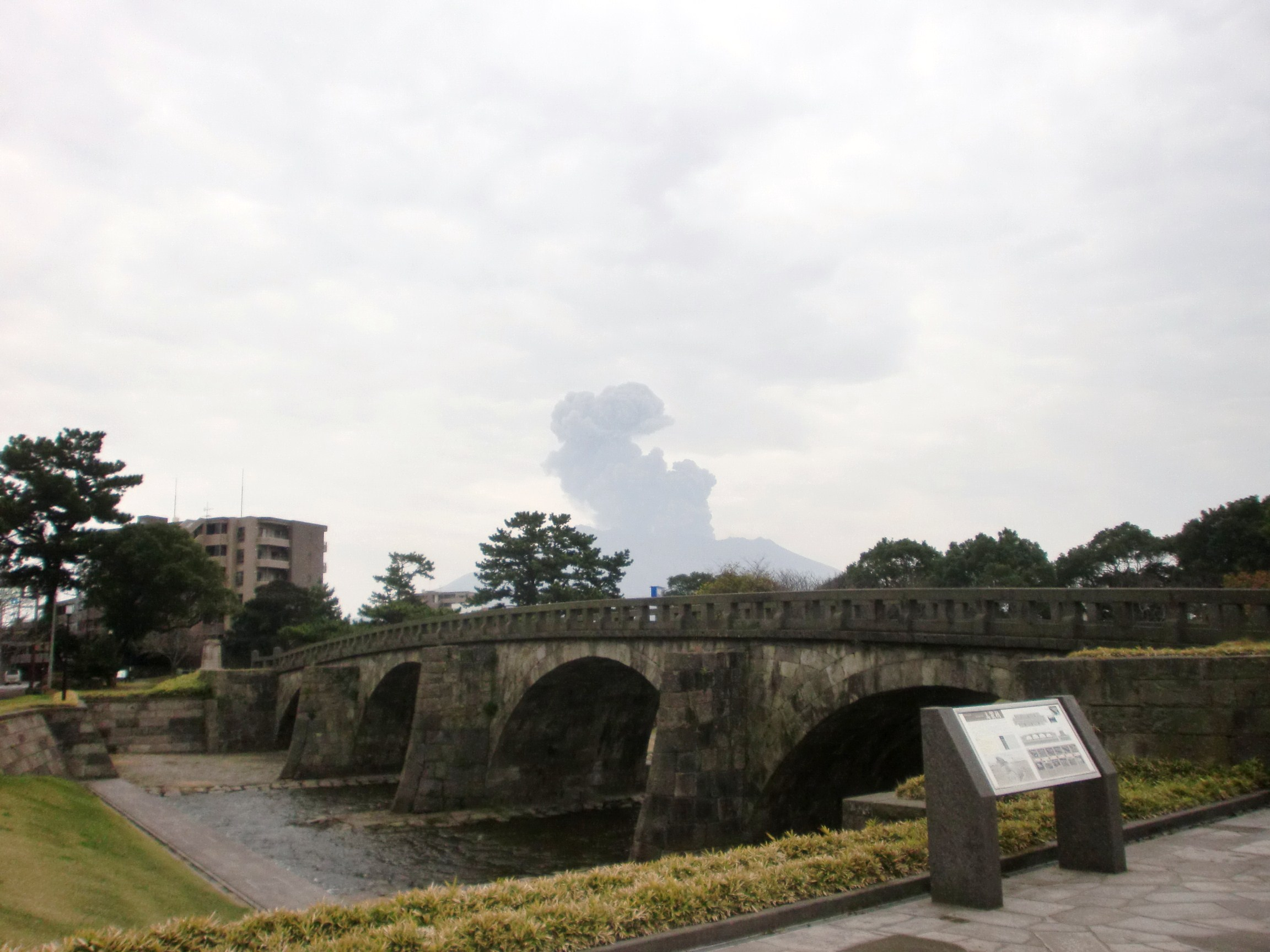
石橋記念公園

山形屋鹿児島本店
大正時代に竣工した鉄筋コンクリート造りの近代的百貨店。
重富荘
清水町。個人所有だが、元は島津家の別邸の一つであった。庭園は鹿児島湾、桜島を借景としている。明治維新後は華族となった島津家の資産の一つであったが、戦後はお狩場焼きで有名な料理旅館「重富荘」として県内外に知られ、著名人の会食の場にも度々活用されてきた。
祇園之洲
祇園之洲町。薩英戦争時の砲台設置の為に埋立てられた台場。
石橋記念公園
浜町。甲突川にかつて架かっていた五石橋のうち、西田橋を含めた3つが移設保存されている。
新波止
薩摩藩政時代の末期に築造された石組造の防波堤、桜島フェリーターミナル近くの路上に一部現存する。
鹿児島港の倉庫群
本港区北埠頭の背後地域に多くみられる。20世紀初頭の1906年-1925年ごろにかけて造られた灰色の花崗岩の石組造でこのような様式は鹿児島以外ではあまりみられない、現在は店舗などに活用されるが、うち一部は現役として活躍中。
豊産業本社屋
泉町の本港区北埠頭近くの海運問屋の社屋で現在でも実際に社屋として使用されている。大正時代末から昭和初年で寄棟の瓦屋根に石目の化粧が施されたコンクリート折衷の建築物。
考古資料館
照国神社近く、19世紀末（1883年）建造の建築史学的にも貴重な建物。2008年1月現在、建物内部に入ることは出来ない。
鹿児島銀行別館
山形屋の真向かいにある現在の本店の裏側にある。鉄筋コンクリート造、昭和初年の1918年に竣工。現在では解体されている。
南日本銀行本店
山下町の電車通沿い、1935年（昭和10年）竣工の鹿児島県内初の近代的な鉄筋コンクリートオフィスビルであるが、国の登録有形文化財に登録されている。外観デザインは当時流行した曲線と流線型が全体的に多用されている。上層階の一部が後年増築されている。
鹿児島市役所本館
昭和初期の1937年竣工の鉄筋コンクリート建築で、設計監理は国会議事堂を担当した大蔵省営繕管財局工務部。建築様式は、日比谷公会堂、陸上自衛隊市ヶ谷講堂（現存せず）、東京大学安田講堂などと共通点が多い。特徴は建物の背部（山側）にまで丁寧な化粧仕上げが前面同様に施されていることである。
照国神社の大鳥居
昭和時代初頭の建築。当時としては珍しい鉄筋コンクリート造り。
県立博物館
照国神社近く、1927年（昭和2年）に九州で初めて鉄筋コンクリート造の中央図書館として建てられた。流線型の外観とコンクリート内壁に施されたスタッコ仕上げの紋様が特徴的である。
県政記念館
長田町の旧鹿児島県庁跡地、県民交流センターの入口付近に建つ。明治時代末に建築された旧鹿児島県庁本館の一部を移築保存した建物。
中央公民館
山下町の西郷銅像の近く。竣工当時は鹿児島市公会堂だった。設計者は明治時代の建築家辰野金吾で、1927年に建築された。現在でも現役のホールとして活躍中。
県教育会館
山下町の中央公園（通称テンパーク）の一角に建つ。昭和初頭の鉄筋コンクリートの建造物で建築デザインや内装仕上げは修作といわれている。
鹿児島県立甲南高等学校校舎
鹿児島中央駅近く、鉄筋コンクリート造。当時流行した流線型を多用している。現在も内装を改修して使われている。2007年7月に国の登録有形文化財に登録された。
鹿児島県立鹿児島中央高等学校校舎
市電加治屋町停留場近く、旧制鹿児島一高女校舎として甲南高校校舎と同時代に竣工。アーチ式の開口部を多用している。甲南高校と共に2007年7月に国の登録有形文化財に登録された。
鹿児島県立鹿児島工業高等学校の「大煙突」
鹿児島市草牟田町の同校敷地内にある。1920年に竣工された煙突部分と台座部分はいずれも耐火煉瓦詰。
日本ガス本社
1931年竣工の鉄筋コンクリート造。鹿児島中央駅前のナポリ通り沿いにある鹿児島の都市ガス供給者の本社社屋。
信号塔
高見馬場交差点の一角に建鉄筋コンクリート造りの見張り台は鹿児島市電専用の手動式信号所で昭和20年代につくられた。レールのポイント切替等も手動で可能。完成後、およそ10数年程は人が配置されていたようだ。現在は非常用設備。
西郷屋敷
磯海岸の近くにある。西郷隆盛が狩りの際に使用したと伝えられる藁葺屋根の木造日本家屋。中に入る事は出来ないが幕末から明治時代にかけての南九州の平均的な民家の特徴がよく出ており、建築に加えて民俗学的資料としても評価に値する。
鹿児島ザビエル教会
東千石町。歴史的建造物には該当しないがカトリック教会には珍しくコンクリート打ちっぱなしの現代建築の様式をとっている。1999年に新築された。

### グルメスポット
天文館
南九州最大の繁華街、歓楽街。歓楽街の色合いの強い「文化通り」、山之口町の界隈のほか、東千石町の「七味小路」や「グルメ通り」には、薩摩の伝統料理の老舗などの名店が軒を連ねる。
アーケード内にもむじゃきやうなぎの末吉などの有名店が存在する。
『鹿児島味の小径』
鹿児島中央駅のアミュプラザ鹿児島の地下1階にある郷土の名物料理を中心にした飲食街。鹿児島ラーメンや元祖氷白熊などが味わえる。
山形屋の大食堂
最上階の七階にあり桜島を窓越しに眺めながら食事できる。夏季の夜は臨時で涼しいビアホール営業している。
名山堀飲食街
市役所近くの下町の長屋風の懐かしい飲み屋街。
騎射場
鹿児島大学近くの飲食街。
朝市
南国の新鮮食材が一堂に揃い市場内の食堂や露天では格安で美味しいB級の郷土料理が味わえる。鹿児島中央駅前の西駅朝市と鹿児島港の北埠頭、鹿児島駅近くの小川町の滑川朝市がある。
じゃんぼ餅屋
仙巌園内の茶店や国道10号磯街道沿いにある。

### 温泉スポット
古里温泉
古里町。桜島に在り、1779年の安永大噴火で湧出。
公衆浴場
市内の各所に点在する観光向きではないが疲れを癒す手軽なスポット。ほぼすべて温泉が引かれており入湯料は格安である。詳細を鹿児島中央駅の観光案内所で案内している。

### 展望・ドライブ・散策スポット

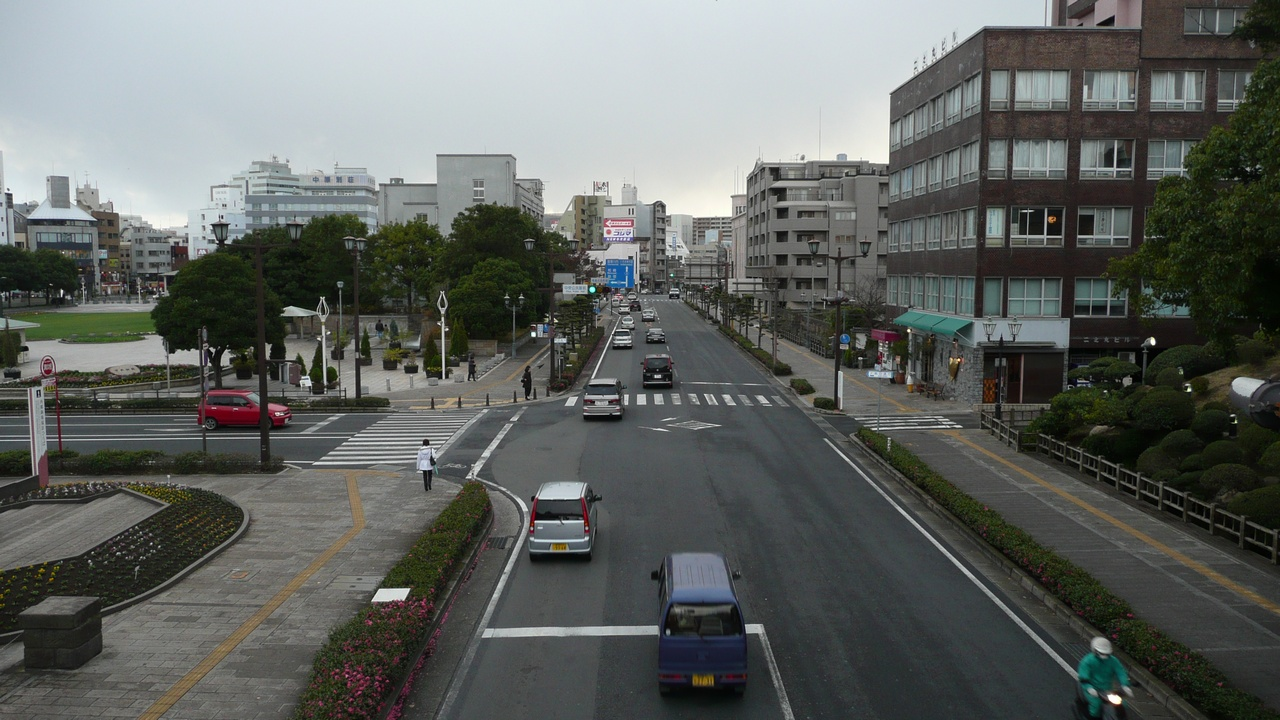
歴史と文化の道（国道10号）

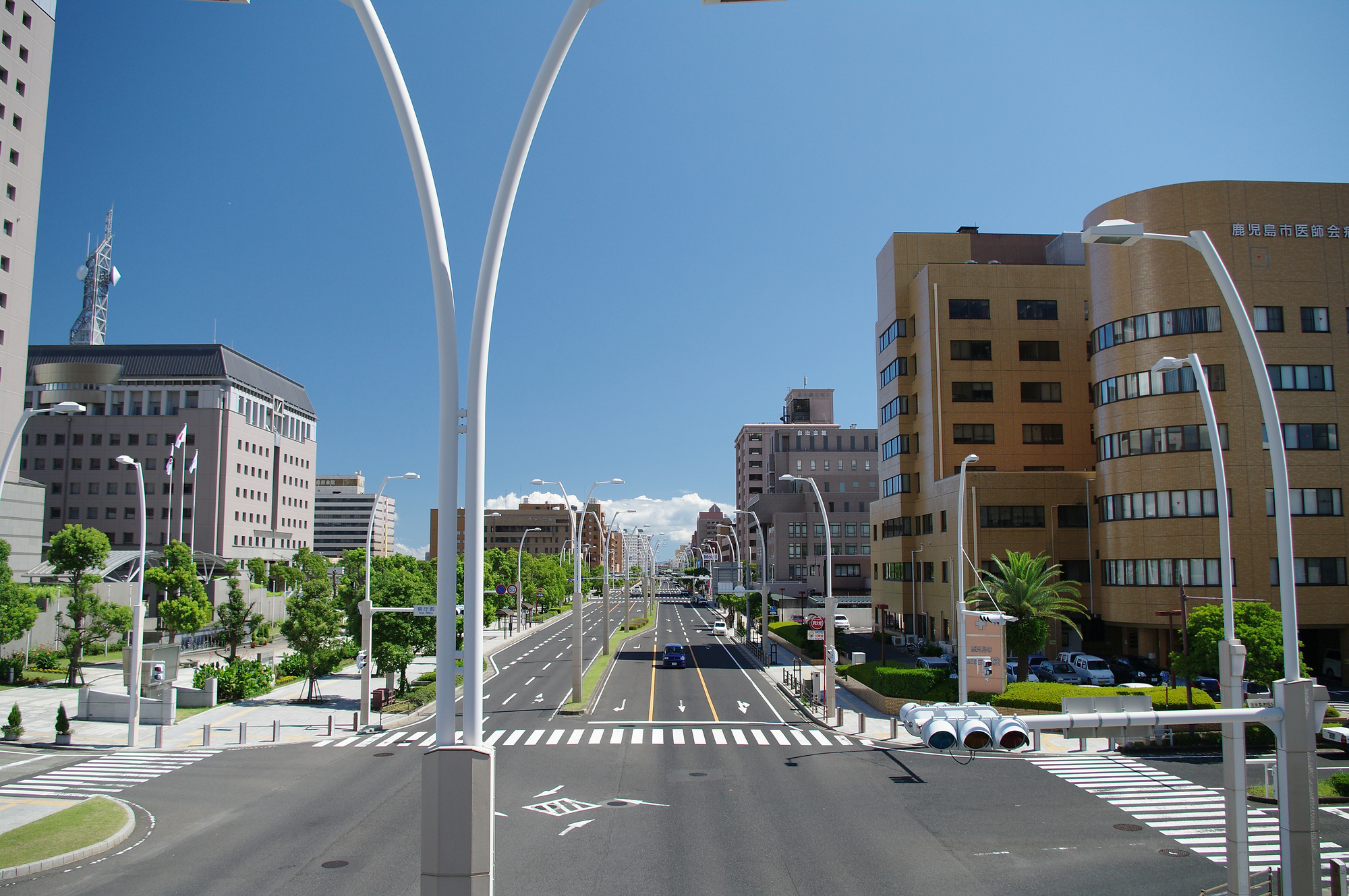
鴨池新町付近

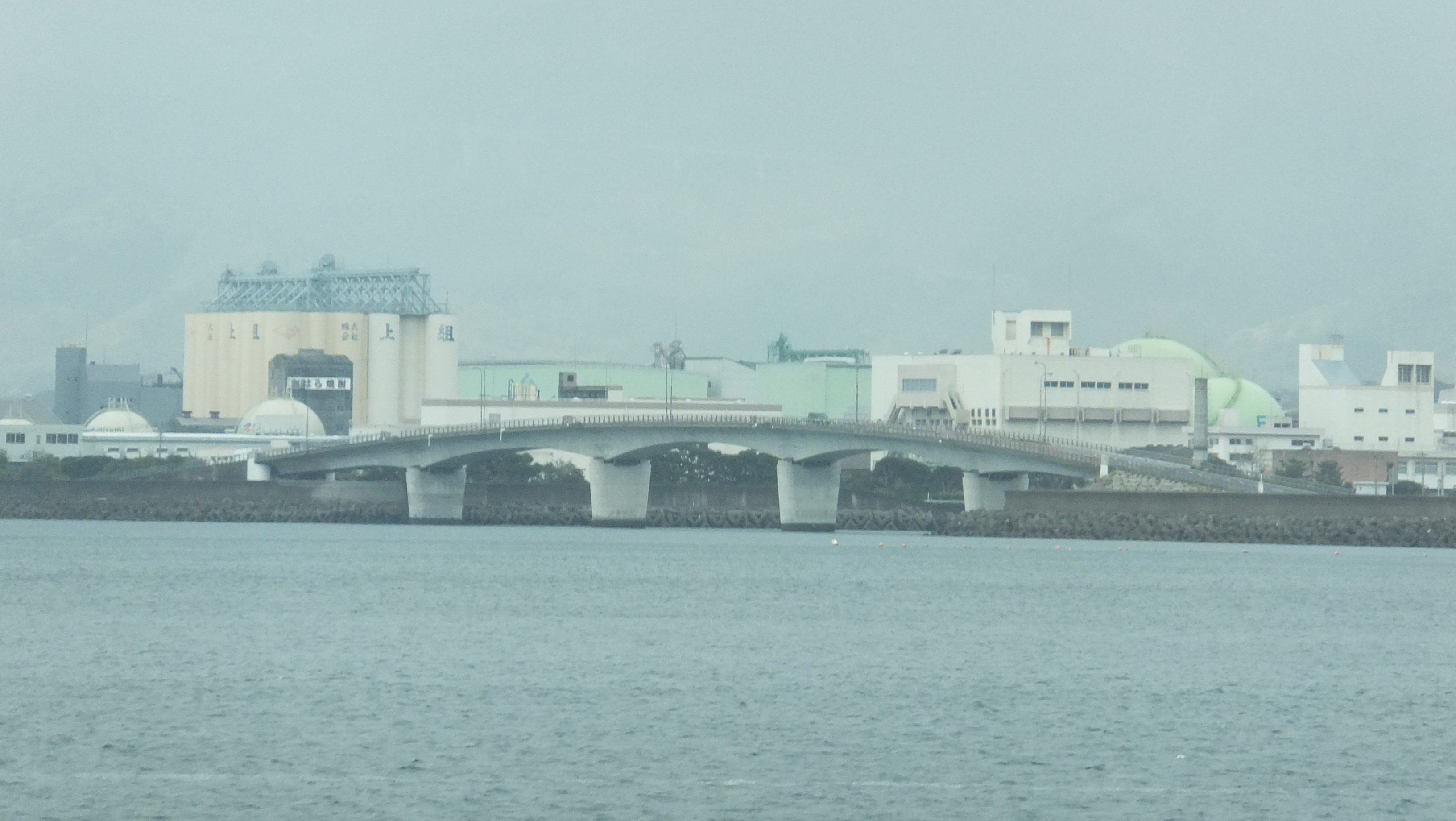
谷山臨海大橋

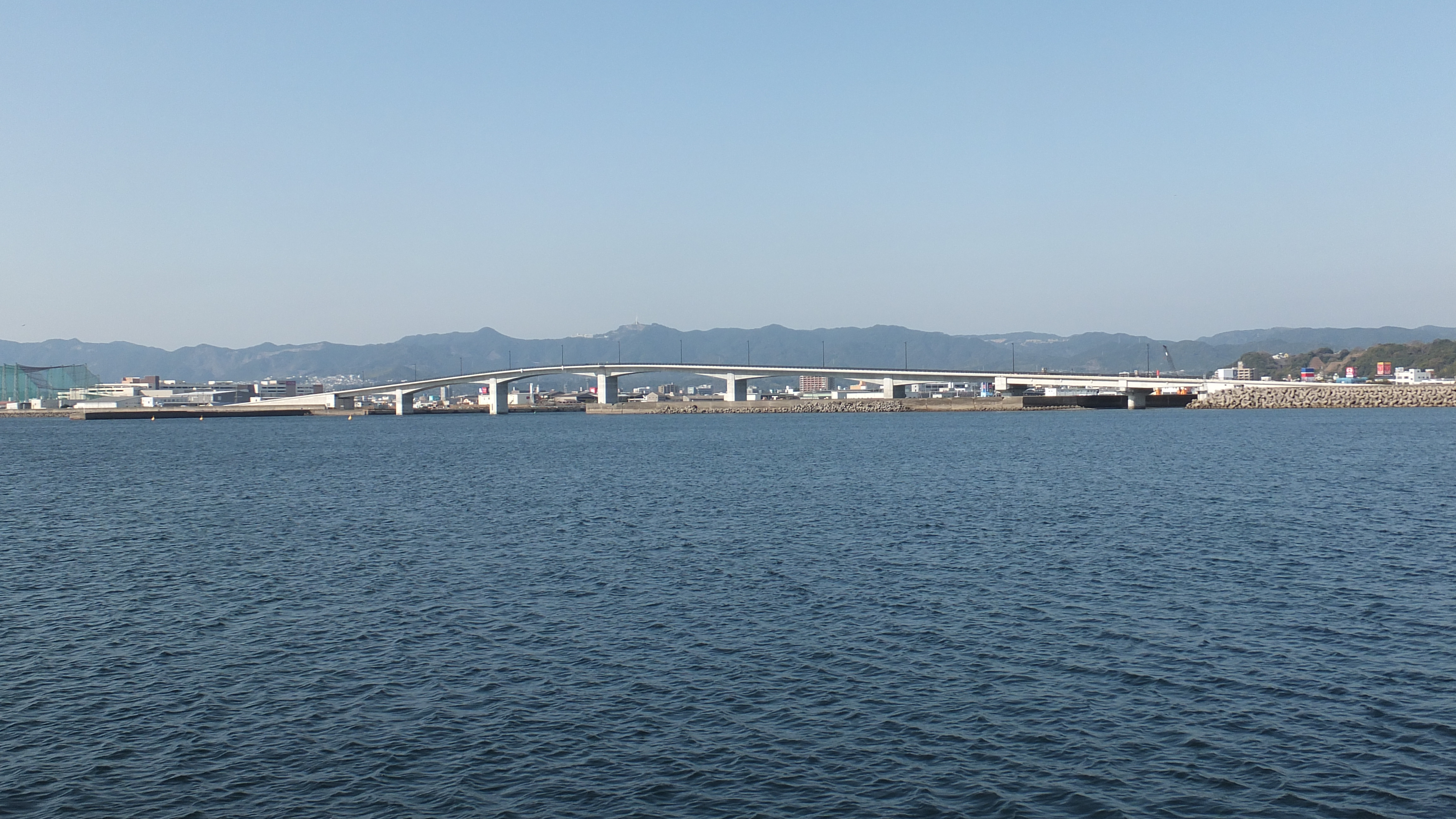
黎明みなと大橋

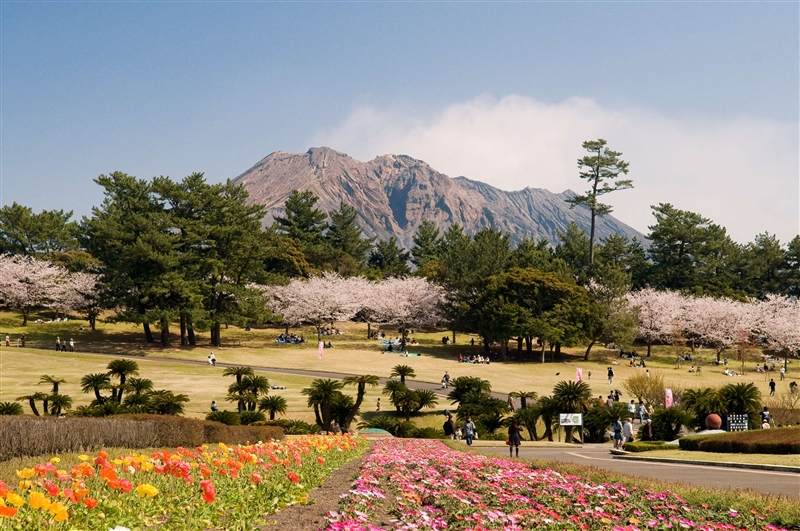
県立吉野公園

城山公園
城山町。鹿児島市で定番の展望台。

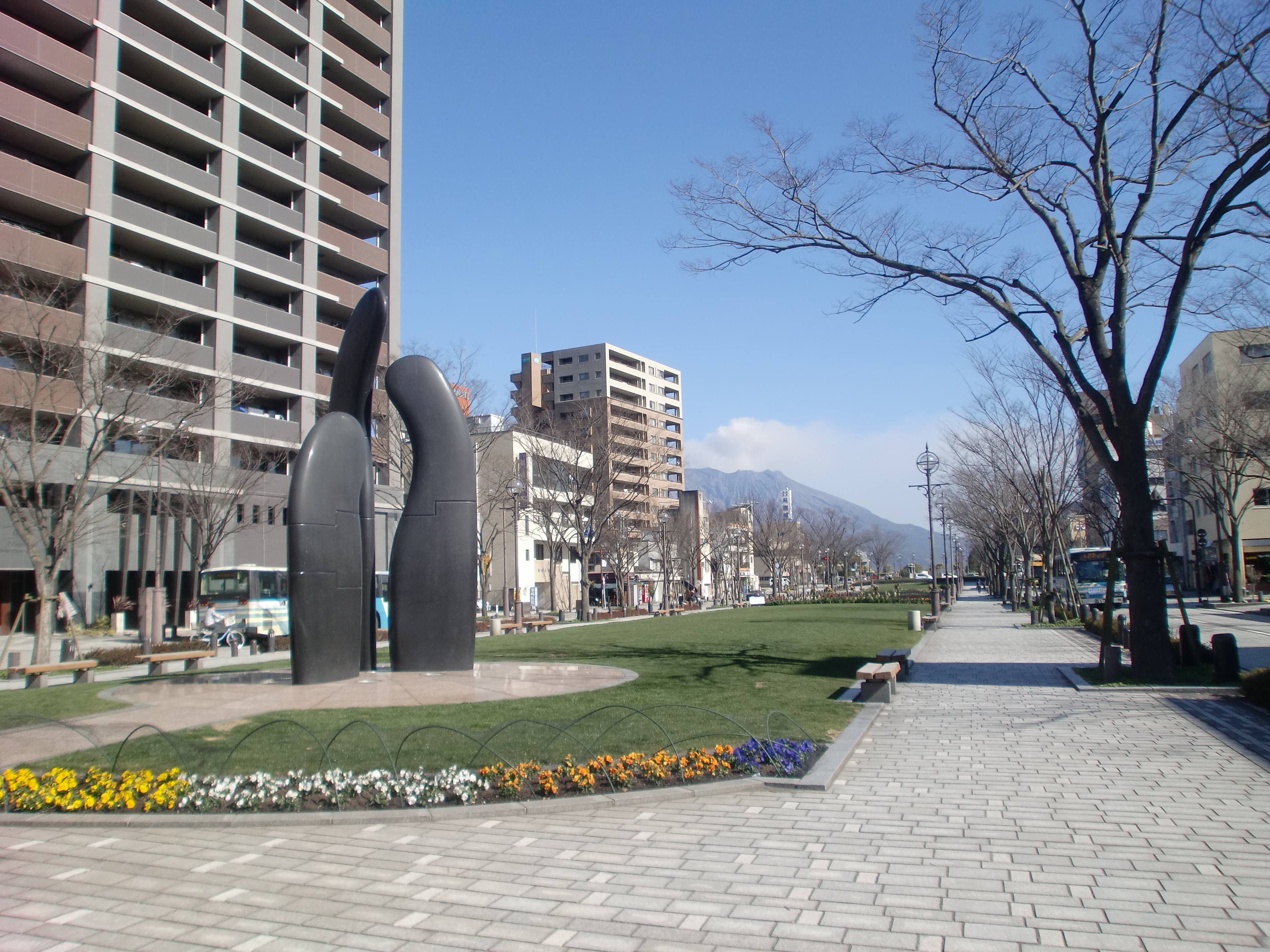
みなと大通り公園
鹿児島市役所前から鹿児島港まで大通りの中央のグリーンベルトは散策路のようになっており、ムーアの抽象彫刻がランドマークになっている。日本の道100選などに選定されている。
多賀山公園
清水町。鹿児島駅裏手の山で頂上からの眺めがよい。東郷平八郎元帥の銅像がある。
長島美術館
武三丁目。鹿児島中央駅の西口より車で5分。美術館の庭園からは市街地を見下ろせる。
鹿児島県庁の展望台
鴨池新町。桜島・鹿児島湾・大隅半島が一望できる。冬場の快晴で空気が澄んでいる日には遠く霧島山系や開聞岳も望める。
アミュラン
中央町のJR鹿児島中央駅駅ビル・アミュプラザ鹿児島の屋上に設置されている大観覧車。一周は約15分で頂上付近の高さはおよそ90m。全てが透明なゴンドラが2基ある。
唐湊墓地
隠れた展望スポット。高層ビルが林立する鴨池新町方面を中心とした景色が愉しめる。
歴史と文化の道
鹿児島城前から照国神社の大鳥居前までの歩道の愛称。こぢんまりとしているが、沿道には西郷銅像、市立美術館、黎明館などの観光スポットと鉄筋造りの歴史的建築物が多い。歩道は石畳で舗装されガス灯が等間隔で設置されている。また市立美術館から鹿児島県立図書館までの歩道脇には小さな堀端風の用水池がつくられ多くの錦鯉が放流されており、黎明館横の鹿児島城跡の堀には多くの蓮が自生している。
ナポリ通り・パース通り・工学部前通り
街路樹が並ぶ、中心市街地を代表する大通り。
天保山シーサイドブリッジ
天保山町。市街地や桜島を展望できる。
与次郎・鴨池新町
沿道のヤシの木や幅広い道路。
谷山臨港大橋
東開町。鹿児島湾と城山を背景に市街地中心部が望める。
木材港の埠頭
東開町。夜になると釣り人達が車で集まるポイントでもある。
国道226号
指宿温泉へ向う幹線道路で、ヤシの木の街路樹がある。迂回路がないため週末や朝夕や雨天時には渋滞が発生する。
八重山公園
郡山町。薩摩川内市との境である入来峠の頂上付近にあるキャンプ場。かなり標高が高く天上から遠い市街地を展望できる。市内を流れる甲突川の水源にも近い。
県立吉野公園
吉野町。緑地帯と桜島の眺めが特徴。春には花見客でにぎわう。
牟礼ヶ岡ウインドファーム
市北部の丘陵地帯に建つ、市街地に近いウインドファームである。

### 祭事
- 錦江湾公園花まつり
- 春の動物公園まつり
- 春の木市
- 錦江湾横断遠泳大会

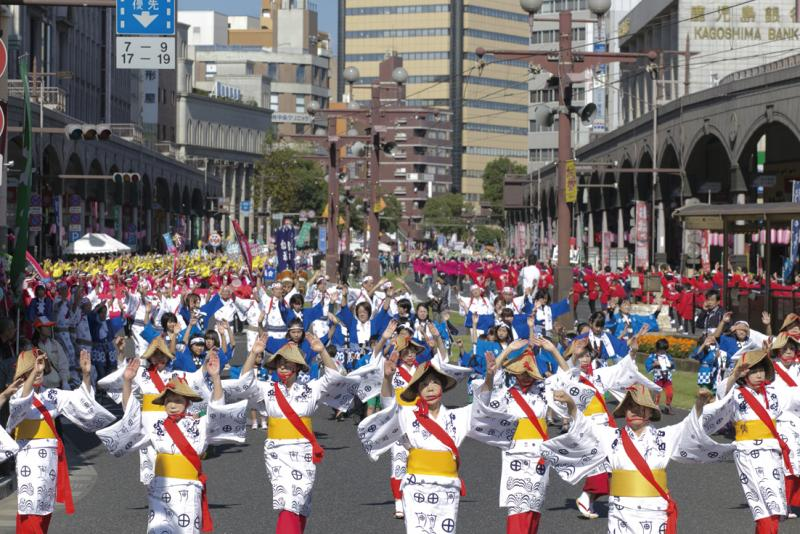
おはら祭

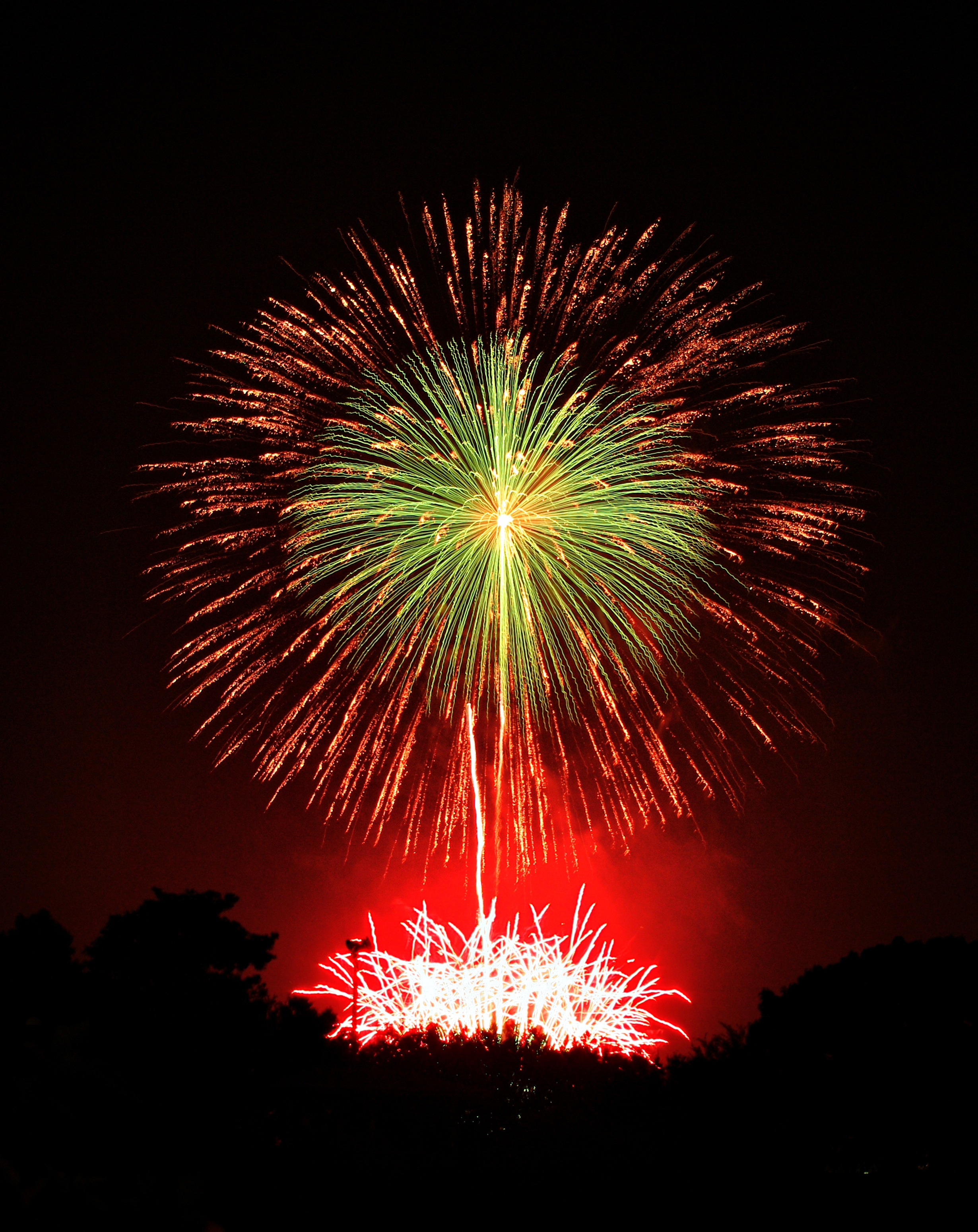
かごしま錦江湾サマーナイト大花火大会

- かごしま錦江湾サマーナイト大花火大会（8月下旬）
- 曽我どんの傘焼き
- 六月灯
- 鹿児島カップ火山めぐりヨットレース
- MBC夏まつり（8月上旬）
- ウォーターフロントフェスティバル
- おぎおんさあ・かごしま夏まつり
- おはら祭（11月3日）
- 妙円寺詣り
- 薩摩焼フェスタ
- 秋の木市
- 菊まつり
- KKBこども博（3月下旬）

### 宿泊施設
- SHIROYAMA HOTEL kagoshima
- シェラトン鹿児島
- 鹿児島サンロイヤルホテル
- ダイワロイネットホテル鹿児島天文館 PREMIER
- アートホテル鹿児島
- ソラリア西鉄ホテル鹿児島
- リッチモンドホテル鹿児島金生町[注釈 1]

### デートスポット（オシャレスポット）
- SHIROYAMA HOTEL kagoshimaの庭園にある南京錠。
- アミュプラザ鹿児島の6階。
- アミュラン（観覧車）
- キラメキテラス
- センテラス天文館の6階のセンテラスガーデン。

## 著名な出身者
（※ 太字は故人）

### 近現代以前の人物
- ゴンザとソウザ（1738年に世界で初めての露日辞典を編纂）
- 広大院（江戸幕府11代将軍・徳川家斉御台所）
- 天璋院（江戸幕府13代将軍・徳川家定御台所）
- 島津久光（薩摩藩国父、左大臣）
- 平田靱負（薩摩藩家老）
- 調所広郷（薩摩藩家老）
- 毛利正直（武士、華道家、大石兵六夢物語作者）
- 東郷実猗（武士）
- 東郷実武（武士）
- 西郷吉二郎（武士）
- 西郷小兵衛（武士）

### 近現代

#### 政治
- 西郷隆盛（維新の三傑の一人、参議）
- 大久保利通（維新の三傑の一人、初代内務卿）
- 内田政風（石川県令）
- 大迫貞清（元老院議官）
- 大山綱良（鹿児島県令）
- 伊地知貞馨（琉球駐在官）
- 岩下方平（麝香間祗候）
- 税所篤（宮中顧問官）
- 折田彦市（第三高等学校校長）
- 伊地知正治（左院議長）
- 吉井友実（宮内次官）
- 海江田信義（貴族院議員）
- 奈良原繁（沖縄県知事）
- 松方正義（第4代・第6代内閣総理大臣）
- 三島通庸（山形県令）
- 小松清廉（参与）
- 高崎五六（東京府知事）
- 高崎正風（枢密顧問官）
- 中井弘（京都府知事）
- 調所広丈（高知県知事）
- 黒田清隆（第2代内閣総理大臣）
- 時任為基（宮崎県知事）
- 吉田清成（農商務次官）
- 鮫島尚信（特命全権公使）
- 森有礼（初代文部大臣）
- 折田平内（錦鶏間祗候）
- 鮫島武之助（内閣書記官長）
- 野村政明（鹿児島新聞社社長）
- 牧野伸顕（内大臣）
- 伊集院彦吉（外務大臣）
- 大久保利武（大阪府知事）
- 山之内一次（鉄道大臣）
- 床次竹二郎（逓信大臣）
- 市来乙彦（大蔵大臣）
- 寺園勝志（鹿児島県知事）
- 迫水久常（郵政大臣）
- 宮崎茂一（科学技術庁長官）
- 小倉基（東京都渋谷区長）
- 加治屋義人（自由民主党参議院議員）
- 森博幸（鹿児島市長）
- 大田弘子（経済財政政策担当大臣）
- 築地憲治（宜蘭市長）
- 前川燿男（東京都練馬区長）
- 藤安辰次郎（貴族院多額納税者議員）
- 尾辻秀久（参議院議長）
- 大久保三代（衆議院議員）

#### 軍事
| - 野津鎮雄（東京鎮台司令長官） - 篠原国幹（近衛長官） - 村田新八（宮内大丞） - 種田政明（熊本鎮台司令長官） - 永山弥一郎（陸軍中佐） - 桐野利秋（陸軍裁判所所長） - 川路利良（警視庁創設者、初代大警視） - 永山武四郎（北海道庁長官） - 村田経芳（村田銃開発者） - 淵辺高照（北条県参事） - 野津道貫（陸軍元帥） - 池上四郎（陸軍少佐） - 大山巌（満州軍総司令官） - 黒木為楨（陸軍大将） - 高島鞆之助（陸軍大臣） - 大迫尚敏（第7師団長） - 山沢静吾（陸軍中将） - 西寛二郎（教育総監） - 別府晋介（近衛陸軍少佐） - 辺見十郎太（近衛陸軍大尉） - 川上操六（陸軍参謀総長） - 川村景明（軍事参議官） - 伊地知幸介（第11師団長） - 大迫尚道（第4師団長） - 西郷寅太郎（習志野俘虜収容所長） - 牛島満（第32軍司令官） | - 仁礼景範（海軍兵学校校長） - 川村純義（昭和天皇の養育主任） - 樺山資紀（初代台湾総督） - 伊集院兼寛（海軍少将） - 松村淳蔵（中艦隊司令官） - 西郷従道（海軍大臣） - 伊東祐亨（海軍軍令部長） - 井上良馨（軍事参議官） - 日高壮之丞（舞鶴鎮守府司令長官） - 東郷平八郎（連合艦隊司令長官） - 上村彦之丞（海軍大将） - 伊集院五郎（海軍元帥） - 山本権兵衛（第16代・第24代内閣総理大臣） - 片岡七郎（第1艦隊司令長官） - 山本英輔（初代海軍航空本部長） |

#### 経済
- 五代友厚（実業家）
- 川崎正蔵（川崎重工業創業者）
- 村橋久成（サッポロビール創業者）
- 有村国彦（第五銀行頭取）
- 三島彌太郎（日本銀行総裁）
- 長澤鼎（カリフォルニア州のブドウ王）
- 樺山愛輔（国際文化会館理事長）
- 山口武彦（アズビル創業者、日本酸素ホールディングス創業者、日本精工創業者）
- 有馬利男（元富士ゼロックス（現:富士フイルムビジネスイノベーション）社長）
- 稲盛和夫（京セラ創業者、KDDI創業者）
- 馬見塚健一（実業家、「スポGOMI」考案者、一般社団法人Social Sports Initiative 代表理事、株式会社brain プロデューサー）
- 俣木盾夫（元電通会長）
- 大倉浩治（三菱造船社長）
- 山口俊郎（元セブン-イレブン・ジャパン社長兼最高執行責任者）
- 吉留真（元大和証券キャピタル・マーケッツ社長）
- 宮之原明子（清友社長、ミエルカ 社長、プロデューサー）

#### 学術研究
- 畠山義成（開成学校校長）
- 高橋新吉（英学者・官僚・実業家・政治家）
- 今村明恒（地震学者）
- 丹下梅子（化学者）
- 田代安定（植物学者、民族学者、冒険家）
- 入矢義高（中国文学者・仏教学者）
- 有村章（医学・生理学者）
- 有馬晋作（行政学者）
- 川畑秀明（心理学者）
- 山口定（政治学者）
- 末吉竹二郎（国連環境計画アドバイザー）
- 東中野修道（歴史研究家）
- 小牧昌平（イラン研究者）

#### 芸術
- 町田久成（東京国立博物館初代館長）
- 黒田清輝（洋画家）
- 藤島武二（洋画家）
- 東郷青児（洋画家）
- 海老原喜之助（洋画家）
- 橋口五葉（版画家）
- 藤浩志（現代美術）
- 安藤照（彫刻家、西郷隆盛像や初代忠犬ハチ公像の製作者）
- 野呂圭介（元俳優・陶芸家）
- 尾崎晋也（指揮者）
- 下野竜也（指揮者）
- 平川綾真智（詩人）
- 中島徳博（漫画家）
- いわしげ孝（漫画家）
- 篠原保（キャラクターデザイナー）
- 甲斐谷忍（漫画家）
- 中山敦支（漫画家）
- 槙ようこ（漫画家）
- 持田あき（漫画家）
- 西郷隆文（陶芸家）
- 西元祐貴（墨絵アーティスト）

#### スポーツ
- 山口剛玄（空手家）
- 中馬庚（ベースボールを野球と訳した人物）
- 鶴田義行（競泳選手、日本人2人目の五輪金メダリスト・日本人初の五輪連覇） 旧伊敷村出身
- 星甲実義（相撲、9代目井筒親方）
- 松澤隆司（鹿児島実業高等学校サッカー部総監督）
- 中山律子（プロボウリング選手）
- 定岡智秋（元プロ野球選手）
- 定岡正二（元プロ野球選手）
- 定岡徹久（元プロ野球選手）
- 榎下陽大(元プロ野球選手)
- 高山竜太朗(元プロ野球選手)
- 小峯新陸(元プロ野球選手)
- 井上剣也(プロ野球選手、中日ドラゴンズ育成)
- 上川徹（元サッカー審判員）
- 増永祐一（元野球選手） ※旧喜入町出身
- 野村まり（バレーボール選手）
- 迫田さおり（バレーボール選手）
- 肥後かおり（プロゴルファー） ※旧松元町出身
- 木山仁（元空手道選手・極真会館）
- 藤山竜仁（元サッカー選手） ※旧桜島町出身
- 遠藤彰弘（元サッカー選手） ※旧桜島町出身
- 平瀬智行（元サッカー選手、元サッカー日本代表）
- 宮下瞳（騎手）
- 遠藤保仁（サッカー選手、ジュビロ磐田所属、サッカー元日本代表） ※旧桜島町出身
- 松下年宏（サッカー選手、鹿児島ユナイテッドFC所属）
- 宮下純一（元競泳選手）
- 豊永稔（元総合格闘技・プロレス選手）
- 辻原潤一郎（ラグビーレフリー、日本協会A級公認レフリー）
- 三股久典（ラグビー選手、コカ・コーラレッドスパークス所属）
- 上原美幸（陸上選手（長距離走））
- 鶴田玲美（陸上選手（短距離走））
- 川畑瞳 （ソフトボール選手、東京オリンピック金メダリスト）

#### 芸能
- 山本薩夫（映画監督）
- 中原俊（映画監督）
- 大山勝美（元TBSテレビプロデューサー）
- 貴島誠一郎（元TBSテレビプロデューサー）
- 瀬戸口克陽（元TBSテレビプロデューサー）
- 西郷輝彦（俳優・シンガーソングライター）
- 三浦浩一（俳優）
- 沢村一樹（俳優、元ファッションモデル）
- 大口兼悟（元俳優）
- 重田千穂子（女優）
- 稲森いずみ（女優）
- 斉藤晶（女優）
- 斉藤千晃（女優）
- 宮武美桜（元女優）
- 宮武祭（元女優）
- 上白石萌音（女優・歌手）
- 上白石萌歌（女優・ファッションモデル）
- ねお（ファッションモデル、YouTuber）
- 中島美嘉（女優・歌手）
- 加藤ローサ（ファッションモデル）出生地は横浜市。
- はしのえみ（タレント）
- 柳野玲子（タレント）
- AI（歌手）出生地はロサンゼルス。
- 浜村美智子（歌手）
- 長渕剛（シンガーソングライター）出生地は日置市。
- 辛島美登里（シンガーソングライター）
- 中島優美（ミュージシャン、元GO!GO!7188）
- ノマアキコ（ミュージシャン、元GO!GO!7188）
- 東野純直（シンガーソングライター）
- 星グランマニエ（氣志團ギター）
- 白鳥松竹梅（氣志團ベース）
- 木下美穂子（ソプラノ歌手）
- 桃月庵白酒（落語家）
- 春風亭柳雀（落語家）
- 三遊亭あら馬（落語家）
- フランキー堺（コメディアン）
- 坂上二郎（コメディアン、俳優）
- すわ親治（コメディアン）
- 恵俊彰（タレント、お笑いコンビ・ホンジャマカ）
- キューティー上木（お笑い芸人・上木恋愛研究所）
- ひょうろく（お笑い芸人）[68]
- 野口たくお（MBCタレント） ※旧松元町
- 肝付兼太（声優）
- 大川透（声優）
- 村松凪（声優）
- 崎元仁（作曲家）東京都生まれ
- 吉俣良（作曲家、音楽プロデューサー）弟はMBCタレントの吉俣トヨシゲ
- 加藤久仁生（アニメーション作家）
- 東方力丸（漫読家）
- 新垣里沙（歌手、元モーニング娘。）育ちは横浜市。
- 柏木由紀（元AKB48メンバー）
- 宮脇咲良 / サクラ（LE SSERAFIM・元HKT48・元IZ*ONEメンバー）[69]
- 野元空（女優、元フェアリーズ）
- 大原優乃（グラビアアイドル、元Dream5）
- ZIKU（ミュージシャン、ラジオパーソナリティ、芸人）
- 彩海せら（宝塚歌劇団月組男役）
- 天飛華音（宝塚歌劇団星組男役）
- YANAGIMAN（音楽プロデューサー、作曲家、編曲家、ベーシスト）
- 森田まゆみ（元歌手・女優）
- 白石優生（国家公務員、YouTuber）[70]

#### マスコミ
- 有村かおり（元TBSアナウンサー）
- 近藤久美子（鹿児島讀賣テレビアナウンサー）
- 小澤良太（テレビ北海道アナウンサー）
- 坂口果津奈（元鹿児島テレビ放送アナウンサー）
- 大平みな（熊本県民テレビアナウンサー）
- 岡田祐介（南日本放送アナウンサー）
- 戸越亜希子（元鹿児島テレビ放送アナウンサー）
- 豊平有香（南日本放送アナウンサー）
- 黒木奈々（TBSニュースバード）
- 汾陽麻衣（TBSニュースバード）
- 川添佳穂（元朝日放送テレビアナウンサー）

#### その他
- 白浜ワカ（長寿日本一） ※旧西桜島村（後の桜島町）出身

### 名誉市民
- 勝目清
- 浜平勇吉
- 赤崎義則
- 中村晉也

### 鹿児島市にゆかりのある人物
- 生野陽子（フジテレビアナウンサー） ※福岡県福岡市出身だが、中学高校時代、両親の仕事の関係で居住していた。
- ラサール石井（タレント・参議院議員） ※大阪市出身だが、ラ・サール高校に在学していた。

## 鹿児島市を舞台とする作品

### 小説・エッセイ
- 海軍（岩田豊雄）
- 桜島（梅崎春生）
- 鹿児島感傷旅行『眠る杯』（向田邦子）
- 一話一言補遺（大田南畝）
- ひえもんとり（里見弴）

### 劇画・コミック
- 行け!!南国アイスホッケー部（久米田康治）
- ぼっけもん（岩重孝）
- 海猿

### ドラマ・映画
- 海軍 - 1943年（松竹）、1963年（東映）
- だいこんの花 - 1975年 NETテレビ系（現テレビ朝日系）
- 嫁だいこん - 1976年 フジテレビ系：竹脇無我扮する中園久太郎商店の若夫婦の設定のドラマ
- トラック野郎・男一匹桃次郎 - 1977年
- 西部警察 PART-III - 第17話 1983年8月28日O.A.「吠えろ!! 桜島-鹿児島篇-」（西部警察・日本全国縦断ロケ第6弾、鹿児島放送開局記念作品）
- リボルバー - 1988年
- ゴジラvsスペースゴジラ - 1994年
- ゴジラ・モスラ・キングギドラ 大怪獣総攻撃 - 2001年
- LIMIT OF LOVE 海猿（ロケ地） - 2006年
- たくさんの愛をありがとう - 2006年5月日本テレビ系列・ドラマ・コンプレックス
- 北辰斜にさすところ - 2007年公開
- 篤姫 - 2008年 NHK大河ドラマ
- チェスト! - 2008年、架空の小学校を舞台とする。ロケ地の大半は鹿屋市。
- 奇跡 - 2011年公開
- 六月燈の三姉妹 - 2013年公開
- 西郷どん - 2018年

### 楽曲
- 照國神社の熊手（キング・クリームソーダ） - 2016年 テレビ東京系『妖怪ウォッチ』オープニングテーマ
- 鹿児島中央STATION - 2007年 長渕剛

## 関連文献
- 鹿児島市史 - 鹿児島市の自治体史。大正時代に2巻[71]、昭和から平成にかけて5巻が刊行されている[72]